# Argentine
Cet article possède un paronyme, voir Argentina.
Pour les articles homonymes, voir Argentine (homonymie).
République argentine
(es) República Argentina
L'Argentine (prononcé en français : [aʁʒɑ̃tin] ; prononcé en espagnol : [aɾxenˈtina] ), en forme longue la République argentine (prononcé en espagnol : [reˈpuβlika aɾxenˈtina]), est un pays d’Amérique du Sud partageant ses frontières avec le Chili à l’ouest, la Bolivie et le Paraguay au nord, le Brésil et l’Uruguay au nord-est, et enfin l’océan Atlantique à l'est et au sud. Son territoire américain continental couvre une grande partie du Cône Sud.
L'Argentine est une république fédérale ayant un régime présidentiel. Elle a pour capitale Buenos Aires et pour langue officielle de facto l'espagnol dans sa version rioplatense. La monnaie nationale est le peso.
L'Argentine fait partie des pays dits du Cône Sud et parmi les pays d'Amérique latine, il est, avec l'Uruguay et le Chili, celui où la culture européenne est la plus affirmée. L'Argentine est l'un des pays les plus développés du continent latino-américain. Le pays est également la troisième puissance économique d'Amérique latine après le Brésil et le Mexique, que ce soit en PIB nominal ou à parité de pouvoir d'achat (PPA). Il connaît cependant une crise économique depuis la fin des années 2010, marquée par une forte inflation et la hausse de la pauvreté.
Comme la plupart des pays d'Amérique latine, l'Argentine est marquée par une instabilité politique et connaît plusieurs épisodes de dictature militaire. Elle joue un rôle majeur dans la construction et la mise en place du Mercosur dont elle est l'un des membres fondateurs.

## Toponymie

### Origines étymologiques
Le mot « Argentine » provient du latin argentum, qui signifie argent (plata et prata en espagnol). Cette dénomination est liée à la croyance répandue parmi les premiers explorateurs européens, notamment les Espagnols, que la région abritait d'importantes richesses en argent. Cette croyance était fondée sur les récits des populations locales qui parlaient de l'existence d'une région montagneuse riche en métaux précieux, notamment dans la région du Río de la Plata, littéralement « fleuve d'argent ».
Le Río de la Plata, découvert par les Européens au début du XVIe siècle, a joué un rôle central dans la genèse du nom Argentine. Les explorateurs espagnols, menés par Juan Díaz de Solís en 1516, furent les premiers à naviguer dans cette région. Ils étaient à la recherche d'une route vers les riches mines d'argent supposées se trouver dans les montagnes du Pérou et de la Bolivie actuels. Le mythe de la Sierra de la Plata, une montagne légendaire supposée regorger d'argent, renforça l'idée que cette région était une véritable terre d'abondance.
Son origine pourrait se trouver dans les cadeaux en argent faits par les peuples amérindiens aux explorateurs européens, notamment Sébastien Cabot ou Juan Díaz de Solís, ou aux ornements portés par les indigènes.

### Évolution historique
Au fil du temps, le terme « Argentine » a commencé à être utilisé pour désigner la région située autour du Río de la Plata. Au XVIe siècle, les documents espagnols commencent à utiliser le terme Provincia del Río de la Plata ou La Tierra Argentina pour désigner cette région. Le mot « argentine » est d'abord utilisé comme un adjectif pour décrire quelque chose en rapport avec l'argent-métal ou la couleur argentée. Le premier à l'utiliser est le poète Martín del Barco Centenera, dans un poème écrit en 1602, intitulé La Argentina y conquista del Río de la Plata.
Le terme s'est progressivement institutionnalisé au cours des siècles suivants, surtout après l'indépendance de la région vis-à-vis de l'Espagne au début du XIXe siècle. En 1816, lors de la déclaration d'indépendance, le pays adopte officiellement le nom de Provincias Unidas del Río de la Plata. Cependant, l'usage du terme « Argentine » se généralise progressivement pour devenir le nom officiel du pays : República Argentina.

## Géographie

### Localisation, frontières et superficie

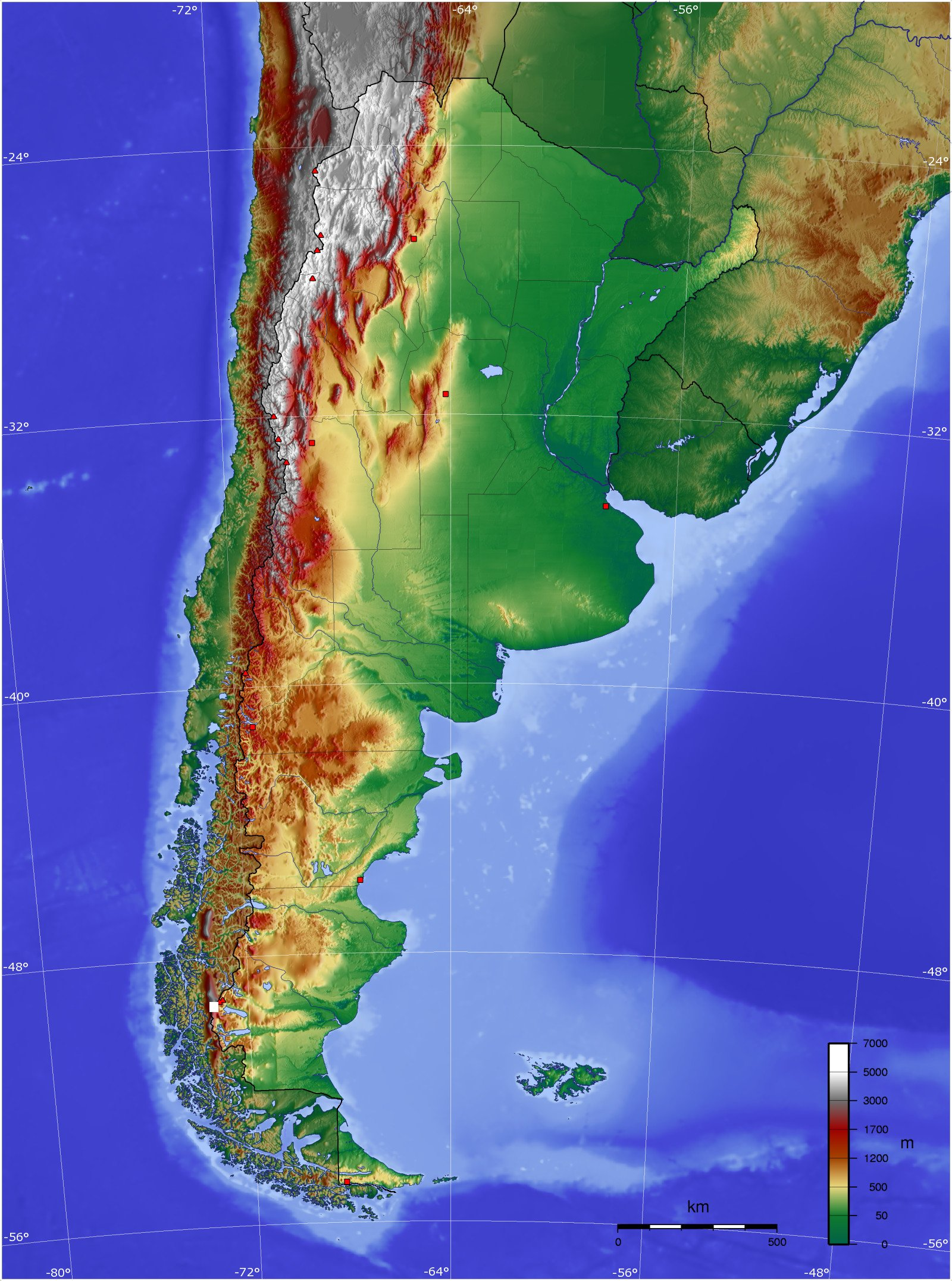
Carte topographique de l'Argentine.

L'Argentine est le pays ayant la deuxième plus grande superficie des pays d'Amérique du Sud derrière le Brésil avec 2 791 810 km2. L'Argentine est cinq fois plus grande que la France. Le pays est limitrophe du Chili à l'ouest, de la Bolivie et du Paraguay au nord ainsi que du Brésil et de l'Uruguay au nord-est. Le pays revendique 965 597 km2 de territoires en Antarctique (Antarctique argentine), mais aussi les îles Malouines, les îles Orcades du Sud et la Géorgie du Sud, qui sont d'ailleurs représentés comme des territoires argentins dans les cartes et les manuels scolaires.
De la cordillère des Andes à l'océan Atlantique, la distance maximale est de 1 214 kilomètres d'est en ouest. De la forêt amazonienne à l'extrême sud de la Terre de Feu, la distance maximale est de 3 693 kilomètres du nord au sud.

### Les grandes régions géographiques
L'Argentine peut être divisée en six grandes régions géographiques, chacune ayant ses caractéristiques distinctes.

#### La Pampa
La Pampa est la vaste plaine qui occupe le centre de l'Argentine. Elle est connue pour ses terres fertiles, idéales pour l'agriculture et l'élevage. Cette région est le grenier du pays, produisant principalement du blé, du maïs, du soja, des oléagineux et de la viande bovine. Cette région recouvre la plupart des provinces de Buenos Aires et de Córdoba ainsi que celles de Santa Fe et de la Pampa est très urbanisée.

#### La région andine

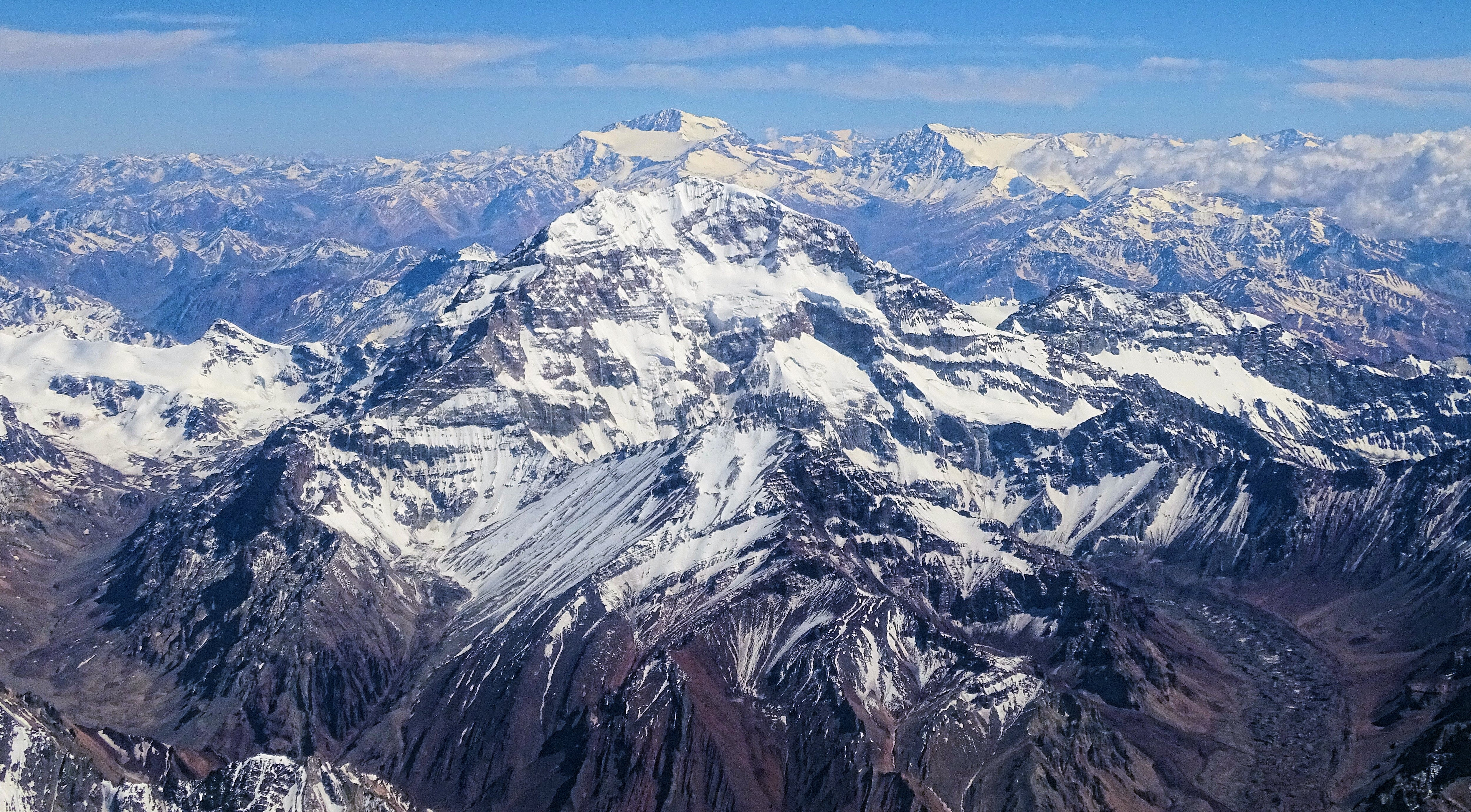
Le sommet de l'Aconcagua.

La chaîne des Andes forme la frontière ouest du pays, s'étendant du nord au sud sur environ 4 300 km. Elle comprend le point culminant de l'Amérique du Sud, l'Aconcagua, qui atteint 6 959 m d'altitude. Les Andes argentines, situées à l'est se trouve une région aride appelée Cuyo, sont riches en ressources naturelles, telles que les minerais (cuivre, lithium, or, argent…), et abritent également des paysages spectaculaires, des glaciers et des volcans actifs. L'eau descendant des montagnes permet la viticulture et l'agriculture grâce à son irrigation, bien que le relief y soit accidenté.

#### La Patagonie

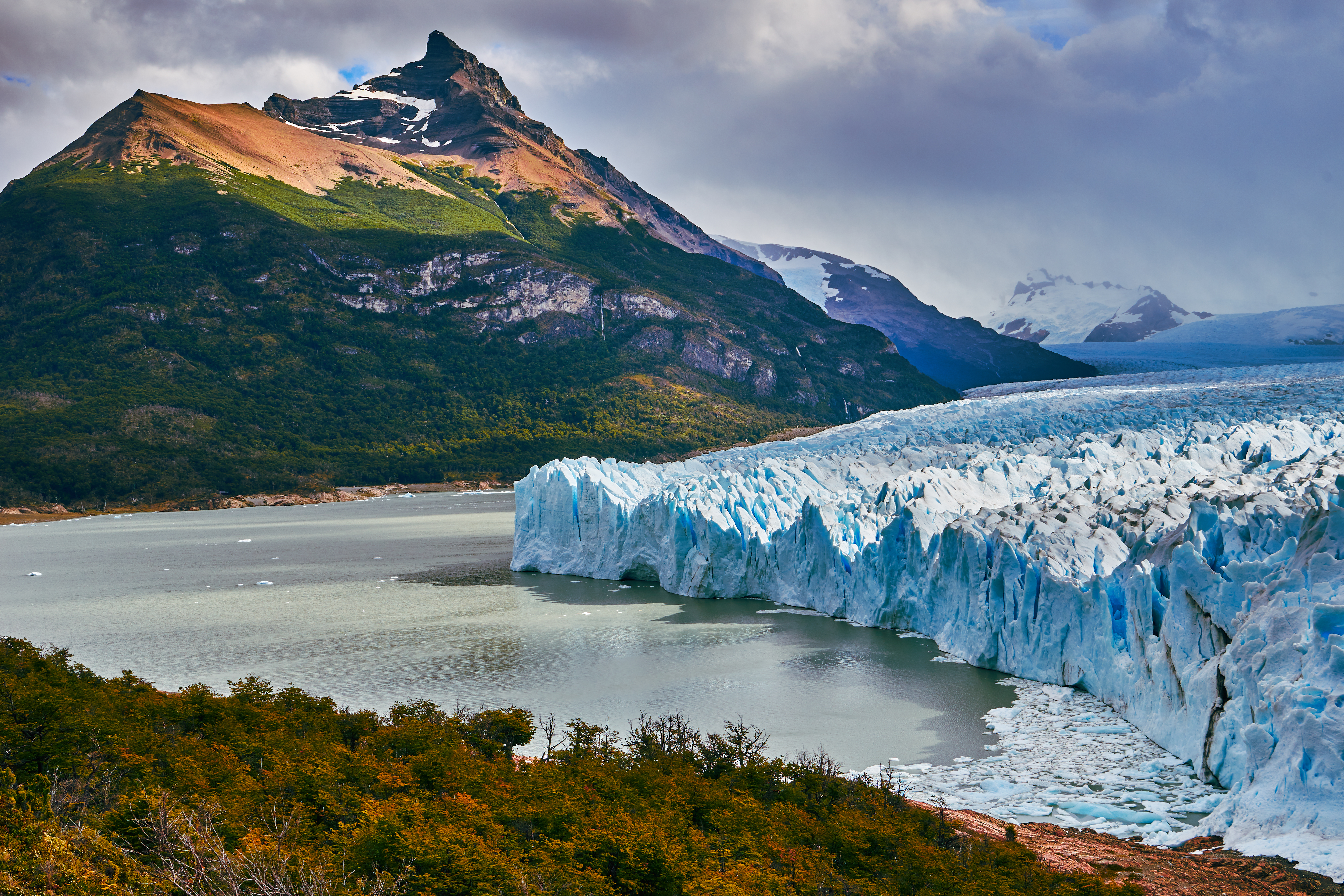
Le glacier Perito Moreno.

Au sud de la Pampa, la Patagonie est une région froide et aride, caractérisée par des steppes vastes et ventées. Elle est bordée à l'est par l'océan Atlantique et à l'ouest par les Andes. La Patagonie est connue pour ses paysages époustouflants, incluant les montagnes, les lacs, les glaciers, et les fjords. La région est aussi un site important pour la production de pétrole et de gaz naturel, avec des gisements importants dans les provinces de Neuquén et de Chubut. La Patagonie est également riche en ressources naturelles, notamment des minerais.

#### Le Gran Chaco
Située au nord de la Pampa, cette vaste plaine est couverte de forêts sèches et d'arbustes. Le Gran Chaco est une région chaude et semi-aride, avec une biodiversité riche mais menacée par la déforestation pour l'agriculture, principalement la culture du coton, et l'élevage. Ce territoire se trouve entre le río Paraná et le río Uruguay, partagés entre les provinces de Corrientes et d'Entre Ríos, où l'on entretient le bétail et les Esteros del Iberá. Le climat de la province de Misiones est tropical.

#### La Mésopotamie
Entre le río Paraná et le río Uruguay, cette région est plus humide et fertile. Elle est caractérisée par des collines, des forêts subtropicales, et des terres cultivées. La Mésopotamie est également célèbre pour ses chutes d'Iguazú, l'une des merveilles naturelles les plus spectaculaires du monde.

#### La Patagonie australe
Cette région est la plus méridionale de l'Argentine. Elle est composée de paysages subpolaires, avec des forêts, des montagnes et des glaciers. La Terre de Feu est séparée du continent par le détroit de Magellan et se termine au cap Horn, le point le plus austral de l'Amérique du Sud.

### Le climat
L'Argentine, pays d'Amérique du Sud s'étendant sur plus de 3 700 km du nord au sud, possède une diversité climatique remarquable. Ce vaste territoire englobe une variété de paysages allant des déserts arides aux forêts tropicales, en passant par les montagnes enneigées et les vastes plaines. Cette diversité géographique se reflète dans les nombreux types de climat que l'on trouve à travers le pays.

#### Les raisons d'une diversité climatique
La géographie de l'Argentine, avec ses Andes à l'ouest et l'océan Atlantique à l'est, joue un rôle crucial dans la détermination des conditions climatiques. Les Andes agissent comme une barrière naturelle, influençant les précipitations et les températures. De plus, les courants marins, comme le courant des Malouines et le courant du Brésil, modifient également les conditions climatiques côtières.

#### Les différentes zones climatiques

Différents climats de l'Argentine selon là classification de Köppen.

Le nord de l'Argentine, incluant des provinces comme Misiones et Formosa, bénéficie d'un climat subtropical avec des étés chauds et humides et des hivers doux. Dans certaines zones, comme la région du Gran Chaco, le climat est tropical, caractérisé par des températures élevées et une saison des pluies marquée.
Dans le centre de l'Argentine, les Pampas, cœur agricole du pays, connaissent un climat tempéré avec des saisons bien définies. Les étés sont chauds, tandis que les hivers peuvent être frais, mais rarement rigoureux.
Au sud de l'Argentine, la Patagonie, qui s'étend jusqu'à la Terre de Feu, présente un climat subpolaire avec des hivers longs et froids et des étés courts et frais. La région est également connue pour ses vents forts et constants.
Le long de la frontière ouest, les Andes créent un climat de montagne. Les températures varient fortement en fonction de l'altitude, avec des neiges éternelles sur les sommets les plus élevés.

### Environnement
L'Argentine, le huitième plus grand pays du monde en termes de superficie, possède une richesse naturelle exceptionnelle. Ses vastes territoires abritent une grande diversité d'écosystèmes, allant des steppes arides de la Patagonie aux jungles luxuriantes de la région de Misiones, en passant par les plaines fertiles de la Pampa. Cependant, cette biodiversité unique est confrontée à de nombreux défis environnementaux qui nécessitent une attention urgente.

#### Biodiversité et écosystèmes
L'Argentine est l'un des pays les plus riches en biodiversité d'Amérique du Sud, avec une grande variété de faune et de flore. Le pays est divisé en plusieurs écorégions, chacune ayant ses caractéristiques propres :
- La Pampa : Connue pour ses vastes plaines fertiles, elle est le centre de l'agriculture argentine. Cependant, l'agriculture intensive et l'élevage extensif ont entraîné une déforestation significative et une dégradation des sols.
- La Patagonie : Cette région, caractérisée par ses paysages spectaculaires de montagnes, de glaciers et de steppes, abrite des espèces endémiques comme le guanaco et le nandou. Cependant, le réchauffement climatique menace les glaciers, et l'exploitation minière affecte les écosystèmes locaux.
- Le Nord-Ouest : Cette région montagneuse est riche en diversité culturelle et écologique. Cependant, la déforestation pour l'expansion agricole, en particulier pour la culture du soja, met en péril les forêts sèches de Chaco.
- La Selva Misionera : Une partie de la forêt atlantique, cette région abrite une biodiversité incroyable, y compris des espèces en danger comme le jaguar. Cependant, la déforestation, souvent pour l'exploitation forestière et l'agriculture, menace cet écosystème fragile.

#### Faune et flore

##### Faune
La faune argentine est impressionnante, avec une grande variété d'espèces qui varient selon les régions.
- Pampa : La Pampa était autrefois le domaine du guanaco, une espèce de camélidé sauvage, et du ñandú, un oiseau coureur semblable à l'autruche. Aujourd'hui, ces espèces sont rares, mais on peut encore observer des cerfs des pampas (Ozotoceros bezoarticus) et une grande diversité d'oiseaux, notamment des caracaras et des faucons.

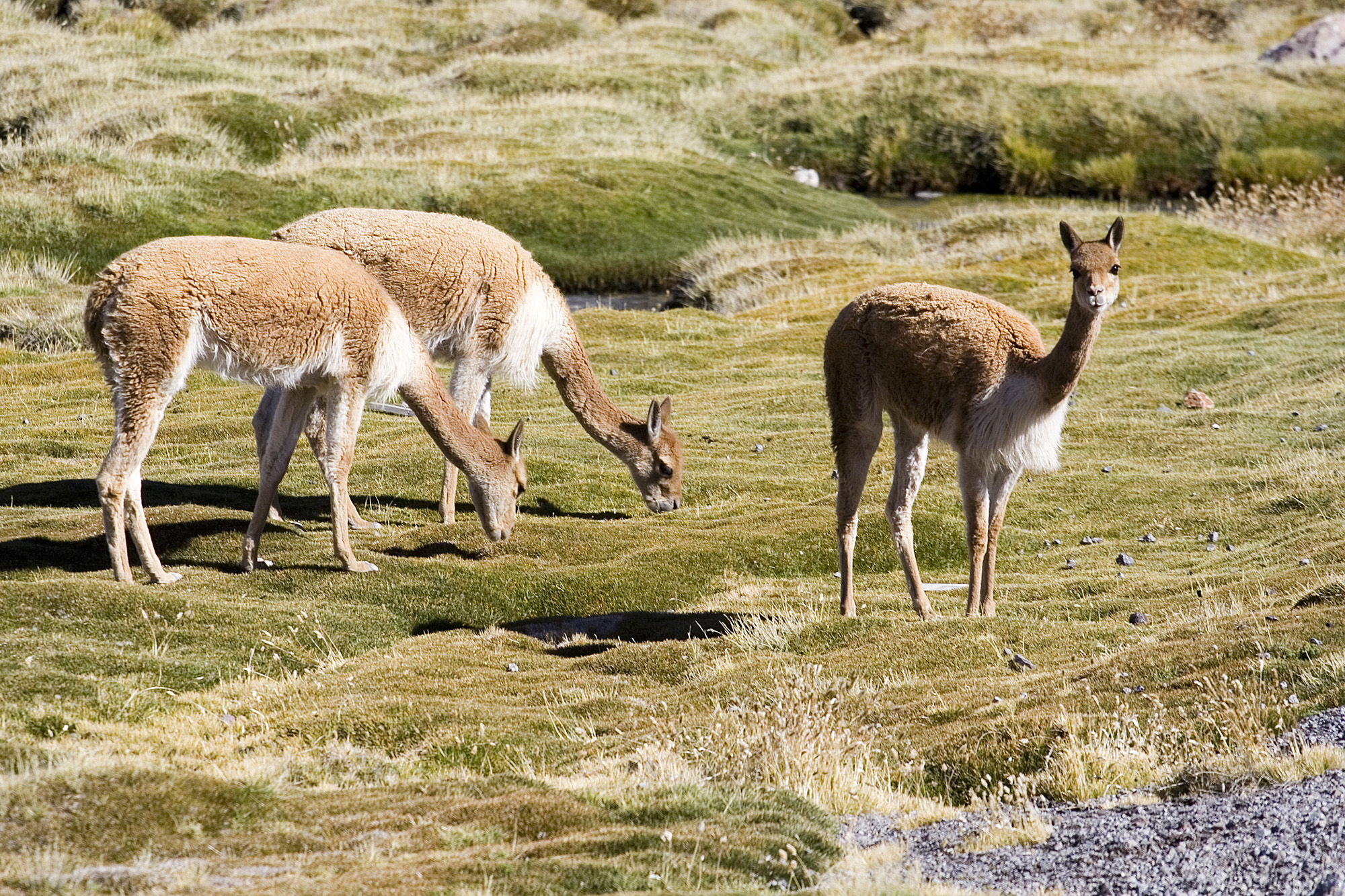
Troupeau de vigognes.

- Patagonie : Cette région est célèbre pour ses populations de manchots de Magellan (Spheniscus magellanicus), d'orques et de lions de mer le long des côtes. Dans les terres, on trouve des guanacos, des pumas, et le nandou de Darwin (Rhea pennata), une espèce d'oiseau coureur.

- Région andine : Les Andes abritent des espèces emblématiques telles que le condor des Andes, l'un des plus grands oiseaux volants au monde, ainsi que le vigogne (Vicugna vicugna), un parent sauvage du lama. Les pumas sont également présents, ainsi que des petits mammifères comme la viscache.

- La Mésopotamie : La faune de cette région humide comprend des caïmans (Caiman latirostris), des cerfs des marais (Blastocerus dichotomus), et une grande variété de poissons et d'oiseaux aquatiques. Les forêts abritent également des singes hurleurs et des toucans.

- Le Chaco : Le Chaco est l'un des habitats les plus riches en biodiversité d'Argentine. On y trouve des jaguars, des fourmiliers géants, des tatous, et une multitude d'espèces d'oiseaux et de reptiles, notamment le boa constrictor et diverses espèces de lézards.

##### Flore
La flore de l'Argentine est aussi diverse que ses paysages, avec des espèces végétales adaptées à chaque climat et type de sol.
- Pampa : La végétation de la Pampa est principalement composée de prairies avec des graminées telles que le fétuque et le pennisetum. Autrefois, cette région était recouverte d'une mer d'herbes ondoyantes, mais l'agriculture intensive a remplacé une grande partie de la végétation indigène par des cultures de blé et de maïs.

- Patagonie : Ici, les conditions sont plus rudes, avec des arbustes résistants comme le berbéris à feuilles de buis, des herbes comme le coirón, et des forêts de conifères dans le sud, notamment des cyprès et des lengas (Nothofagus pumilio).

- Région andine : On y trouve une grande variété de plantes, des cactus et buissons épineux des zones plus arides aux forêts de nuages denses dans les régions plus humides, avec des espèces comme les queñoas (Polylepis tarapacana) et les alisos (Alnus acuminata).

- La Mésopotamie : Cette région est caractérisée par des forêts subtropicales riches, où l'on trouve des espèces comme les palmiers (notamment le butia yatay), des bambous, et des arbres imposants comme le cèdre (Cedrela fissilis) et l'araucaria.

- Le Chaco : Les forêts sèches du Chaco abritent des espèces d'arbres tels que le quebracho (Schinopsis balansae), connu pour son bois dense, et le palo santo (Bulnesia sarmientoi), une essence utilisée en parfumerie.

#### Conséquences de la déforestation
L'Argentine est l'un des plus grands producteurs mondiaux de soja, et cette culture est l'un des principaux moteurs de la déforestation. La conversion de vastes étendues de forêts en terres agricoles, particulièrement dans le Gran Chaco et la province de Misiones, a conduit à une perte massive d'habitats naturels. Entre 1990 et 2020, l'Argentine a perdu environ 7,6 millions d'hectares de forêts, soit environ 18 % de ses forêts totales.
La monoculture de soja, souvent génétiquement modifié, est non seulement responsable de la déforestation, mais elle entraîne également une diminution de la fertilité des sols et une augmentation de l'utilisation de pesticides. Cette situation crée des problèmes environnementaux graves, comme la contamination des eaux et la perte de biodiversité.

#### Changement climatique et ses conséquences
L'Argentine est particulièrement vulnérable aux effets du réchauffement climatique, notamment dans la région andine, où se trouvent certains des plus grands glaciers d'Amérique du Sud. Ces glaciers sont une source essentielle d'eau douce pour les populations locales et pour l'agriculture. Cependant, le réchauffement global provoque un recul rapide de ces glaciers, menaçant à la fois l'approvisionnement en eau et l'équilibre des écosystèmes de montagne.
En Patagonie, des études montrent que les glaciers reculent à un rythme alarmant, ce qui pourrait entraîner une élévation du niveau des mers et affecter les populations côtières. De plus, la fonte des glaciers pourrait libérer des contaminants piégés dans la glace, entraînant une pollution des eaux en aval.

### Axes de communication et transports
L'Argentine, huitième plus grand pays au monde, dispose d'un réseau de transports vaste et diversifié. En raison de sa taille et de la diversité géographique, les infrastructures de transport jouent un rôle crucial pour relier ses grandes villes, ses zones rurales éloignées et ses paysages naturels uniques. Les principaux modes de transport en Argentine incluent les routes, le rail, l'aviation et le transport maritime. Chacun de ces moyens de transport présente des avantages et des défis uniques.

#### Le réseau routier

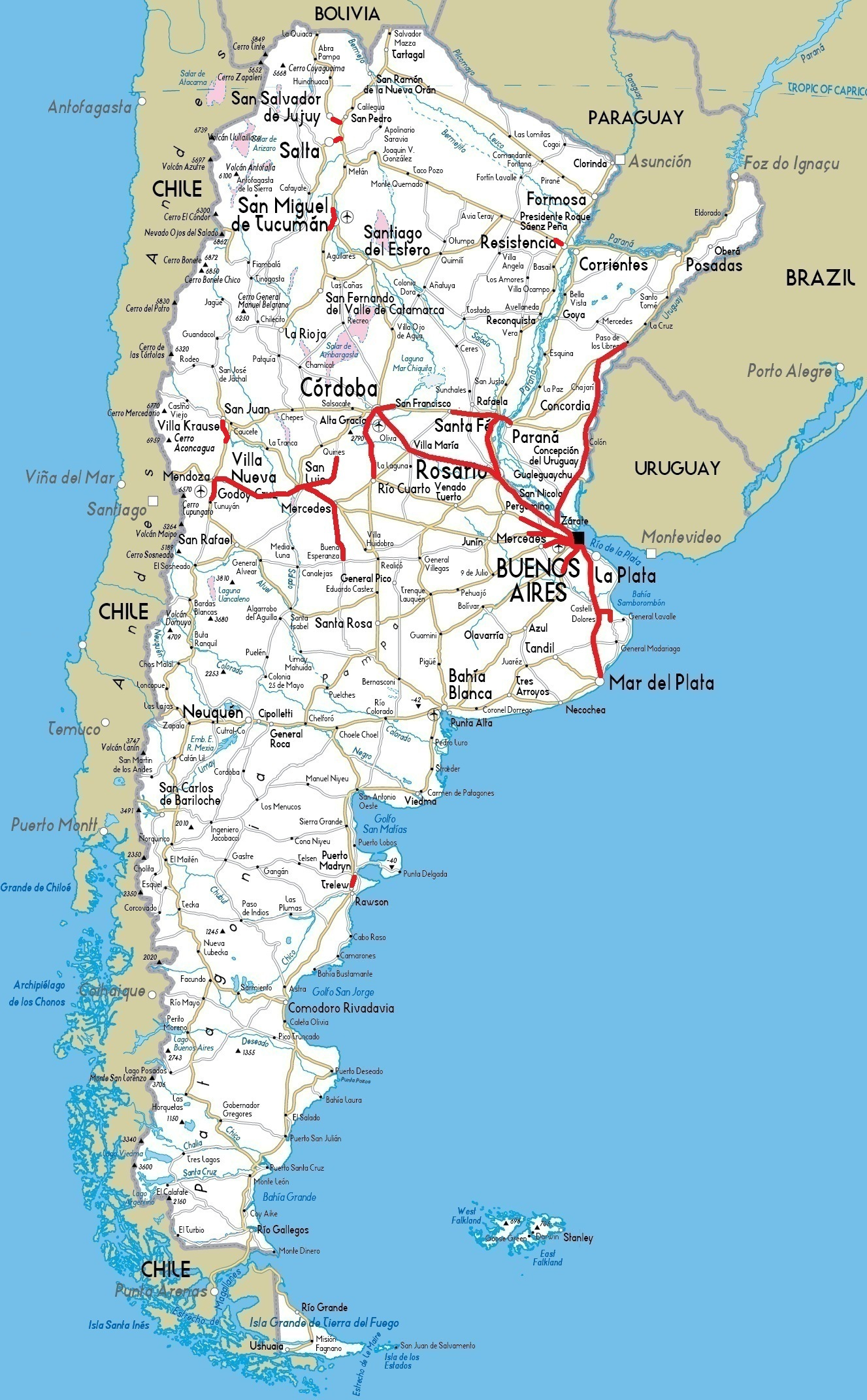
Autoroutes dupliquées en Argentine, en rouge.

Le réseau routier est le mode de transport dominant en Argentine. Avec plus de 230 000 km de routes, dont 40 000 km de routes asphaltées, il relie efficacement la plupart des régions du pays. Les autoroutes, notamment les routes nationales 3, 9, 40 et la célèbre route nationale 7, sont les principales artères qui relient les villes majeures comme Buenos Aires, Rosario, Mendoza et Córdoba.
Les bus longue distance, appelés colectivos, sont l'une des options de transport les plus populaires. Ils sont abordables et offrent des services variés, allant des sièges standards aux sièges couchettes pour les longs trajets. Le réseau de bus est bien développé et dessert pratiquement toutes les régions du pays.
Cependant, l’état des routes en Argentine varie selon les régions. Si les axes principaux sont bien entretenus, les routes dans certaines zones rurales peuvent être en mauvais état, notamment dans les provinces éloignées du nord-ouest ou de Patagonie.

#### Le réseau ferroviaire
L'Argentine possède historiquement l'un des plus grands réseaux ferroviaires d'Amérique latine, avec près de 30 000 km de voies. Cependant, au fil des années, l’entretien insuffisant et la concurrence des autres modes de transport ont entraîné un déclin significatif des services ferroviaires. Aujourd’hui, le transport ferroviaire est limité, notamment pour le transport de passagers, avec des lignes principales comme celles reliant Buenos Aires à des villes telles que Mar del Plata, Rosario et Tucumán.
Le gouvernement argentin a mis en place un programme de modernisation et de réhabilitation du réseau ferroviaire, visant à améliorer le transport de marchandises et de passagers. Le train reste un moyen de transport économique, mais il est souvent plus lent et moins fiable que les bus ou l’avion pour les longues distances.

#### Transport aérien
En raison des vastes distances qui séparent certaines villes, le transport aérien est essentiel en Argentine, notamment pour les trajets reliant Buenos Aires aux régions éloignées comme la Patagonie, la Terre de Feu ou encore le nord du pays. Aerolíneas Argentinas et Flybondi sont les deux principales compagnies aériennes du pays, proposant des vols domestiques réguliers.
Les aéroports internationaux de Buenos Aires (Ezeiza et Aeroparque) sont les principaux hubs du pays. En dehors de Buenos Aires, des villes comme Córdoba, Mendoza, Rosario et Salta disposent d’aéroports modernes qui facilitent les déplacements domestiques et internationaux.
L'aviation a connu une expansion récente avec l'introduction de compagnies aériennes low-cost qui ont rendu le transport aérien plus accessible pour de nombreux Argentins. Cependant, les grèves fréquentes et les conditions météorologiques parfois extrêmes peuvent causer des retards dans certaines régions.

#### Transport maritime
L’Argentine possède une vaste façade maritime sur l’océan Atlantique, ce qui en fait un acteur important dans le commerce maritime. Les ports de Buenos Aires, Bahía Blanca et Rosario sont parmi les plus importants, facilitant le transport de marchandises, notamment agricoles, vers le monde entier.
Le rio Paraná, l’un des plus longs d’Amérique du Sud, est également crucial pour le transport fluvial de marchandises, reliant le nord du pays à l’océan Atlantique. Ce réseau fluvial permet de transporter des produits agricoles et des matières premières vers les ports pour l'exportation.

## Histoire

### Argentine précolombienne

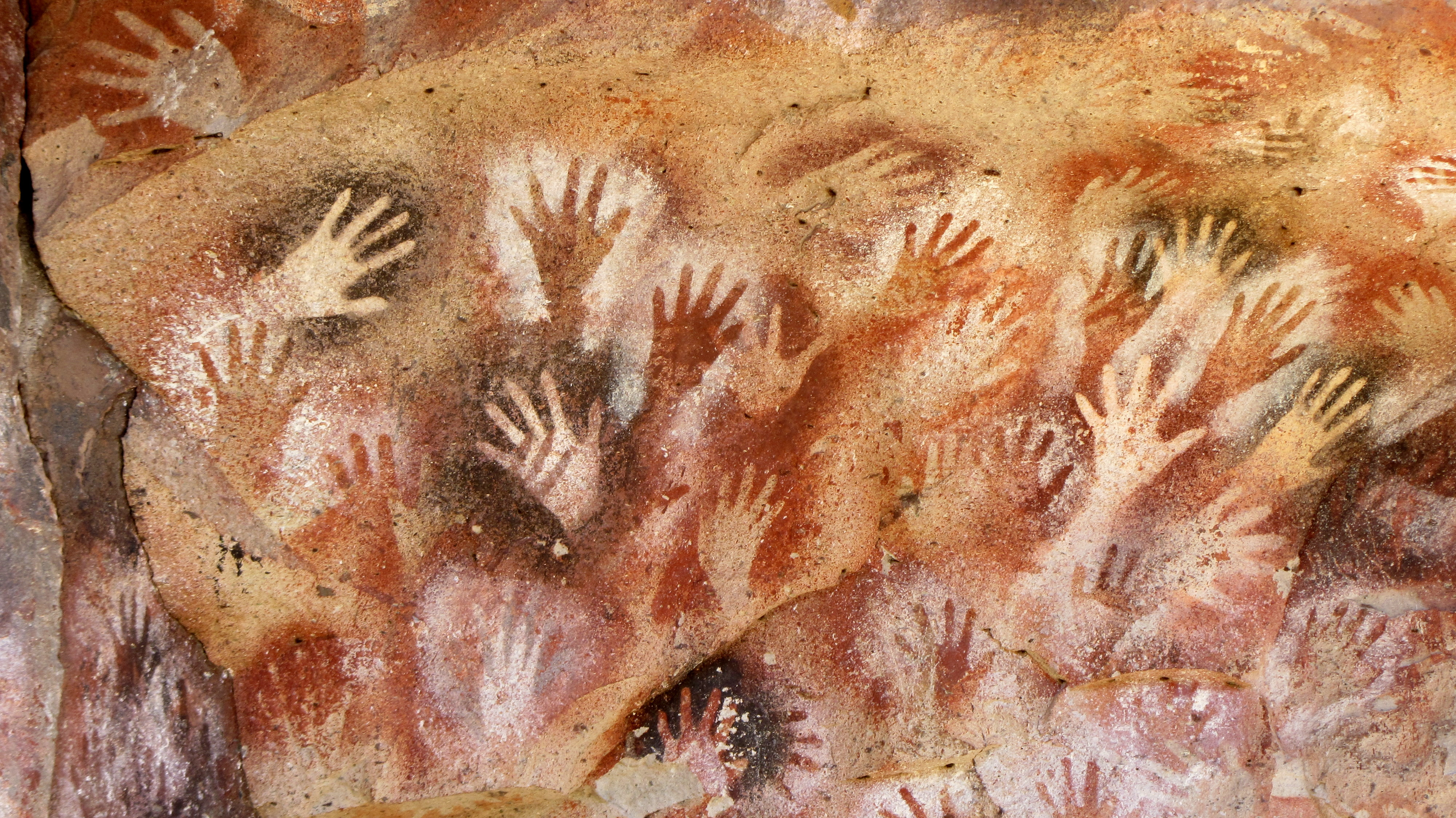
La Cueva de las Manos dans la province de Santa Cruz.

La présence humaine sur le territoire argentin remonte au Paléolithique, avec également des traces datant du Mésolithique et du Néolithique. Jusqu'à la période coloniale, l'Argentine est relativement peu peuplée par un grand nombre de cultures diverses avec différentes organisations sociales, qui peuvent être divisés en trois groupes principaux.
Le premier groupe est composé de chasseurs-cueilleurs sans développement de la poterie, comme les Selknam et les Yagans dans l'extrême sud. Le second est composé de chasseurs cueilleurs plus avancés, qui comprennent les Puelche, Querandí et Serranos dans le centre-est ; les Tehuelche au sud — tous ces peuples amérindiens seront conquis par les Mapuche venus de l'actuel Chili — et les Kom et Wichi au nord. Le dernier groupe, le plus avancé, est composé d'agriculteurs fabriquant des poteries, comme les Charrúa, Minuano et Guaraní dans le nord-est, avec une existence semi-sédentaire sur brûlis ; les groupes pratiquant une agriculture basée sur le troc et les échanges, sédentaires avancés comme les Diaguita dans le nord-ouest, qui ont été conquis par l'Empire inca vers 1480 ; les Tonocotés et les Comechingón au centre du pays, et les Huarpes au centre-ouest, beaucoup plus influencés par la culture inca.

### Période coloniale
En 1516, l'explorateur Juan Díaz de Solís découvre l'estuaire qui pris plus tard le nom de Río de la Plata (« fleuve d'argent » en français). La légende raconte que la flotte du navigateur fit naufrage et que les survivants reçurent des présents en argent de la part des indigènes. L'épisode est connu sous le nom de Sierra del Plata (« montagne d'argent » en français) vers 1524 en Espagne. La découverte de ces espaces et les légendes entourant les voyages des explorateurs incitent le roi d’Espagne Charles Quint a restaurer les adelantados, qu'il charge de prospecter et d'administrer différents territoires. L'explorateur Sébastien Cabot explore le territoire en 1526.
Buenos Aires est ainsi fondée en 1536 comme point de départ pour de nouvelles conquêtes. La ville est fondée en hommage à la dame du Bon Vent, patronne des marins. Cependant, la ville est rapidement délaissée au profit d'Asunción nouvellement créé en 1537 puis de Lima. Elle est abandonnée en 1541. La ville ne reprend sa position centrale que lors de sa refondation en 1580. D'autres colonies sont fondées, comme Santiago del Estero par Francisco de Aguirre en 1553, Londres en 1558, Mendoza en 1561, San Juan en 1562 ou San Miguel de Tucumán en 1565. Santa Fe est fondée en 1573 par Juan de Garay, tout comme Córdoba, fondée par Jerónimo Luis de Cabrera. C'est Garay qui refonde la colonie de Buenos Aires en 1580, mais plus au sud que l'emplacement initial, à 300 kilomètres de l'océan Atlantique. À la fin du XVIe siècle, Buenos Aires devient un point de passage de la route secondaire qui permettait l'acheminement de l'argent extrait des mines de Potosí. La ville compte environ 4 000 habitants à la fin du XVIIe siècle, et subit plusieurs révoltes indigènes. Enfin, San Luis est fondée en 1596.
En 1776, le roi Charles III décide une réorganisation des territoires de l'Empire espagnol. C'est ainsi qu'est créé la vice-royauté du Río de la Plata dont Buenos Aires est la capitale au profit d'Asunción,. La province de Tucumán est rattachée à la vice-royauté alors qu'elle dépendait jusqu'alors de la Vice-royauté du Pérou. À la fin du XVIIIe siècle à lieu le premier recensement dans l'Empire espagnol. Buenos Aires compte alors environ 16 000 habitants. Les bourgeois créoles prennent alors conscience de leur poids et commencent à songer à l'indépendance. Cependant, Buenos Aires reste en retrait par rapport aux villes du nord-est qui bénéficiaient des relations commerciales établies de longue date avec la Vice-royauté du Pérou.

### Processus d'indépendance et guerres civiles
En 1806 et 1807, les colons espagnols repoussent les invasions britanniques depuis le bassin de la Plata, grâce au chef d'escadre d'origine française Jacques de Liniers. Ils se persuadent alors d'être les seuls à se défendre contre un ennemi, y compris mieux armé et équipé. L'annonce du renversement du roi Ferdinand VII en 1808 éveille un immense espoir dans la vice-royauté. En 1810, l'annonce de la prise de Séville par les troupes françaises marque le point de départ de la guerre de l'indépendance. La population de Buenos Aires chasse alors le vice-roi Baltasar Hidalgo de Cisneros et sa famille, qui s'enfuient aux îles Canaries. C'est la révolution de Mai qui marque le début du processus de l'indépendance. Le gouvernement du vice-roi est remplacé par la Première Junte, composée de créoles locaux. Cependant, la Junte doit faire face à une insurrection royaliste à Córdoba qu'elle parvient à écraser, mais ne peut empêcher l'indépendance du Paraguay en mai 1811 et les révoltes dans la Bande orientale (future Uruguay) et le Haut-Pérou (future Bolivie). Dans le mouvement des guerres d'indépendance, le franco-argentin Hippolyte Bouchard a mené sa flotte faire la guerre aux troupes espagnoles dans plusieurs territoires occupés, de la Californie aux Philippines. Dans sa lutte, il obtient l'allégeance de Philippins en fuite à San Blas qui ont fait défection des Espagnols pour rejoindre la marine argentine, étant désireux d'aider les Argentins contre le colon espagnol. Plus tard, le Sol de Mayo est adopté comme symbole par les Philippins lors de la révolution philippine contre l'Espagne.
Les révolutionnaires se divisent alors en deux factions : le Parti fédéraliste et le Parti unitaire. L'affrontement entre ces deux factions va marquer les premières décennies de l'indépendance. Les unitaires ont la particularité d'être pour beaucoup présents à Buenos Aires, alors que les fédéralistes sont plus dispersés. L'assemblée de l'an XIII aboutit à la nomination de Gervasio Antonio de Posadas comme Directeur suprême des Provinces unies du Río de la Plata.
Le 9 juillet 1816, le Congrès de Tucumán rédige la déclaration d'indépendance (es) et déclare ne plus dépendre de l'Espagne,,,. L'Espagne ne reconnaîtra l'Argentine qu'en 1858. Un an plus tard, le général Martín Miguel de Güemes arrête les troupes royalistes au nord tandis que le général José de San Martín les prenait à revers dans la cordillère des Andes, obtenant l'indépendance du Chili puis celle du Pérou. En 1819, Buenos Aires adopte une constitution prônant la centralisation. Celle-ci est rapidement abrogée par les fédéralistes.
En 1820, la bataille de Cepeda entre les unitaires et les fédéralistes marque la fin du Directoire. Une nouvelle constitution prônant la centralisation est adoptée en 1826, Bernardino Rivadavia devenant le premier président de la Nation argentine. Cependant, les provinces de l'intérieur se soulèvent contre lui et rejettent la constitution. Rivadavia démissionne tandis que le pays sombre dans la guerre civile. Les fédéralistes finissent par l'emporter, fondant la Confédération argentine en 1831. En parallèle, le pays affronte l'empire du Brésil lors de la guerre de Cisplatine pour le contrôle de la province brésilienne à partir de 1825, mais la guerre aboutit à l'indépendance de l'Uruguay.
Jusqu'en 1852, le pays est dirigé par Juan Manuel de Rosas. Le pays connait plusieurs crises et conflits, notamment la guerre de la Confédération et un blocus du Río de la Plata. Rosas parvient à renforcer son pouvoir par ses victoires. Cependant, sa politique protectionniste suscita la révolte des provinces intérieures, qu'il ne contrôlait guère, devant négocier des accords avec les caudillos locaux. Rosas est battu lors de la bataille de Caseros par Justo José de Urquiza, qui lui succède à la tête du pays. Une constitution prônant le fédéralisme est adoptée en 1853, mais elle est combattue par Buenos Aires qui fit sécession jusqu'à sa défaite finale lors de la bataille de Cepeda en 1859,.

### La naissance de la nation argentine
Urquiza est renversé en 1861 lors de la bataille de Pavón, où Bartolomé Mitre sécurise la domination de Buenos Aires sur le reste du pays. Il est le premier président de la nation réunifiée. Avec ses successeurs Domingo Faustino Sarmiento et Nicolás Avellaneda, il pose les bases de l'Argentine moderne.

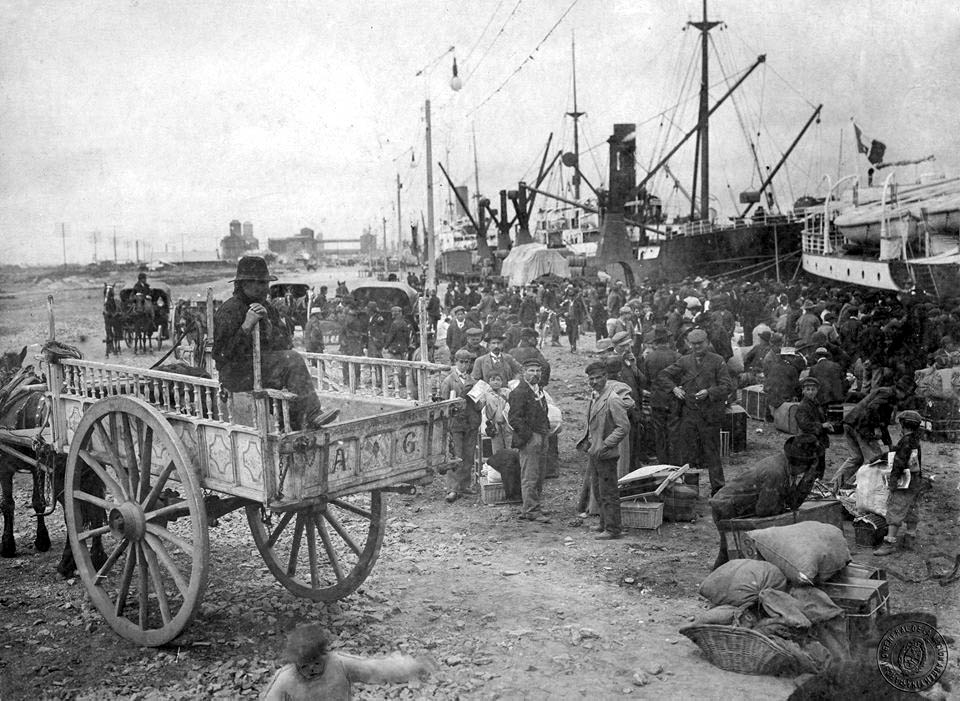
Immigrants italiens débarquant dans le port de Buenos Aires, en 1907 (Archives générales de la nation).

À partir de 1880 sous la présidence de Julio Argentino Roca, le gouvernement fédéral met en œuvre une politique de libéralisme économique. Dans le même temps, le pays favorise l'immigration venue d'Europe, notamment d'Espagne et d'Italie. Seuls les États-Unis accueillent plus de migrants au cours de la période. De plus, le Produit intérieur brut réel a augmenté très rapidement, et le revenu par habitant entre 1862 et 1920 s'est rapproché de celui des pays les plus développés. L'Argentine devient le septième pays le plus riche et le plus développé en 1908. Dès 1900, le secteur tertiaire dépasse le secteur secondaire dans l'économie nationale. Grâce à l'immigration européenne et à la baisse de la mortalité, la population argentine quadruple et la richesse produite est multipliée par 15. Près de 5 millions de personnes débarquent à Buenos Aires entre 1890 et 1914,.En 1914, 62 % des ouvriers et des artisans sont ainsi nés à l'étranger. Les étrangers représentent alors 30 % de la population totale,. De 1870 à 1910, les exportations de blé passent de 100 000 tonnes à 2,5 millions et celle de viande bovine congelée de 25 000 à 365 000 tonnes, plaçant l'Argentine dans le top 5 des pays exportateurs de produits agricoles. Entre 1860 et 1912, les exportations augmentent en moyenne de 6 % par an. Le premier client de l'Argentine au cours de la période est le Royaume-Uni de Grande-Bretagne et d'Irlande. La croissance économique dépend presque exclusivement de la demande européenne. Le réseau ferré argentin passe de 503 à 31 104 kilomètres au cours de la même période. Grâce à une réforme audacieuse de l'enseignement, avec l'instruction obligatoire gratuite et la laïcisation de l'enseignement, le taux d'alphabétisation est passé de 22 % à 65 %, soit un niveau très élevé par rapport aux autres nations d'Amérique latine qui atteindront ce seuil bien plus tard. Néanmoins, le processus d'industrialisation du pays prend beaucoup plus de temps. Après un fort développement de l'industrie à intensité capitalistique dans les provinces dans les années 1920, le secteur manufacturier nécessitait encore une forte main-d'œuvre dans les années 1930. Mais, dans le même temps, les inégalités explosent : si, au milieu du XIXe siècle, les plus riches disposaient de revenus jusqu'à 68 fois supérieurs à ceux des plus pauvres, en 1910, c'était 933 fois plus. En dépit de la prospérité du pays, les salaires restent faibles et la pauvreté importante. En 1901, l'Argentine est le premier pays d'Amérique latine à voir la fondation d'un syndicat, la Fédération ouvrière régionale argentine. Une grève générale est organisée dès 1902 à Buenos Aires.
Entre 1878 et 1884 se déroule ce que les Argentins appellent la conquête du Désert, avec pour objectif de tripler la superficie du territoire argentin, au prix de nombreux affrontements avec les indigènes à la frontière. Les troupes argentines parviennent à conquérir les territoires indigènes, notamment en Patagonie, grâce à la construction du chemin de fer mais aussi l'apport de nouvelles technologies comme le télégraphe ou le fusil. La première conquête a consisté en une série d'incursions militaires dans les territoires de la Pampa et de la Patagonie dominés par les peuples indigènes, le gouvernement distribuant ces territoires aux membres de la Sociedad Rural Argentina qui finançait largement ces expéditions. La conquête du Gran Chaco a duré jusqu'à la fin du XIXe siècle. Le gouvernement argentin considérait les indigènes comme des êtres inférieurs, sans les mêmes droits que les créoles et les Européens. En 1895, le président américain Grover Cleveland joua les médiateurs dans un litige frontalier entre l'Argentine et le Brésil, et les négociations aboutirent à ce que l'Argentine s'agrandisse de près de 20 000 km2.
En 1912, la loi Sáenz Peña permet l'adoption du suffrage universel masculin et rend le vote obligatoire. Le candidat de l'Union civique radicale Hipólito Yrigoyen remporte la première élection présidentielle au suffrage universel masculin en 1916, après trois échecs,. Son élection marque un terme à la période conservatrice. Son gouvernement met en œuvre des réformes sociales et économiques et favorise les petites entreprises. L'Argentine reste neutre pendant la Première Guerre mondiale et bénéficie du conflit pour accroitre ses exportations. Pour la première fois au cours du conflit, la balance commerciale du pays devient excédentaire. Le mouvement ouvrier atteint son apogée au cours de la période, mais connaît d'importants revers. En janvier 1919, la Semaine tragique voit l'armée et la police réprimer les mouvements de grève, au prix de plusieurs centaines de morts. Par crainte d'un « complot bolchevique », des propriétaires forment la Ligue patriotique argentine, qui s'illustre par ses exactions. Un mouvement semblable commence en Patagonie en novembre 1920, et aboutit à l'exécution par l'armée de près de 1 500 ouvriers grévistes. En juillet 1924, 500 indigènes, qui protestaient contre leur condition de travail et la misère dans laquelle ils vivaient, sont massacrés par la police et des milices de propriétaires terriens. Yrigoyen quitte le pouvoir en 1922 et remporte l'élection présidentielle de 1928. Son retour au pouvoir est marqué par les débuts de la Grande Dépression. Entre 1930 et 1931, 20 000 fonctionnaires perdent leur emploi. Yrigoyen est renversé par un coup d'État en septembre 1930 soutenu par le camp conservateur au profit d'une junte menée par le général José Félix Uriburu. C'est le début de ce que les historiens appellent la « décennie infâme ». Le coup d'État marque un coup d'arrêt au développement économique de l'Argentine.
Uriburu dirige le pays pendant deux ans, jusqu'à l'élection d'Agustín Pedro Justo en novembre 1931, au terme d'un scrutin entaché de fraude électorale. En mai 1933, l'Argentine négocie un accord commercial avec le Royaume-Uni qui a pour conséquence de rendre le pays encore plus dépendant vis-à-vis de son principal client. Au cours des années 1930, beaucoup d'Argentins ont souffert de la faim alors même que le pays était l’un des plus importants exportateurs de produits alimentaires du monde. Sur le plan politique, le latino-américaniste Alain Rouquié indique que « la souveraineté populaire et le suffrage sont fermement dirigés par les représentants de l’élite établie. Ceux-ci n’ont jamais tout à fait cessé de penser que “le suffrage universel est le triomphe de l’ignorance universelle”, comme le déclara un ministre de l'Intérieur. » L'Argentine reste neutre pendant la Seconde Guerre mondiale jusqu'en mars 1945. La décision argentine reçoit l'appui du Royaume-Uni et des États-Unis, qui n'accepteront plus la neutralité argentine après l'attaque de Pearl Harbor. En juin 1943, un autre coup d'État de tendance pronazie mené par le général Arturo Rawson renverse le gouvernement démocratiquement élu de Ramón Castillo et marque le retour au pouvoir des militaires,,. C'est ce que les historiens appellent la révolution de 1943. Sous la pression des États-Unis, l'Argentine déclare la guerre à l'Allemagne nazie et à l'empire du Japon le 27 mars 1945. Bien qu'elle ait tardé à s'engager dans le conflit, l'Argentine est admise à l'ONU dès l'origine.
Pendant la courte dictature de Rawson, une figure politique émerge, le futur président Juan Perón, qui est nommé secrétaire d'État au Travail. Perón prend rapidement du galon au sein du gouvernement, au point d'être nommé ministre de la Défense. Il bénéficie en plus du soutien affiché d'une speakerine de Radio Belgrano, Eva Duarte, qui vente les bienfaits de l'action de Perón en faveur des travailleurs. Perçu comme une menace politique par ses rivaux au sein de l'armée et par le camp conservateur, il est contraint à la démission le 10 octobre 1945 et arrêté une semaine plus tard. Cependant, Perón bénéficie du soutien de la population et des syndicats et, sous la pression du mouvement social auquel la police participa indirectement, est libéré de prison. Il remporte l'élection présidentielle en février 1946 comme candidat du Parti travailliste et devient président de la Nation.

### Période péroniste
La période péroniste proprement dite dure d'octobre 1945 à septembre 1955. Le péronisme est un mouvement national et populaire ; il encadre la population argentine (syndicats, femmes, jeunes, ouvriers…) en leur octroyant des droits et un statut. Le partage des richesses est désormais moins déséquilibré et la classe ouvrière argentine, avec le soutien des syndicats, s'identifie au mouvement péroniste : les salaires sont augmentés, un salaire minimum et des congés payés sont instaurés, le droit à la retraite et au repos dominical sont reconnus. La politique sociale du gouvernement péroniste se traduisit également par un engagement inédit de l’État argentin en matière de santé et d’éducation. Ainsi, l’enseignement universitaire fut déclaré gratuitement accessible à tous les Argentins à partir de 1949, ce qui entraîna une augmentation de 300 % du nombre d’étudiants au cours de la présidence de Juan Perón. Le taux d'analphabétisme se réduit assez significativement. L'effort est aussi porté sur l’amélioration des services de santé du pays, et surtout du nombre de personnes pouvant en bénéficier. Le taux de mortalité infantile peut alors être réduit de 80,1 pour 1000 en 1943 à 66,5 pour 1000 en 1953, tandis que l'espérance de vie s’accroît de 61,7 en 1947 à 66,5 ans en 1955. Le droit de vote des femmes et le droit au divorce sont reconnus. Pour le journaliste Marcel Niedergang, le péronisme était « en réalité un mélange de caudillisme inspiré par Juan Manuel de Rosas et de totalitarisme à la romaine »,. 
Dans les trois premières années de la présidence de Perón, l'Argentine vit en autarcie et bénéficie d'une conjoncture économique favorable. Durant cette période, la politique économique est conduite notamment par Miguel Miranda (es), le président de la Banque centrale d'Argentine (nationalisée en mars 1946), qui bénéficie de la confiance d'Eva, que Juan avait épousée le lendemain de sa libération. Il fonde en mai 1946 l'Institut argentin pour la promotion des échanges (es) et défend une politique basée sur l'exportation des produits agricoles. L'institut achetait alors aux producteurs et revendait aux entreprises agro-industrielles, souvent en situation de monopole, qui contrôlaient la distribution et la commercialisation, favorisant la vente deux à trois fois plus cher que sur le marché intérieur en exportation. Dans le même temps, le gouvernement procède à la nationalisation des compagnies de chemins de fer britanniques et françaises, celles du gaz, mais aussi de l'Union téléphonique du Rio de la Plata qui appartenait au trust Bell. Le PIB par habitant et les salaires augmentent de manière importante pendant la période péroniste. Autour de 1950, on atteint la plus grande parité dans la distribution des revenus entre chefs d'entreprise et salariés.
En 1947, le gouvernement fait adopter un premier plan quinquennal, prônant une politique de grands travaux et d'industrialisation. Les entreprises nationalisées sont de plus en plus nombreuses au cours de la période. Le 9 juillet 1947, Perón déclare dans un discours à San Miguel de Tucumán que le pays avait conquis son indépendance économique. Pourtant, le pays connaît des difficultés économiques dès 1949. Le retournement de la conjoncture économique alla à l'encontre de la politique prônée par Miranda, qui fut congédié au printemps 1949. Alors que le gouvernement avait favorisé la hausse du salaire, instauré un salaire minimum et les congés payés, imposé le suffrage universel direct et le repos dominical et mis en place un système de retraite, il devait désormais modérer sa politique sociale. Il est alors contraint de diminuer les salaires, mais surtout de concéder des avantages aux compagnies pétrolières. Pire, le gouvernement doit procéder à deux dévaluations du peso, en octobre 1949 et en août 1950, pour stimuler les exportations. Enfin, il obtient un prêt de 125 millions de dollars auprès des États-Unis, que Perón n'hésitait pas jusqu'alors à critiquer. Il avait même déclaré : « Je me ferais plutôt couper un bras que d'accepter un prêt. » Pourtant, dès 1948, le président argentin avait pressenti l'impasse économique dans laquelle risquait de se retrouver l'Argentine. Il remplace alors Miranda par Alfredo Gómez Morales (es), un jeune fonctionnaire du ministère du Commerce, qui met en œuvre une politique de déflation et d'austérité. En 1950, l'Argentine est encore la neuvième puissance mondiale. Perón parvient à se faire réélire triomphalement lors de l'élection présidentielle de novembre 1951. Sur le plan de la politique étrangère, il opère un rapprochement diplomatique important avec l'Union soviétique et le bloc de l'Est, et cherche à promouvoir une alliance avec le Brésil et le Chili. Le pays est également un important soutien du Mouvement des non-alignés. Le péronisme s'étend d'ailleurs en Amérique du Sud, du Paraguay à l'Équateur.

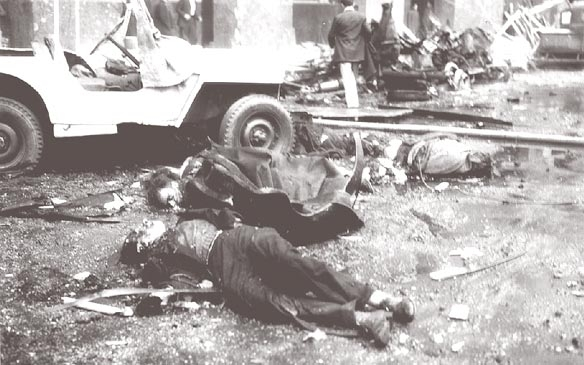
Victimes du bombardement de la place de Mai en juin 1955.

Cependant, le pays connaît deux années très difficiles en 1951 et 1952, avec des périodes de sécheresse exceptionnelles qui s'accompagnent de mauvaises récoltes. Durant ces deux années, les exportations sont les plus faibles depuis le début du siècle. L'inflation s'accroit alors dangereusement, malgré la politique de déflation. Le coup de grâce arrive lorsque Perón décide à contrecœur de bloquer les salaires, ce dont il s'expliqua dans un discours : 
« Tout le monde sait que je ne suis pas pour les bas salaires. Je n'ai cessé de les augmenter jusqu'au maximum compatible avec la situation économique du pays. Nous devons nous tenir maintenant pour quelque temps sur le palier où nous sommes arrivés. Nous ne pourrons atteindre le niveau de vie le plus élevé que je souhaite pour tous les Argentins qu'en augmentant au préalable la production nationale. »
 C'est l'objectif fixé par le second plan quinquennal adopté en 1952, plus mesuré que celui de 1947 notamment sur l'industrialisation. L'objectif principal est de favoriser la mécanisation de l'agriculture. En revanche, la signature d'un accord avec la Standard Oil pour réduire le coût des importations de pétrole provoqua l'hostilité de la classe moyenne argentine, et marqua le début de la fin du péronisme,. Entre 1945 et 1955, la croissance économique de l'Argentine est en moyenne de 2,1 %.
À partir de 1953, l'Argentine connaît des troubles importants qui vont conduire à la chute de Perón. La mort d'Eva en juillet 1952, qui fut la porte-parole de son action et très populaire auprès des descamisados, fait perdre au président son principal moyen de promotion de l'action gouvernementale,. Déjà en septembre 1948, une manifestation menée par des syndicalistes opposés à l'infiltration de membres du Parti justicialiste avait été réprimée et l'un de ses dirigeants, Cipriano Reyes, emprisonné pendant sept ans. Lors d'une manifestation de soutien à Perón en avril 1953, deux bombes explosèrent, provoquant la panique dans le cortège. En juin 1955, la place de Mai est bombardée par des officiers de l'aéronavale ; des centaines de personnes sont tuées. L'objectif des putschistes, qui préparaient le coup d'État depuis trois ans, était de renverser le gouvernement et d'assassiner Perón. Depuis plusieurs mois, le président constatait l'effritement de son pouvoir. En avril 1955, il déclara dans un meeting sur la place de Mai : « Je m'en irai avant que l'on ne me chasse ». Il n'en aura pas l'occasion, un second coup d'État organisé en septembre 1955 mettant un terme à sa présidence. Perón part en exil en Espagne. Entre 1947 et 1960, la population passe de 16 à 20 millions d'habitants.

### Le post-péronisme, ou trente ans d'instabilité
La fin du péronisme marque le début d'une période de forte instabilité dans le pays, jusqu'à la chute de la dictature militaire en 1983. Le mouvement est proscrit par le régime de Pedro Eugenio Aramburu, qui dirige le pays jusqu'en 1958. Le régime chercha à effacer la mémoire du péronisme (la résidence du général est détruite) et de nombreux militants péronistes, en particulier dans les milieux ouvriers, sont arretés et torturés. L'élection présidentielle est alors remportée par Arturo Frondizi, membre de l'Union civique radicale intransigeante et qui bénéficiait du soutien du mouvement péroniste reformé clandestinement. Frondizi mène une politique d'investissement pour assurer l'autosuffisance énergétique et industrielle du pays, parvenant à réduire les déficits de la balance commerciale. Il lève l'interdiction qui pesait sur le mouvement péroniste, mais s'aliène leur soutien tout comme celui de l'armée à cause de sa politique de déflation, suivant les recommandations du Fonds monétaire international. Sur pression de Washington, il rompt les relations diplomatiques avec Cuba. L'armée met son veto à sa réforme agraire, empêchant l'adoption d'autres réformes importantes. Son gouvernement est renversé par un coup d'État en mars 1962, les militaires n'ayant pas toléré que les péronistes puissent à nouveau se présenter à l'élection présidentielle. Les militaires reprennent le pouvoir et rétablissent la proscription du mouvement péroniste. Cependant, leur pouvoir est contesté et la marine se soulève en avril 1963. La junte est contrainte d'organiser une élection présidentielle en juillet 1963 où un autre radical accède à la présidence. Arturo Umberto Illia mène alors une politique semblable à celle de Frondizi. L'armée, qui a retenu la leçon de 1958 et tiré les leçons de l'échec de 1963, renverse le gouvernement en juin 1966, dissout le Congrès et suspend les partis politiques.
La nouvelle junte est menée par le général Juan Carlos Onganía, qui proclame le début de la « Révolution argentine ». Un régime bureaucratique se met en place, avec la complaisance de la junte. La répression s'abat en particulier sur les universités, foyers de contestation et de révolte. Un grand nombre d'étudiants et d'enseignants choisirent de s’exiler. Le pouvoir met en œuvre une politique de lutte contre l'inflation et décide le gel des salaires pour deux ans. Les manifestations contre ces réformes sont réprimées par l'armée. Cependant, la répression du régime entraîne une intensification et une massification de la violence et de la lutte armée. Le mouvement péroniste, notamment l'aile gauche baptisée Montoneros, se radicalise et prend les armes contre le gouvernement. Le point d'orgue de la violence du mouvement social à lieu à Córdoba en 1969, où la ville se soulève pendant plus d'une semaine contre le pouvoir. C'est ce que l'on appelle le Cordobazo,. Le 29 avril 1970, l'ancien président Aramburu, qui a renversé Perón en 1955, est enlevé par des Montoneros et exécuté. Onganía est remplacé en 1970 par le général Roberto Marcelo Levingston, qui finit par se résoudre à légaliser de nouveau le mouvement péroniste face au maintien de la violence dans le pays. Juan Perón fait son retour dans le pays en juin 1973 après un exil de dix-huit ans. Cependant, son retour triomphal est terni par le massacre d'Ezeiza, où cours duquel des mouvements d'extrême droite ont ouvert le feu sur des sympathisants des Montoneros. Un de ses fidèles soutiens, Héctor José Cámpora, porté à la présidence lors des élections de mars 1973, prend la décision d'amnistier de nombreuses personnes soupçonnées d'appartenir à des groupes guérilleros. Cependant, l'agitation sociale dans le pays le pousse à la démission trois semaines à peine après le retour au pays de Perón. L'ancien président l'emporte triomphalement en septembre 1973 et entame son troisième mandat. Cependant, il n'a pas le temps de mener une politique ambitieuse. Il meurt d'une crise cardiaque le 1er juillet 1974, laissant le pouvoir à sa vice-présidente et troisième épouse, Isabel Martínez de Perón. La guerre sale commence après la mort de Perón, conduisant à la radicalisation de la violence. Isabel Perón fait confiance à son conseiller José López Rega, qui fonde l'Alliance anticommuniste argentine, qui persécute l'Armée révolutionnaire du peuple et d'autres mouvements communistes, en particulier dans la province de Tucumán avec l'Opération Indépendance (es). Les escadrons de la mort sont créés durant la période. On tue des ouvriers, des avocats, des députés, des réfugiés chiliens… L'état de siège est proclamé dès le 6 novembre 1974. Cependant, le pays s'enfonce dans la crise et connaît une inflation galopante. La crise atteint son paroxysme au début de l'année 1976, et la présidente tente de reprendre le contrôle de la situation en dissolvant le Congrès et convoquant de nouvelles élections. Elle est déposée deux mois plus tard par l'armée par un coup d'État le 24 mars 1976. Quatre jours plus tard, la junte décide de placer à la tête du pays le général Jorge Rafael Videla, jusqu'à présent chef d'état-major de l'armée de terre. Commence alors une nouvelle dictature baptisée « Processus de réorganisation nationale », qui s'inspire de la dictature militaire en Uruguay.

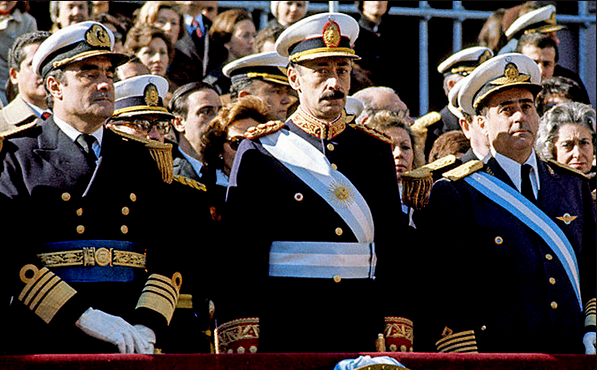
Principaux chefs de la junte, dont Jorge Rafael Videla, lors d'une parade militaire à Buenos Aires en 1978.

L'objectif affiché par les militaires de la junte est de « sauver la nation ». Le personnel universitaire est victime de purges, tout comme tous les sympathisants de la gauche péroniste et communiste. La dictature participe activement à l'opération Condor, faisant ou laissant assassiner plusieurs opposants politiques aux juntes militaires, notamment le général chilien Carlos Prats, l'ancien président bolivien Juan José Torres, l'homme politique uruguayen Héctor Gutiérrez Ruiz ou le journaliste uruguayen Zelmar Michelini. La junte met en place un système de persécution systématique et exprime sa détermination d'éliminer tous les opposants à sa doctrine, en particulier les communistes. Jorge Videla affirme qu'il faut se débarasser de tous ceux « dont les idées ne correspondent pas aux idéaux occidentaux ». Les escadrons de la mort sont renforcés, tandis que nouvelles techniques de torture et d'élimination des opposants sont mises en pratique, telles que les vols de la mort, au cours desquels des prisonniers sont jetés, vivants, depuis un avion ou un hélicoptère en vol. Les massacres visent aussi les étudiants et lycéens, comme lors de la nuit des Crayons. Environ 30 000 personnes sont assassinées. Dans un premier temps, la dictature bénéficie du soutien discret des États-Unis, jusqu'à l'élection de Jimmy Carter,. La dictature utilise également la Coupe du monde de football organisée à domicile pour venter les bienfaits du régime. Sur le plan économique, la junte procède à une libéralisation de l'économie, en abolissant le contrôle des prix et réduisant fortement les subventions publiques. La libéralisation des échanges entraîne un afflux de capitaux tel que la masse monétaire est difficilement contrôlable. L'inflation est très élevée, approchant les 170 % en 1978, tandis que la croissance économique est en berne une année sur deux. Pourtant proche des États-Unis, la junte décide de réorienter la politique commerciale, et l'Union soviétique devient le premier partenaire économique du pays. L'échec des politiques économiques menées jusqu'en 1981 voit la junte être fragilisée. Entre 1977 et 1981, la dette publique est multipliée par quatre. Les salaires diminuent et le chomage augmente. Pour tenter de se recrédibiliser, le général Leopoldo Galtieri, qui dirige le pays depuis décembre 1981 et qui est l'un des tenants de la ligne « dure » du régime, se lance à la conquête des îles Malouines, occupées par le Royaume-Uni depuis 1832. La guerre des Malouines dure deux mois, et aboutit à une humiliation pour la junte, l'armée capitulant après la reprise des Malouines, mais aussi des îles Orcades du Sud et de la Géorgie du Sud par le Royaume-Uni,. Galtieri est remplacé par le général Reynaldo Bignone qui annonce un processus de transition démocratique, auquel l'armée, totalement discréditée, n'est guère associée,,. Avant la transmission des pouvoirs, la junte prend des mesures d'amnistie générale en faveur de tous les acteurs impliqués dans les exactions commises par le régime. Le 30 octobre 1983, Raúl Alfonsín remporte l'élection présidentielle et devient le premier président civil depuis vingt-cinq ans.

### La transition démocratique
Alfonsín a dirigé le pays dans une période de transition difficile, mettant en œuvre des réformes démocratiques et cherchant à consolider les institutions politiques. Son mandat a été caractérisé par des efforts pour juger les crimes de la dictature, à travers des procès comme ceux de la Commission de vérité et de réconciliation mais aussi la Comisión Nacional sobre la Desaparición de Personas qui permet d'identifier les victimes. Néanmoins, en 1986, le Congrès vote la loi du Point final, ce qui met fin légalement à toutes poursuites éventuelles contre les militaires. Malgré les succès politiques, le pays a continué à faire face à des défis économiques majeurs, notamment une hyperinflation qui a culminé à plus de 8 000 % en 1985 puis de 3 000 % en 1989. Ces problèmes économiques ont contribué à la chute du gouvernement d'Alfonsín et à la montée d'une nouvelle crise politique.
Carlos Menem, élu en 1989, a introduit des réformes néolibérales radicales, dont la privatisation des entreprises publiques et la libéralisation du marché. Ces réformes ont conduit à une période de croissance économique dans les années 1990 (5 % de croissance en 1991), mais ont aussi creusé les inégalités et accru la dépendance du pays envers les emprunts étrangers. Entre 1991 et 1995, le PIB argentin progresse de 31,4 %. À partir de cette année, le taux de pauvreté repart à la hausse. Le pays est également impliqué dans la construction du Mercosur, qui naît en mars 1991,. À la fin des années 1990, l’Argentine a été frappée par une grave crise économique, qui touche toute l'Amérique latine. Le gouvernement de Fernando de la Rúa, qui a succédé à Menem en 1999, a été incapable de gérer la crise qui s'est intensifiée au début des années 2000. La crise a entraîné des émeutes, des changements fréquents de président, et finalement, une déclaration de défaut de paiement de la dette en 2001. Tout au long de la décennie, le pays connait des troubles et des émeutes, conséquence d'une crise sociale qu'aucun gouvernement n'a su résoudre.

### Crise de 2001

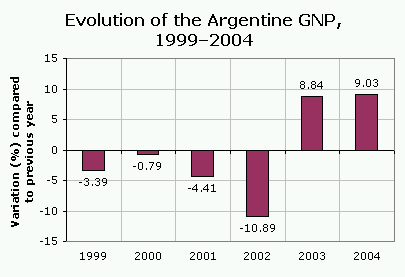
Récession économique puis reprise de la croissance du PNB.

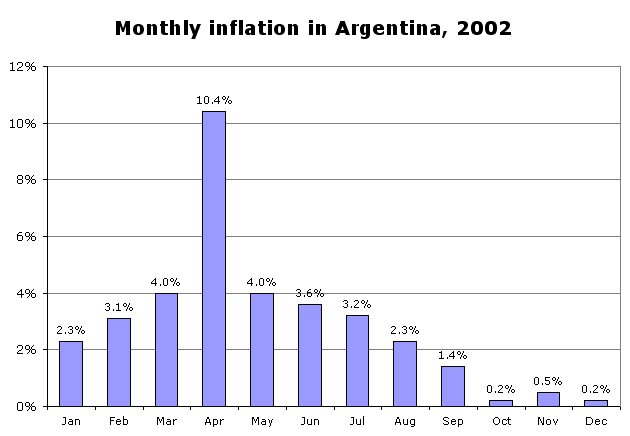
Inflation mensuelle de l'Argentine en 2002.

Le choix de créer dans les années 1990 une caisse d'émission monétaire liée strictement au dollar, avait eu pour conséquence, lors de la hausse massive de celui-ci à la fin des années 1990, de provoquer un arrêt brusque des exportations argentines. Le Brésil avait dévalué fortement sa monnaie et l'Argentine, son principal partenaire commercial, s'était retrouvée à sec de devises. Cette situation avait engendré une fuite de capitaux massive pendant les mois d'août, septembre et octobre. La crise est partiellement jugulée par un contrôle draconien des dépôts bancaires, appelé Corralito, fondé sur l'obligation d'effectuer toutes les opérations financières à travers les banques et la restriction des retraits d'argent en numéraire. Le gros de la population n'étant pas bancarisé, la perception des rémunérations et salaires devient un véritable casse-tête, ce qui provoque une aggravation radicale de la crise en décembre 2001, provoquant un véritable chaos social, et des émeutes des classes sociales les plus appauvries par la crise. La répression cause 31 morts, le ministre des Finances est relevé de ses fonctions, mais cela ne suffit pas et le président signifie sa démission en s'enfuyant du palais du Gouvernement en hélicoptère. Le gouvernement, le FMI et la parité entre le peso et le dollar américain sont les thèmes les plus critiqués.

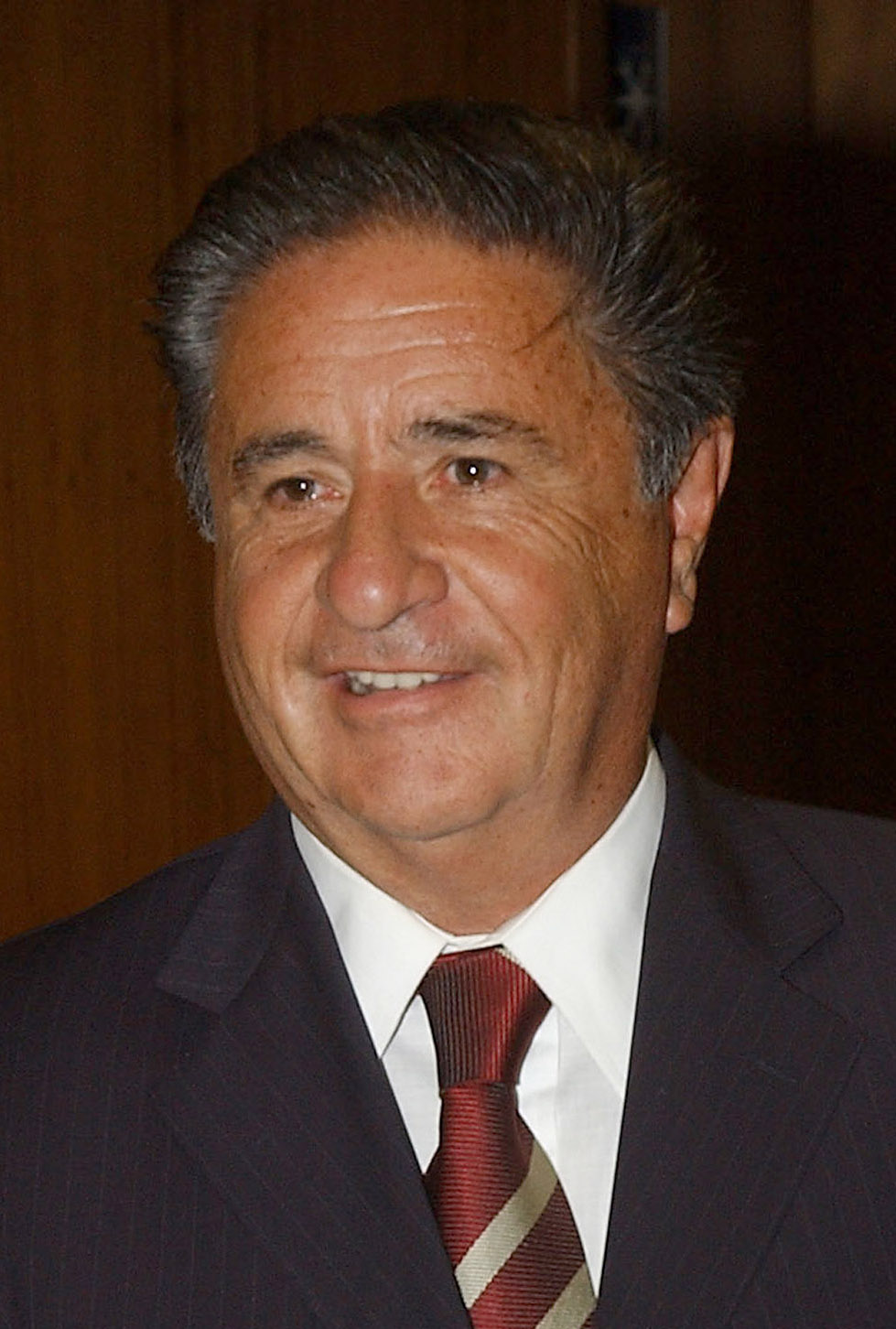
Eduardo Duhalde.

En dix jours, quatre présidents se succèdent (Camaño, Rodriguez Saa, Puerta, Duhalde), le gouvernement argentin se déclare en état de cessation de paiement, abroge la loi consacrant l'intangibilité des dépôts bancaires (ce qui provoque l’évaporation des dépôts des classes moyennes qui en avaient mais ne les avaient pas transférés) et, donc, par un approfondissement de la crise économique. À la fin de l'année, le taux de pauvreté atteint les 40 %. Le 6 janvier 2002, le nouveau gouvernement procède à un gel total des avoirs bancaires, appelé Corralón, et une dévaluation officielle du peso de 28 % par rapport au dollar, tandis que dans la rue le dollar se change à 1,60 peso pour atteindre très vite plus de 3 pesos. En 2002, le taux de pauvreté dans le Grand Buenos Aires atteint 41,5 %.
Le monde entier a été surpris par les événements de décembre 2001. Les médias ont montré un pays caractérisé par les pillages de magasins et les concerts de casseroles des classes moyennes. Mais ces représentations sont simplistes et plus que subjectives. Les émeutes et les mobilisations ne sont pas nées à la fin de l'année 2001. Dès 1989, une vague de saccages de magasins a eu lieu, conséquence de l'hyperinflation. En décembre 1993, le pays a connu des révoltes, notamment à Santiago del Estero. En 1996, les premiers piqueteros établissaient des barrages à Cutral-Co, dans la province de Neuquen. Mais les médias n'avaient laissé que très peu de visibilité à ces mouvements.
Les protestations de décembre 2001 doivent être analysées en tenant compte des changements que le répertoire de l'action collective a connus ces dernières années en Argentine. Comme l'a expliqué Javier Ayuero, « loin d'être l'explosion d'une citoyenneté paraissant jusqu'alors repliée sur elle-même et incapable d'exprimer son mécontentement, le mois de décembre 2001 représente plutôt le point le plus critique d'un processus de mobilisation populaire datant environ d'une dizaine d'années ».
Eduardo Duhalde demeure président de l'Argentine entre janvier 2002 et mai 2003 où il met fin à la parité entre le peso argentin et le dollar américain et met en place un plan économique productiviste. Il appelle à des élections présidentielles anticipées en avril 2003 où il soutient le candidat péroniste de centre gauche Néstor Kirchner. Ce dernier est élu par défaut à la suite du retrait de Carlos Menem au second tour, dans un scrutin où la participation fut historique. La victoire de Kirchner se place dans un cycle victorieux de la gauche dans toute l'Amérique latine.

### L'ère du kirchnérisme
Néstor Kirchner, élu en 2003, a réussi à stabiliser l'économie en adoptant des politiques keynésiennes, augmentant les dépenses publiques et négociant avec les créanciers internationaux. Sa présidence a été marquée par une croissance économique soutenue et une réduction de la pauvreté, le taux de pauvreté passant de 30,6 % en 2005 à 4,3 % en 2012.
Sa femme, Cristina Fernández de Kirchner, a été élue présidente en 2007, puis réélue en 2011. Elle a poursuivi des politiques similaires tout en mettant l'accent sur des réformes sociales, notamment en matière de droits de l’homme, d’éducation et de santé. Son mandat a également été marqué par des controverses liées à la corruption et à la gestion économique. En effet, en juin 2025, elle est poursuivie dans dix affaires judiciaires, dont cinq sont en cours d'investigations, quatre pour lesquels les procès sont en cours et une, la Causa Vialidad, dans laquelle elle est condamnée à 6 ans de prison sans sursis purgée à résidence assortis d'une inéligibilité à vie. Cette décision marque la fin de l'ère du "kirchnérisme original" (1995-2023).

### Retour de l'instabilité
En 2015, Mauricio Macri est élu président. Le gouvernement supprime l'impôt sur les exportations, met fin au contrôle des changes, laisse flotter le peso et réduit les subventions à l’énergie. Une réforme du marché du travail vient faciliter les licenciements. La libéralisation du secteur financier entraine une fuite des capitaux estimée en 2019 à près de 109 milliards de dollars depuis l’élection de Mauricio Macri, soit environ un sixième du produit intérieur brut (PIB) argentin. La production industrielle baisse fortement du fait de l'arrêt d'une grande partie des subventions. Les taux d’intérêt considérables offerts aux investissements spéculatifs (afin de faire affluer les dollars) favorisent la mise en place d'un cercle vicieux par lequel les emprunts d’hier doivent être remboursés par d’autres, plus coûteux encore. Le pays s'enfonce dans une grave crise économique. Le Financial Times note en octobre 2017 que « Le gouvernement [argentin] a plus emprunté que n’importe quel autre pays émergent depuis l’élection de Mauricio Macri. Environ 100 milliards de dollars en deux ans ». La dette du pays, qui s’établissait à 40 % du PIB en 2015, dépasse 75 % en janvier 2019, après avoir grimpé de vingt points de pourcentage au cours de la seule année 2018. Le cours du peso chute de 118 % entre janvier et septembre 2018.
En octobre 2019, environ 40 % des Argentins vivent en dessous du seuil de pauvreté selon la chaîne nationale C5N (35 % selon les chiffres officiels, soit une augmentation de 30 % en un an). L’inflation dépasse les 54 % sur les 12 derniers mois et les 237 % depuis le début du mandat de Mauricio Macri. Les classes populaires ont de plus en plus de difficultés à se nourrir et beaucoup de personnes en viennent à sauter des repas. Selon la Organisation des Nations unies pour l'alimentation et l'agriculture (FAO), cinq millions d’Argentins souffraient d’une « insécurité alimentaire » grave sur la période 2016-2018, ce qui représentait une multiplication par deux par rapport à la période 2014-2016, et la situation s'est depuis lors encore aggravée. Le taux de chômage dépasse les 10 % selon des chiffres officiels vraisemblablement sous-évalués et une chute de 3,1 % du PIB est à prévoir pour l'année 2019 selon le Fonds monétaire international (FMI).

## Politique et administration
L'Argentine est une république fédérale, dotée d'une constitution adoptée en 1853, qui a été modifiée à plusieurs reprises. Le pays a traversé différentes phases politiques, oscillant entre des périodes de démocratie, de coups d'État militaires et de crises économiques. Actuellement, l'Argentine est une démocratie présidentielle où les pouvoirs exécutif, législatif et judiciaire sont séparés.

### Organisation des pouvoirs

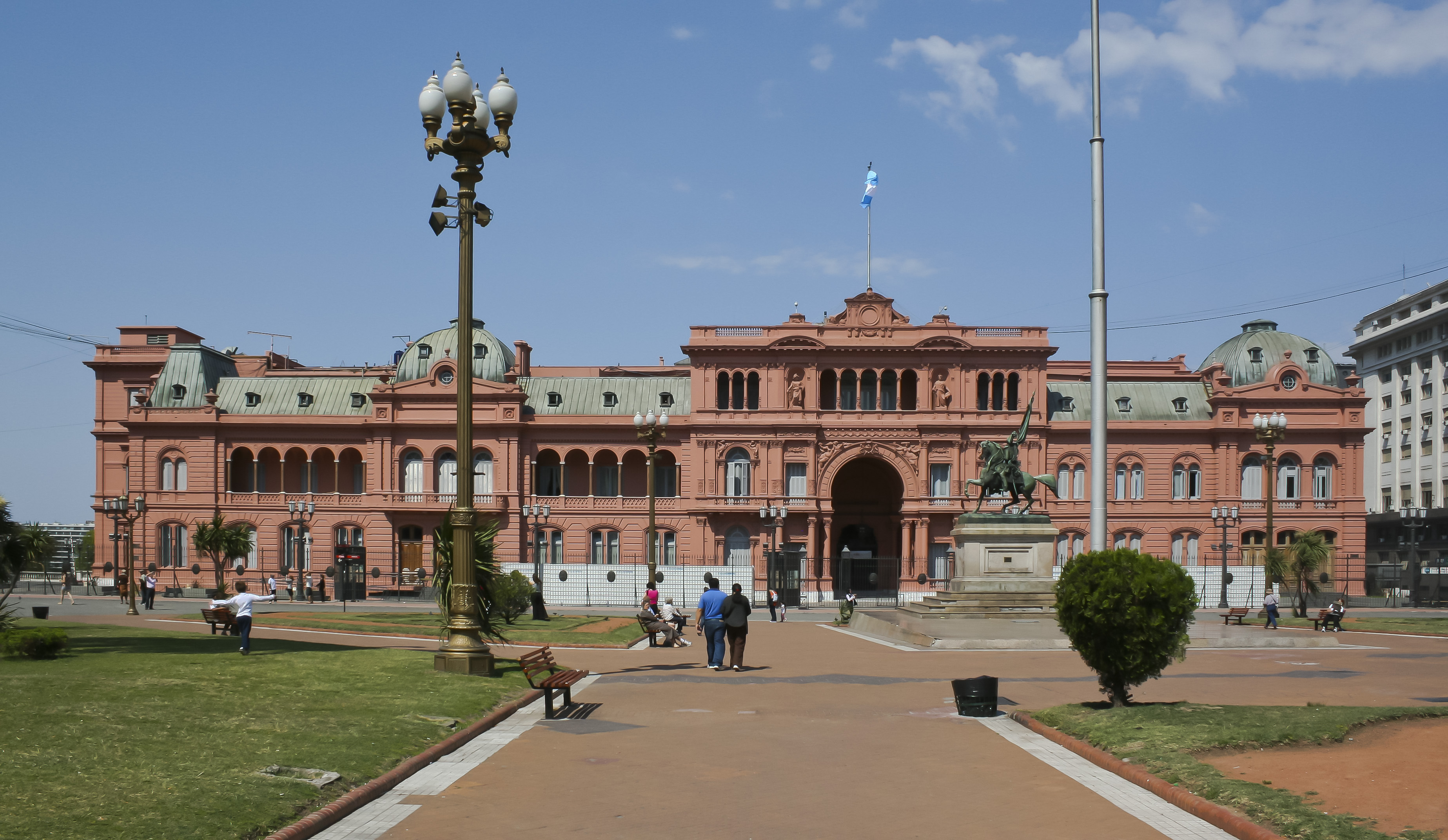
La Casa Rosada (Maison rose) est le siège du pouvoir exécutif argentin.

L'Argentine fonctionne selon un système de république représentative, démocratique et fédérale. Le pouvoir politique est divisé entre trois branches : l'exécutif, le législatif et le judiciaire.
Le président de la Nation argentine est à la tête de l'exécutif. Il est élu au suffrage universel direct pour un mandat de quatre ans, renouvelable une seule fois. Le président est non seulement le chef de l'État mais aussi le chef du gouvernement, ce qui lui confère des pouvoirs étendus, y compris le droit de veto sur les lois votées par le Congrès. Il est responsable de la gestion des affaires du pays, de la mise en œuvre des lois et de la politique étrangère. L'actuel président est Javier Milei, issu du Parti libertarien et du conservatisme libertarien.

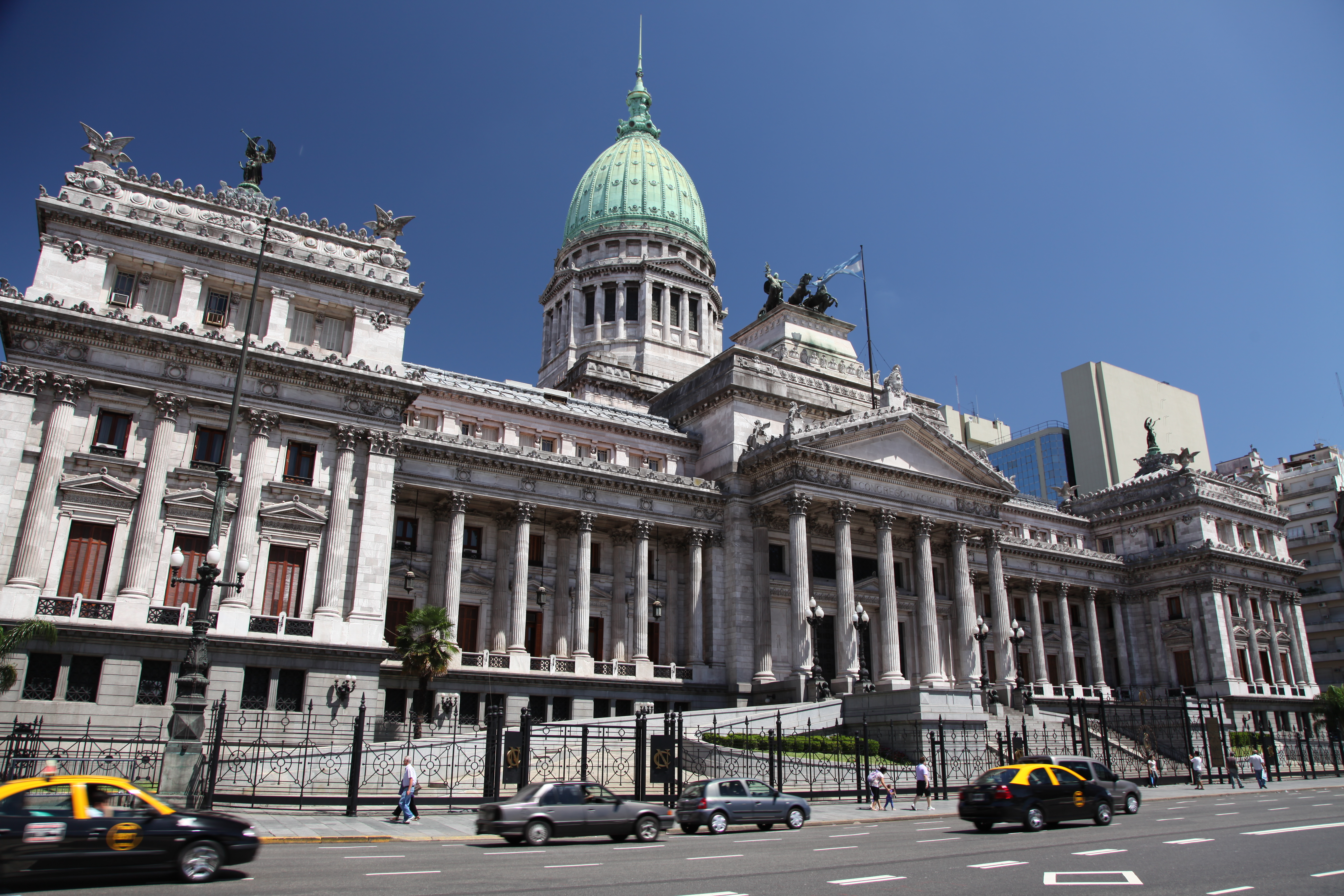
Le palais du Congrès de la Nation argentine est le siège du pouvoir législatif argentin.

Le Congrès de la Nation argentine est bicaméral et composé de deux chambres :
- Le Sénat, avec 72 membres, dont trois sont élus pour chaque province et trois pour la ville autonome de Buenos Aires. Ils sont élus pour un mandat de six ans, avec un renouvellement partiel tous les deux ans.
- La Chambre des députés, qui compte 257 membres, élus pour un mandat de quatre ans, avec renouvellement partiel tous les deux ans. Les députés sont élus au scrutin proportionnel, en fonction de la population de chaque province.

Le pouvoir judiciaire argentin est indépendant et chargé de veiller à l'application des lois et de la Constitution. Il est dirigé par la Cour suprême de justice de la nation, dont les membres sont nommés par le président avec l'accord du Sénat. En plus de la Cour suprême, le système judiciaire comprend des tribunaux fédéraux, provinciaux et municipaux.

### Organisation territoriale
L'Argentine est un État fédéral, composé de 23 provinces et de la ville autonome de Buenos Aires. Chaque province dispose de sa propre constitution, de son gouvernement et de ses lois, mais reste subordonnée à la Constitution fédérale. Le fédéralisme est un principe fondamental du système politique argentin, bien que des tensions existent souvent entre le gouvernement national et les provinces, notamment en matière de répartition des ressources.
Les provinces ont une grande autonomie en matière de gestion de leurs affaires intérieures, mais dépendent souvent financièrement du gouvernement central, ce qui peut créer des frictions. Les gouverneurs jouent un rôle crucial dans la politique argentine, car ils contrôlent souvent des blocs de votes importants et ont une influence significative au niveau national.
| Province                 | Capitale                            |                                 | Province              | Capitale |  |
| Buenos Aires             | Buenos Aires                        | Province de Mendoza             | Mendoza               |          |  |
| Province de Buenos Aires | La Plata                            | Province de Misiones            | Posadas               |          |  |
| Province de Catamarca    | San Fernando del Valle de Catamarca | Province de Neuquén             | Neuquén               |          |  |
| Province du Chaco        | Resistencia                         | Province de Río Negro           | Viedma                |          |  |
| Province de Chubut       | Rawson                              | Province de Salta               | Salta                 |          |  |
| Province de Córdoba      | Córdoba                             | Province de San Luis            | San Luis              |          |  |
| Province de Corrientes   | Corrientes                          | Province de San Juan            | San Juan              |          |  |
| Province d'Entre Ríos    | Paraná                              | Province de Santa Cruz          | Río Gallegos          |          |  |
| Province de Formosa      | Formosa                             | Province de Santa Fe            | Santa Fe              |          |  |
| Province de Jujuy        | San Salvador de Jujuy               | Province de Santiago del Estero | Santiago del Estero   |          |  |
| Province de La Pampa     | Santa Rosa                          | Province de Tierra del Fuego    | Ushuaïa               |          |  |
| Province de La Rioja     | La Rioja                            | Province de Tucumán             | San Miguel de Tucumán |          |  |

Les provinces ont de fait tous les pouvoirs qui n’ont pas été délégués expressément à l'État fédéral. Elles sont chargées d’administrer la justice et l’éducation primaire. Elles s’organisent comme elles l’entendent en élisant leurs pouvoirs exécutif et législatif. Les provinces peuvent régler entre elles toutes sortes d’accords de type judiciaire, économique ou social. Le pouvoir exécutif national a seulement le pouvoir d’intervenir afin d’assurer la forme républicaine du gouvernement et de repousser les invasions étrangères.
La majorité des provinces du centre et du nord du pays sont antérieures à l’existence de l’Argentine comme fédération, cependant des provinces avec une grande présence aborigène ou une faible population (comme le sont au nord : Chaco, Formosa et Misiones ; et la grande partie sud du pays : La Pampa, Neuquén, Rio Negro, Chubut, Santa Cruz, la Terre de Feu, le territoire argentin en Antarctique et les îles de l’Atlantique sud) étaient à une époque des « territoires nationaux » dépendant de l'État fédéral. En devenant des provinces, elles acquirent le même statut administratif que celles qui existaient déjà.

### Tendances politiques
L'Argentine a un système multipartite. Cependant, deux grands courants dominent la scène politique :
- Le péronisme (ou justicialisme) : C'est un mouvement politique fondé par Juan Domingo Perón dans les années 1940. Il se caractérise par une forte présence de l'État dans l'économie, la justice sociale, et la défense des classes populaires. Le mouvement péroniste a évolué au fil des décennies et comprend différentes branches, allant de la gauche à la droite.

- L'Union civique radicale (UCR) : Fondée en 1891, c'est l'un des plus anciens partis politiques argentins[70]. Il prône le libéralisme politique, la décentralisation et la démocratie représentative. L'UCR a joué un rôle crucial dans la transition démocratique de 1983 après la dictature militaire.

D'autres partis, comme les mouvements de gauche, les partis écologistes et les partis libéraux, ont également une présence plus ou moins forte, mais ils n’ont pas le même poids politique que les deux principaux blocs. Le conservatisme libertarien a émergé sur la scène politique argentine lors de l'élection présidentielle de 2023 remportée par Javier Milei.

### Politique étrangère et diplomatie
La politique étrangère de l'Argentine est marquée par un équilibre entre ses aspirations régionales, ses alliances stratégiques, et son positionnement dans les affaires mondiales. En tant que l'un des principaux acteurs d'Amérique latine, l'Argentine a adopté une approche diplomatique basée sur la coopération, le multilatéralisme et la souveraineté nationale. Voici un aperçu des grands axes de la politique étrangère de l'Argentine.

#### En Amérique latine
L'Argentine joue un rôle central dans les dynamiques régionales d'Amérique latine, notamment au sein de deux organisations clés :
- Marché commun du Sud (Mercosur) : Fondé en 1991, le Mercosur est une alliance économique regroupant plusieurs pays d'Amérique du Sud, dont l'Argentine, le Brésil, le Paraguay, et l'Uruguay. L'Argentine voit le Mercosur comme un levier pour promouvoir le développement économique régional et renforcer l'intégration économique entre ses membres. Toutefois, des divergences avec d'autres pays, en particulier le Brésil, concernant les politiques commerciales et tarifaires, créent parfois des tensions.
- Communauté d'États latino-américains et caraïbes (CELAC) : L'Argentine est un membre actif de la CELAC, une plateforme multilatérale visant à renforcer la coopération politique, économique et sociale entre les pays latino-américains et caribéens. Buenos Aires y voit une opportunité de s'affirmer comme un leader régional, tout en contrebalançant l'influence des États-Unis dans la région.

#### Relations avec les États-Unis et l'Europe
L'Argentine entretient des relations complexes avec les États-Unis. Alors que les deux pays partagent des intérêts économiques, il existe souvent des tensions sur les questions liées à l'ingérence américaine en Amérique latine. L'Argentine cherche généralement à maintenir une certaine indépendance vis-à-vis de Washington, en adoptant une politique étrangère fondée sur la non-intervention. Ainsi, pendant la Seconde Guerre mondiale, le pays est l'objet d'un blocus diplomatique de la part des États-Unis. Cependant, les crises économiques ont parfois conduit à des rapprochements, notamment à travers des accords avec le Fonds monétaire international (FMI). En 1997, Bill Clinton accorde à l'Argentine le statut d'« allié privilégié non membre de l'OTAN ».
En ce qui concerne l'Europe, l'Argentine a une relation historique avec des pays comme l'Espagne et l'Italie, en raison de liens culturels et migratoires. L'Union européenne est un partenaire commercial important pour l'Argentine, notamment dans les secteurs de l'agro-industrie et des ressources naturelles. Le pays participe également à des négociations visant à finaliser un accord de libre-échange entre l'UE et le Mercosur, bien que ces discussions soient marquées par des préoccupations européennes sur les questions environnementales.

#### Le statut des Malouines
Un des piliers de la politique étrangère argentine est la revendication de souveraineté sur les îles Malouines, contrôlées par le Royaume-Uni depuis 1833. La guerre des Malouines contre le Royaume-Uni pour le contrôle des îles a laissé une empreinte profonde sur la politique extérieure argentine. Le gouvernement argentin poursuit ses revendications par des moyens diplomatiques, appelant régulièrement aux négociations bilatérales avec le Royaume-Uni sous l'égide des Nations Unies.

#### Relations avec la Chine et la Russie
Ces dernières années, l'Argentine a renforcé ses liens avec des puissances émergentes comme la Chine et la Russie. La Chine est devenue l'un des principaux partenaires commerciaux de l'Argentine, avec des investissements chinois significatifs dans les secteurs des infrastructures, de l'agriculture et de l'énergie. Ce rapprochement est souvent perçu comme une manière pour l'Argentine de diversifier ses partenariats et de réduire sa dépendance vis-à-vis des États-Unis et de l'Europe.
Avec la Russie, les relations se sont intensifiées sur le plan diplomatique et commercial, notamment dans les secteurs de l'énergie et de la coopération technologique. L'Argentine a également cherché à bénéficier de l'assistance russe pour la production et la distribution de vaccins lors de la pandémie de Covid-19.

### Appartenance à des organisations internationales
L'Argentine soutient fortement le multilatéralisme et est active au sein d'organisations internationales telles que l'Organisation des nations unies (ONU), l'Organisation mondiale du commerce (OMC), et le Groupe des 77. Elle s'efforce d'être une voix modérée au sein de ces forums, défendant des principes comme le droit international, la paix et la justice sociale. De plus, l'Argentine accorde une importance particulière à la coopération Sud-Sud, notamment avec des pays africains et asiatiques dans le cadre d’initiatives de développement.
La politique étrangère de l'Argentine est aussi influencée par ses réalités économiques internes. Les crises économiques récurrentes, l’endettement avec le FMI, et l’inflation jouent un rôle dans la manière dont le pays aborde ses relations internationales. La recherche de nouveaux partenaires commerciaux et la diversification des exportations, notamment dans les secteurs agricoles et énergétiques, sont des priorités pour renforcer la stabilité économique du pays.

### Défense
Les forces armées argentines sont une institution nationale clé, responsable de la protection de la souveraineté territoriale du pays, ainsi que de la participation à diverses missions de paix et de coopération internationale. Créées dans le sillage des guerres d'indépendance du début du XIXe siècle, elles ont joué un rôle crucial à travers plusieurs conflits régionaux et ont traversé des périodes de réforme et de modernisation. Le président de la Nation argentine est le commandant en chef des forces armées.
Les forces armées argentines sont organisées en trois branches principales : l'Armée de terre, la Marine et l'Armée de l'air. Chacune a un rôle spécifique dans la défense de la nation et dans les opérations à l'étranger. L'armée de terre est la plus grande force en termes de personnel et est principalement responsable de la défense terrestre, tandis que la marine surveille les vastes étendues côtières du pays, et l'armée de l'air assure la supériorité aérienne et la surveillance.
Aujourd'hui, les forces armées argentines sont largement impliquées dans les missions de maintien de la paix, notamment en Haïti et à Chypre. Elles jouent également un rôle crucial dans la gestion des ressources naturelles, en particulier en Antarctique, où elles assurent une présence continue.

## Population et société

### Démographie

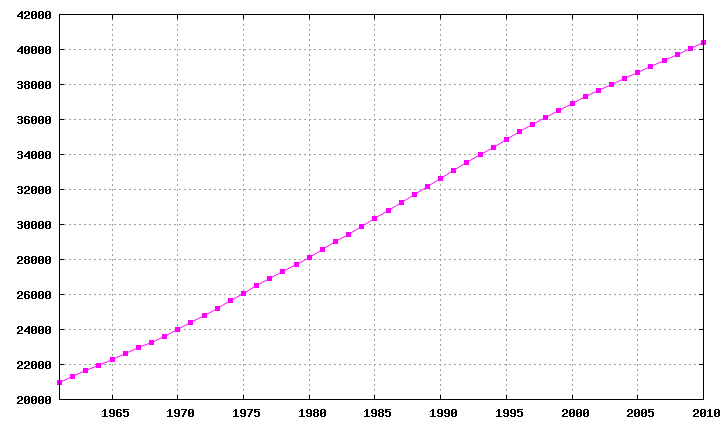
Évolution démographique entre 1961 et 2003 (chiffre de la FAO, 2005). Population en milliers d'habitants.

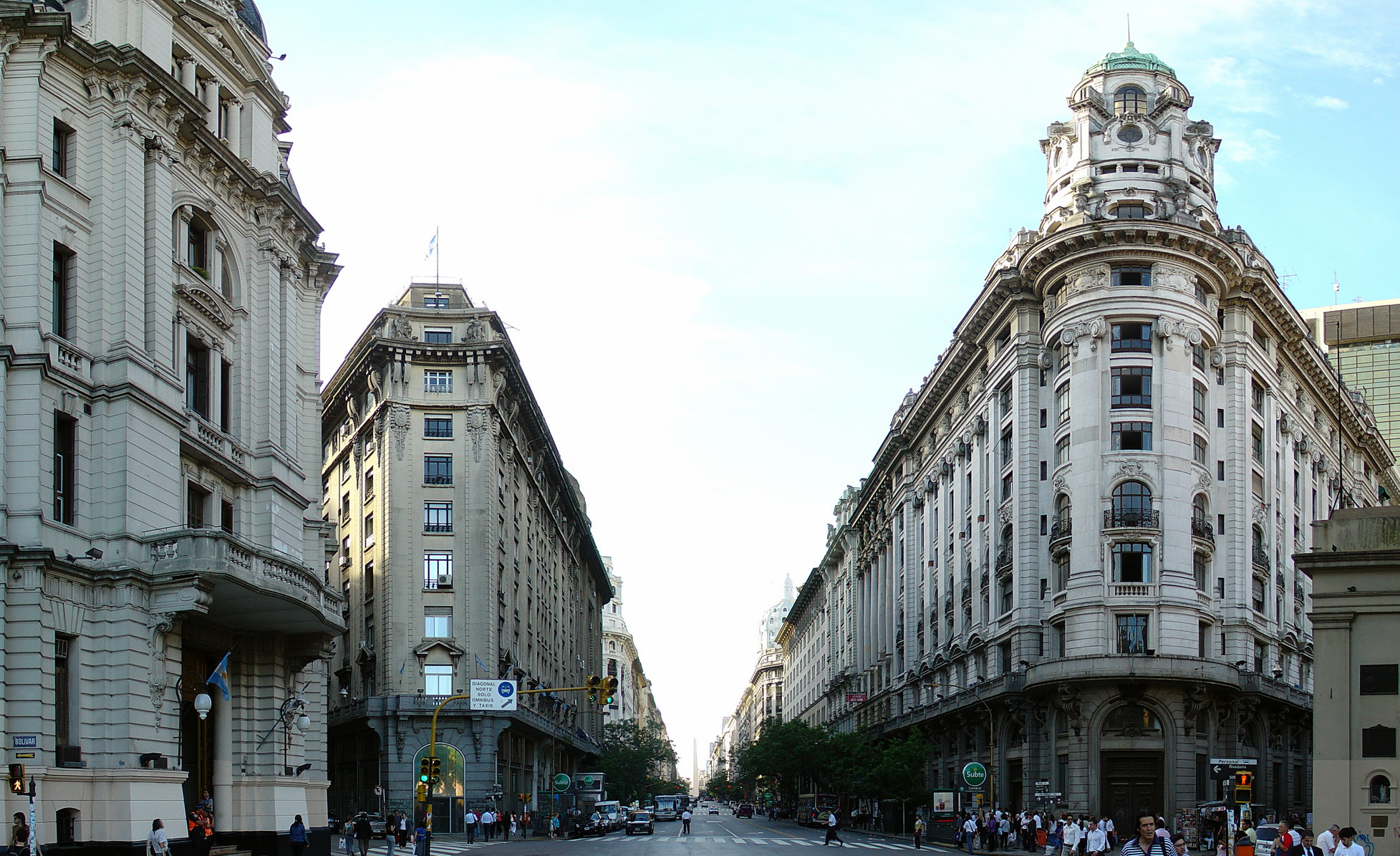
Avenue de Buenos Aires, exemple d'architecture à l'européenne illustrant l'influence des immigrés européens sur la ville.

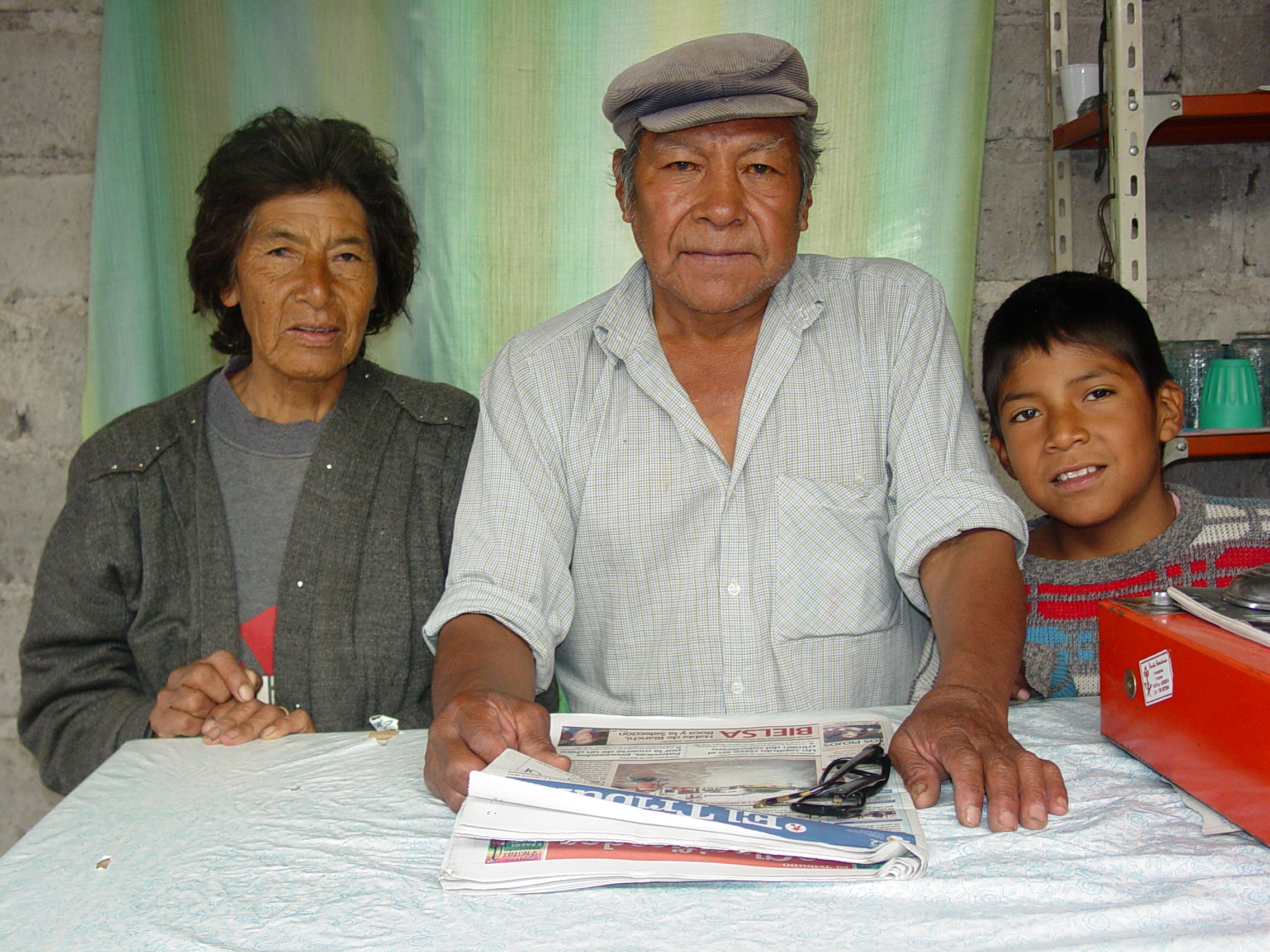
Famille du nord de l'Argentine.

L'Argentine compte environ 46 millions d'habitants. Parmi les multiples groupes ethniques habitant le pays, on en compte trois à l'origine de la population actuelle. Tout d'abord, les Amérindiens représentent, ensemble et sans tenir compte des différences ethnoculturelles, à peu près 9 % de la population totale,. Les descendants d'Africains amenés comme esclaves pendant les temps de domination espagnole représentent 1 %,. Le groupe le plus large, les Européens principalement méditerranéen, (espagnol et italien) et métis constituent 91 % de la population selon la CIA,,. Les Européens, qu'on appelle des criollos, sont issus des temps coloniaux, on compte de même des populations issues de l'immigration du XIXe siècle qui inclut entre autres, en plus des Italiens et des Espagnols, des Arabes, des Allemands, des Français, et des Asiatiques. Il faut bien préciser que lors de l'arrivée de ces immigrants, qui pour la plupart étaient des hommes seuls, un métissage très important a eu lieu entre les étrangers et les femmes locales, de souche européenne et indigène pour la plupart, ce qui a contribué à la diversité ethnique. Selon les résultats d'une étude menée en 2010 par le généticien Daniel Corach, 53,7 % de la population a au moins un ancêtre autochtone, presque toujours matrilinéaire. Selon la Dirección Nacional de Migraciones, près de 45 % des Argentins seraient d'origine italienne et 31 % d'origine espagnole, faisant des Italiens et des Espagnols les principaux groupes ethniques en Argentine.
Au temps de la colonisation espagnole, Buenos Aires fut, en Amérique latine, l’un des principaux ports où débarquèrent les esclaves africains. Lors de l’indépendance de l'Argentine, plus de la moitié de la population de certaines villes était noire ou métisse, ainsi que 30 % des habitants de Buenos Aires. La proportion d'Afro-Argentins a ensuite considérablement chuté du fait d'une immigration européenne massive, du métissage, des épidémies de fièvre jaune (frappant en particulier les populations les plus pauvres) et de leur participation massive – et souvent forcée – aux guerres impliquant l'Argentine au XIXe siècle. De nos jours, moins de 2 % des Argentins sont Noirs. Sur le plan culturel, la marginalisation de la « présence noire » est le fruit d’un discours identitaire des idéologues de la nation argentine en vue d’offrir une perception d’Argentine en tant que pays le plus blanc du continent sud-américain. En 2006, « l’invisibilisation des Afro-Argentins » a été officiellement reconnue par l’Institut national de lutte contre la discrimination.
La population est très inégalement répartie, puisqu'un tiers de la population (environ 13 millions d'habitants) est concentré dans la capitale et l'agglomération de Buenos Aires, appelée aussi Gran Buenos Aires.
Outre la région de la capitale fédérale, la population est concentrée dans d'autres zones urbaines dont les principales sont les suivantes : Córdoba (centre, 1,6 million d'habitants), Rosario (est, 1,4 million d'habitants), Mendoza (ouest, 1 million d'habitants), San Miguel de Tucumán (nord, près d'un million d'habitants). Au total, environ 91 % de la population habite dans des agglomérations urbaines.

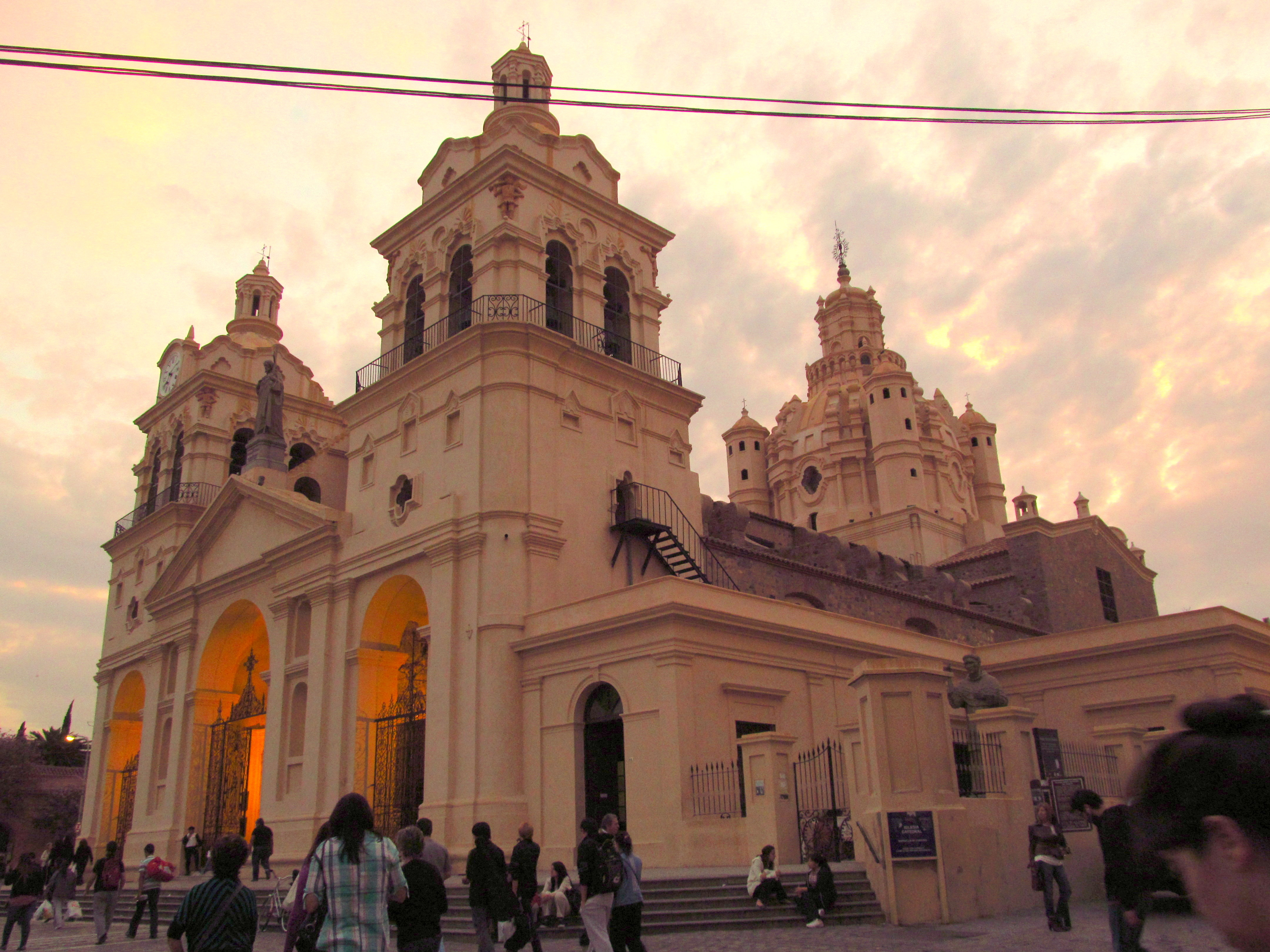
Cathédrale de Córdoba.
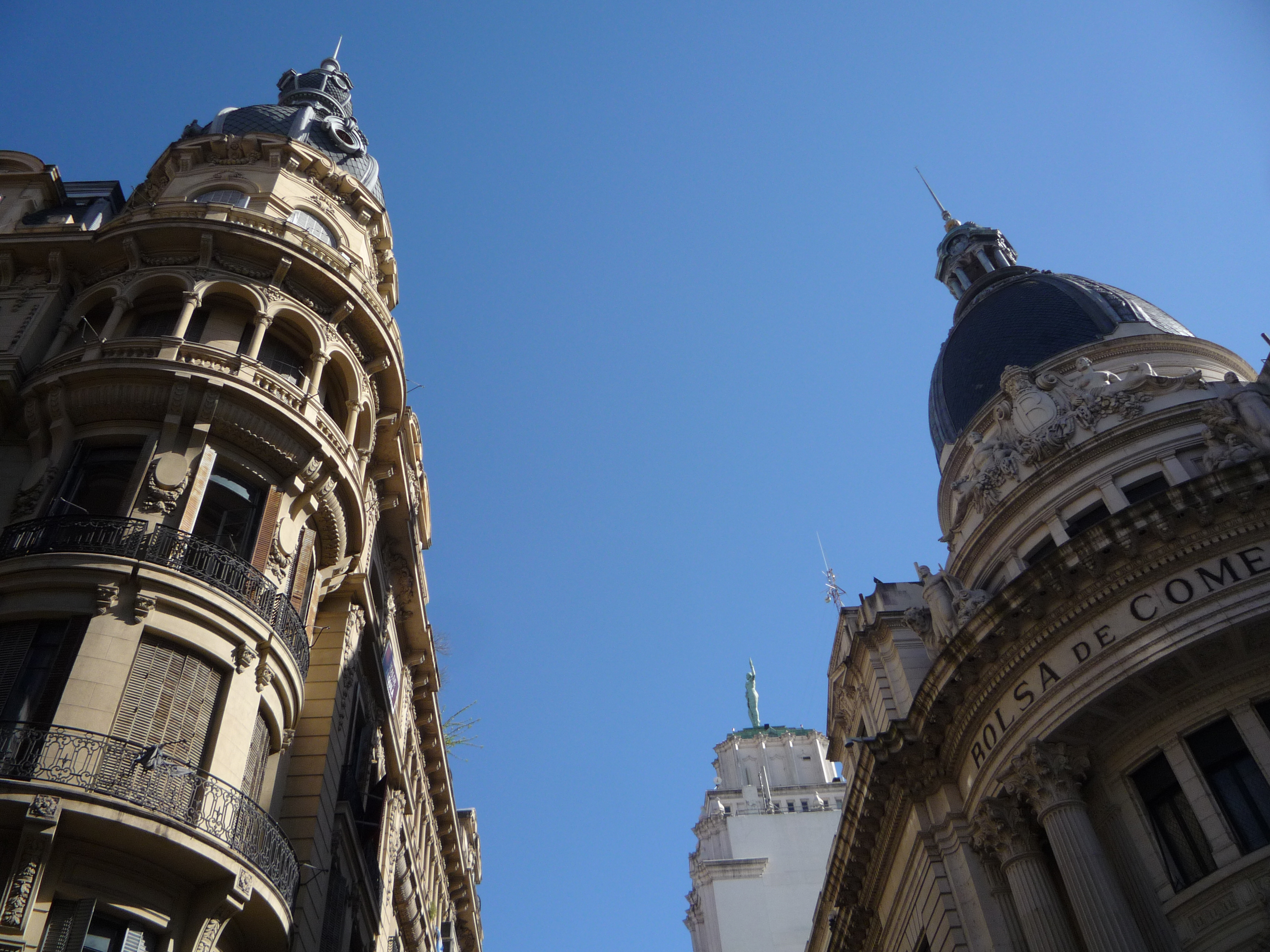
Rosario, bâtiments du centre-ville.
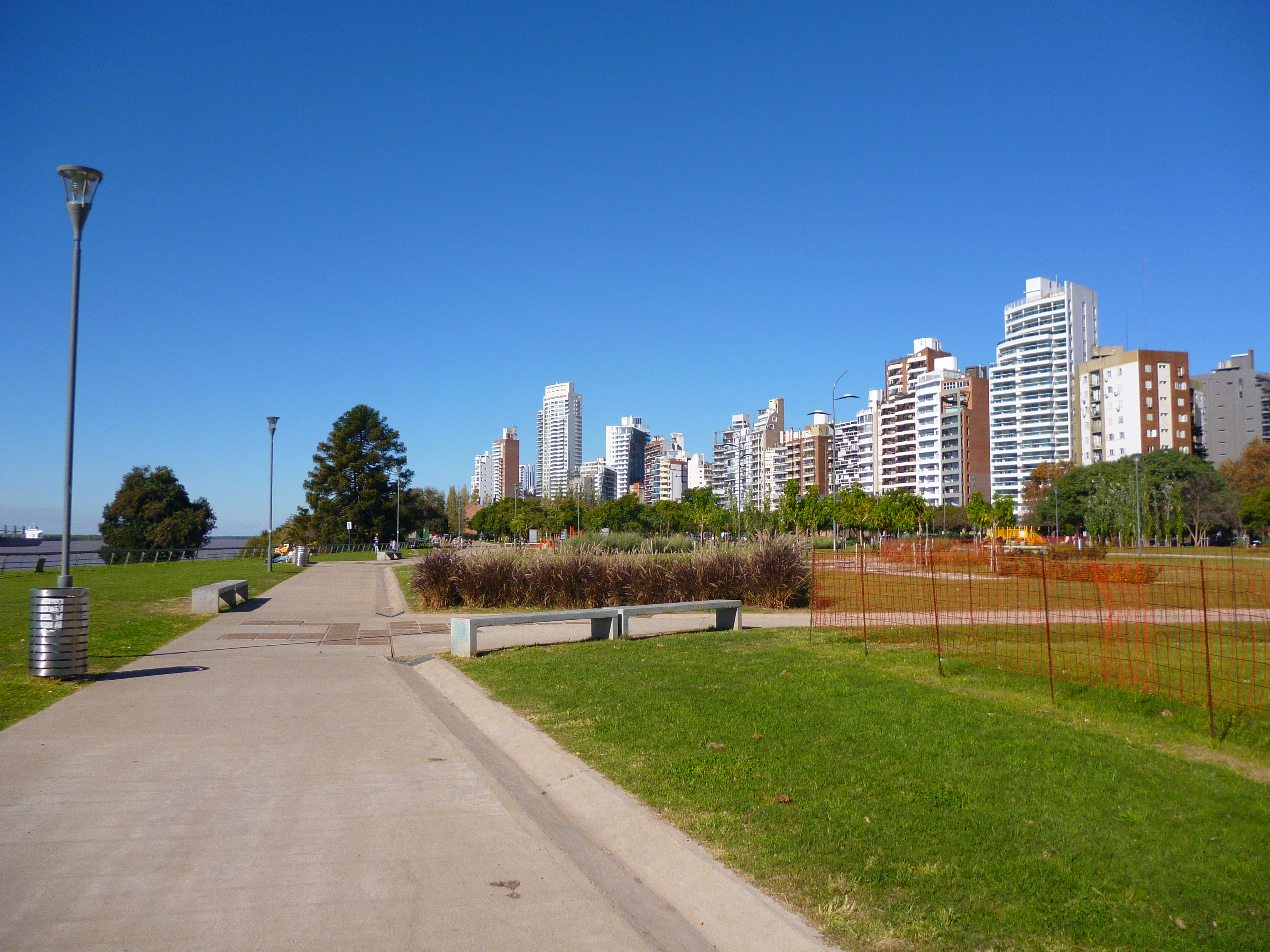
Rosario, Costanera.
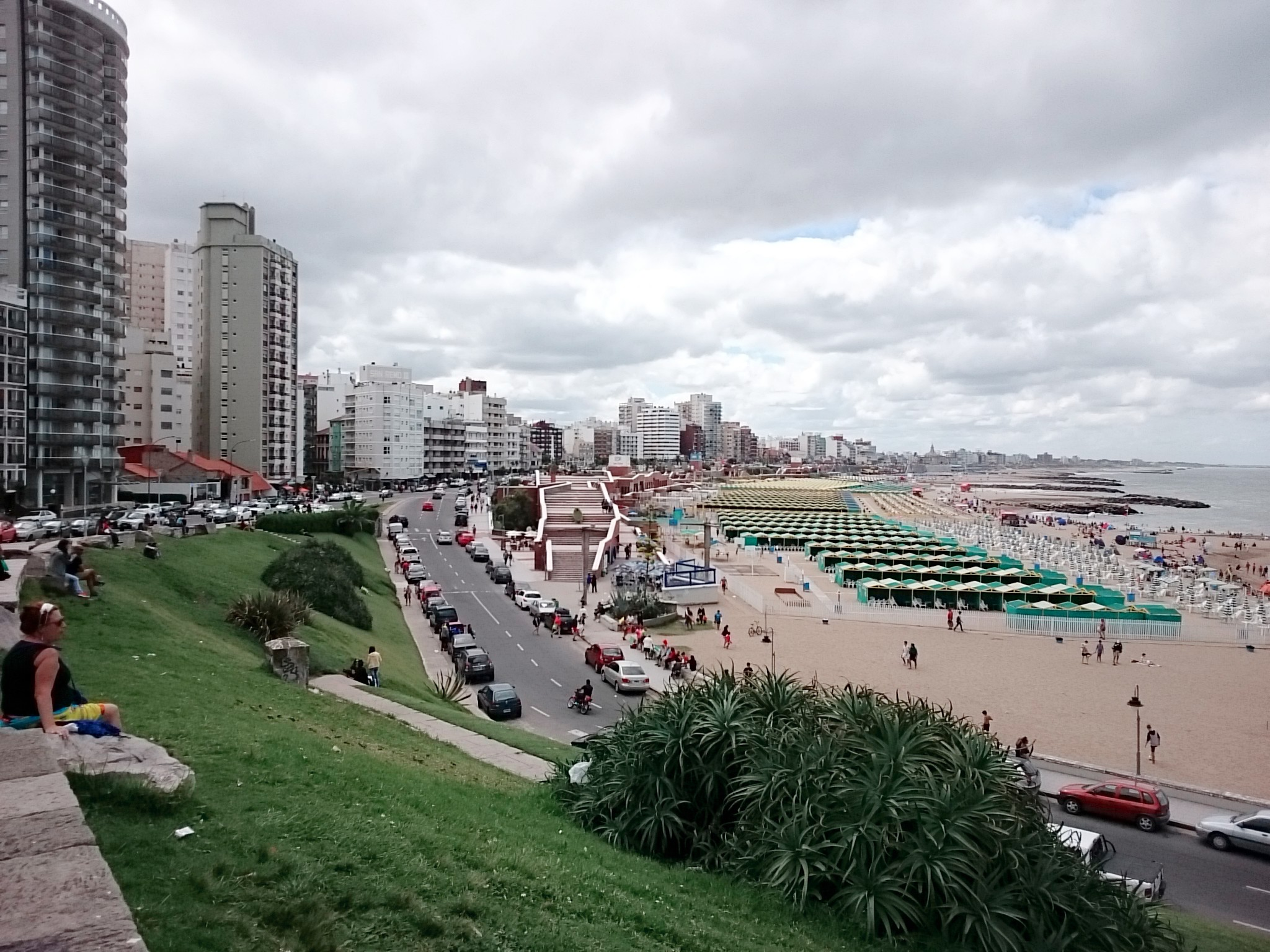
Mar del Plata.
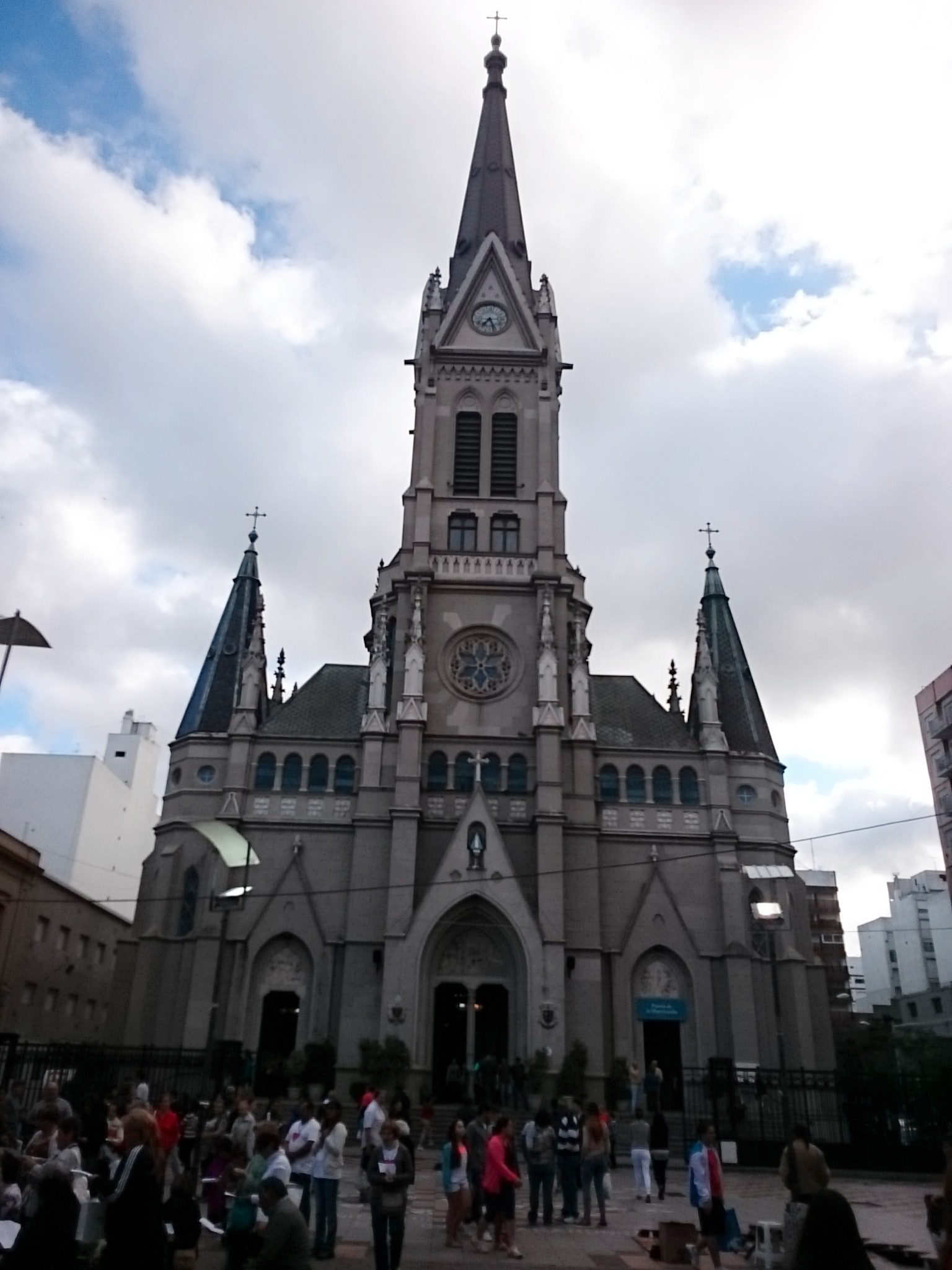
Mar del Plata, Cathédrale.
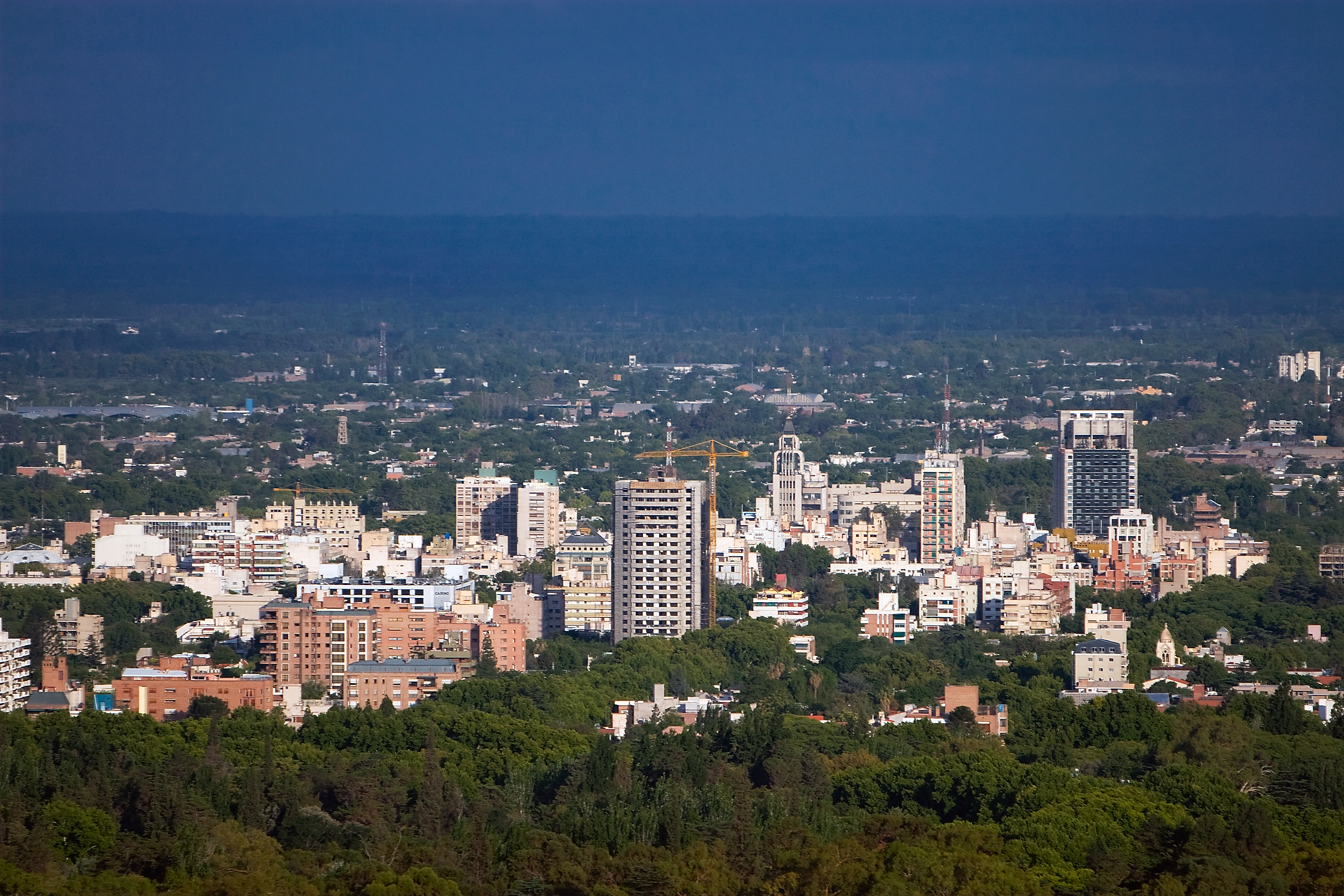
Mendoza.
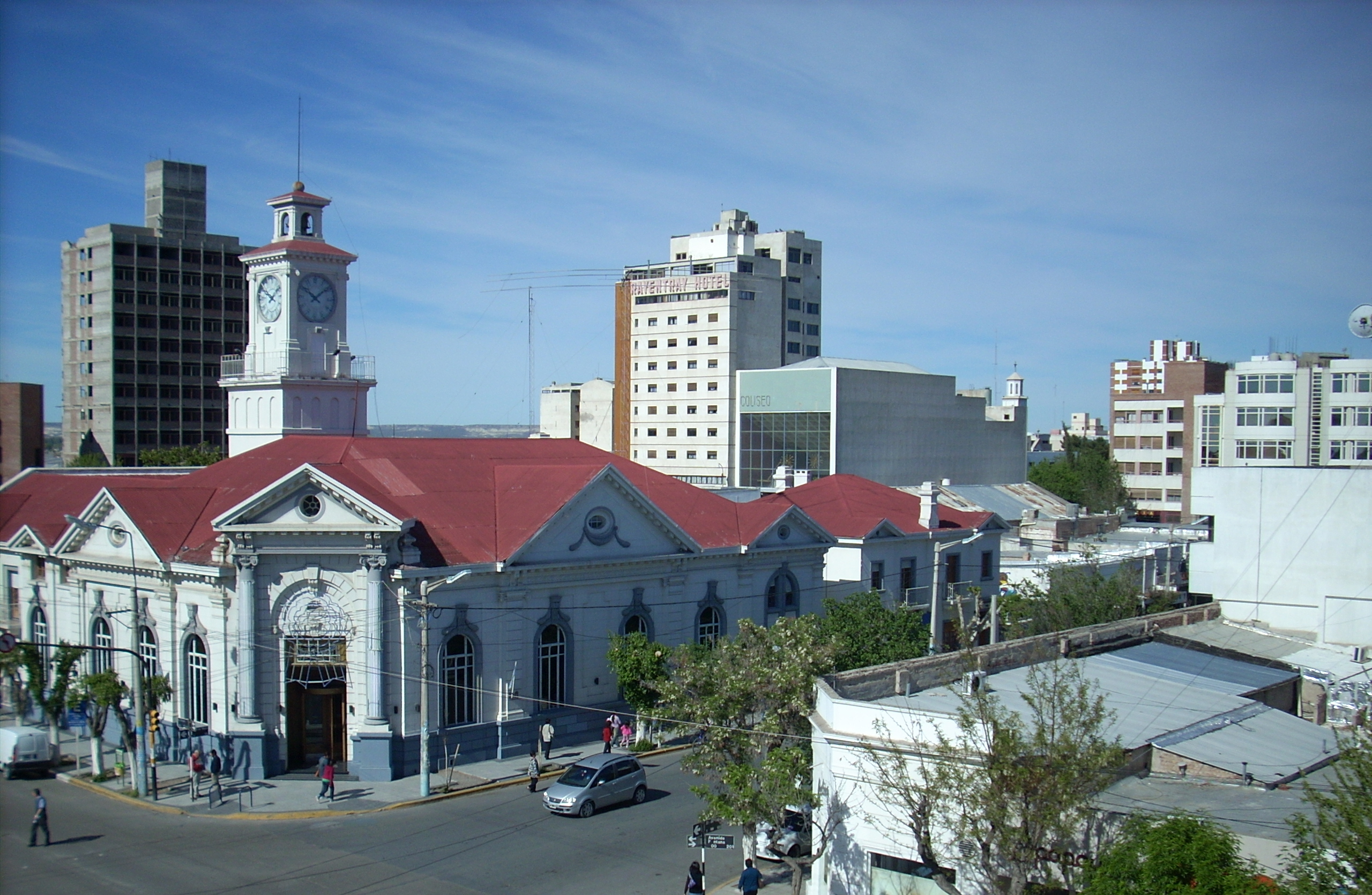
Trelew, Patagonie.
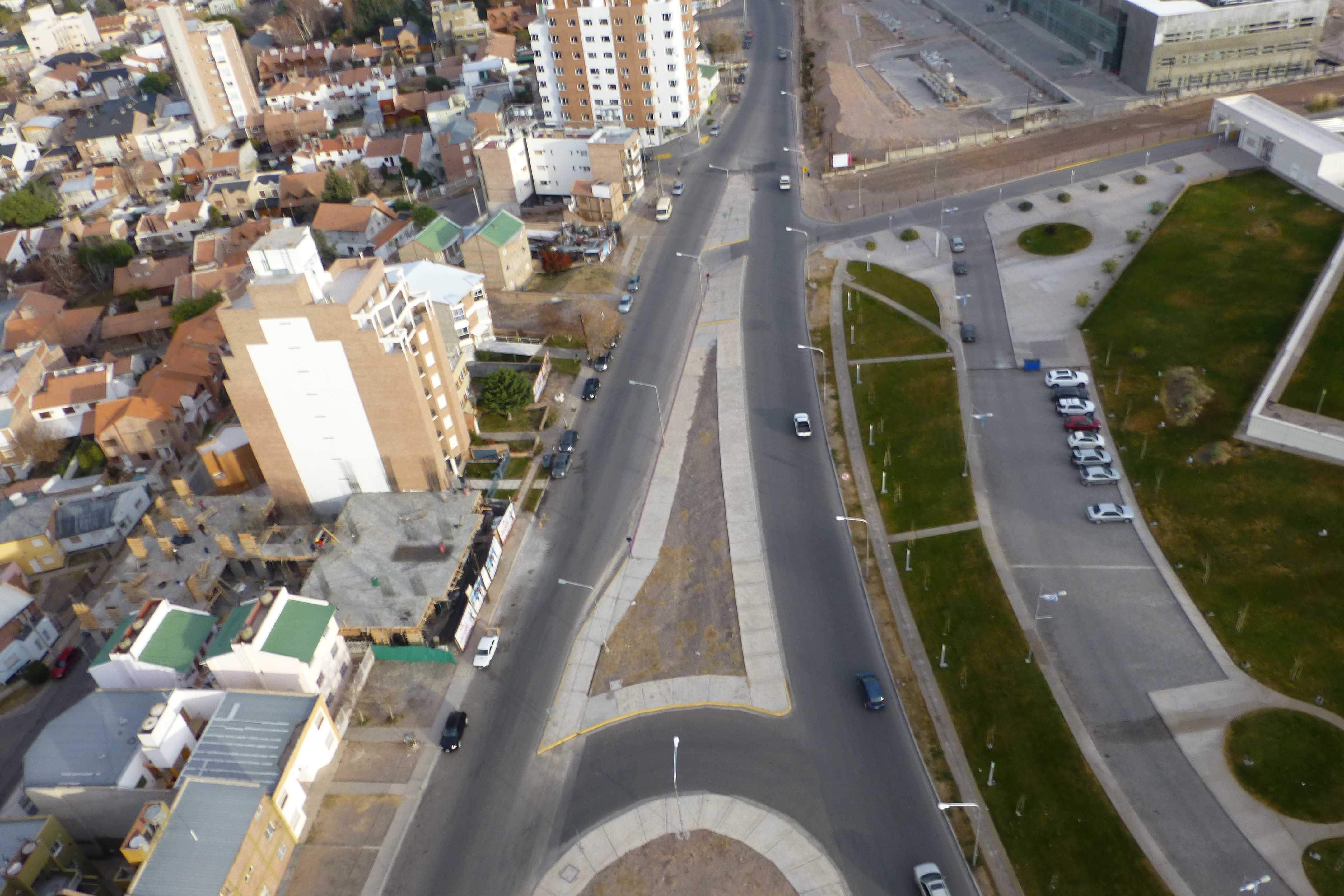
Neuquén, Patagonie.
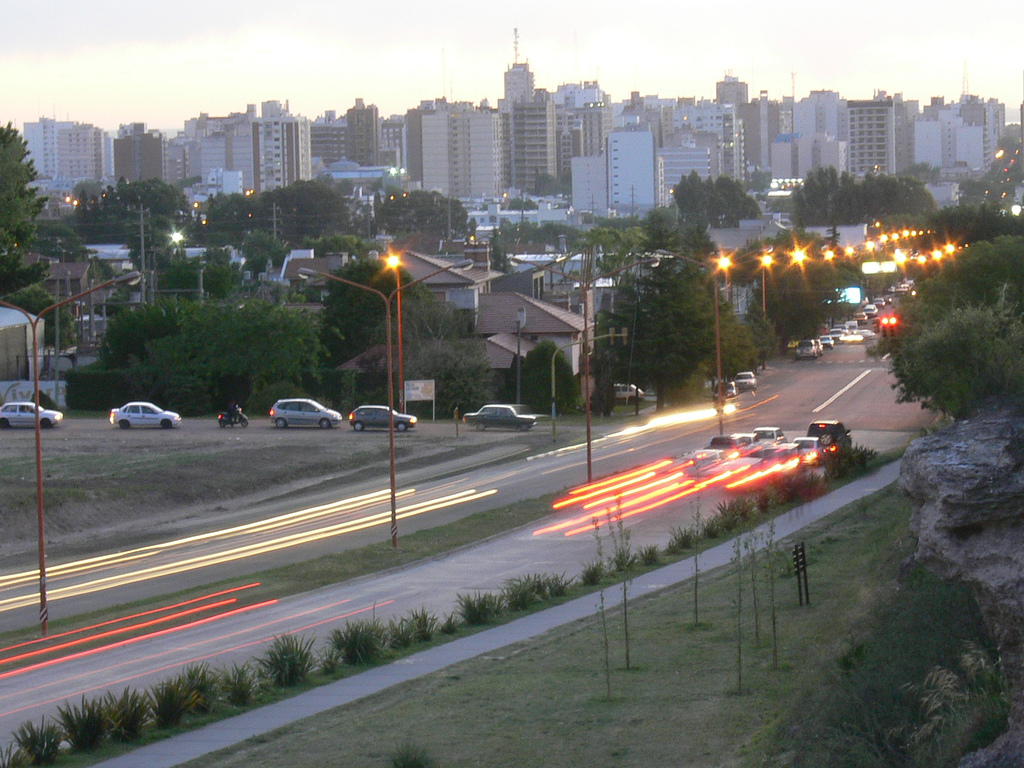
Bahía Blanca.
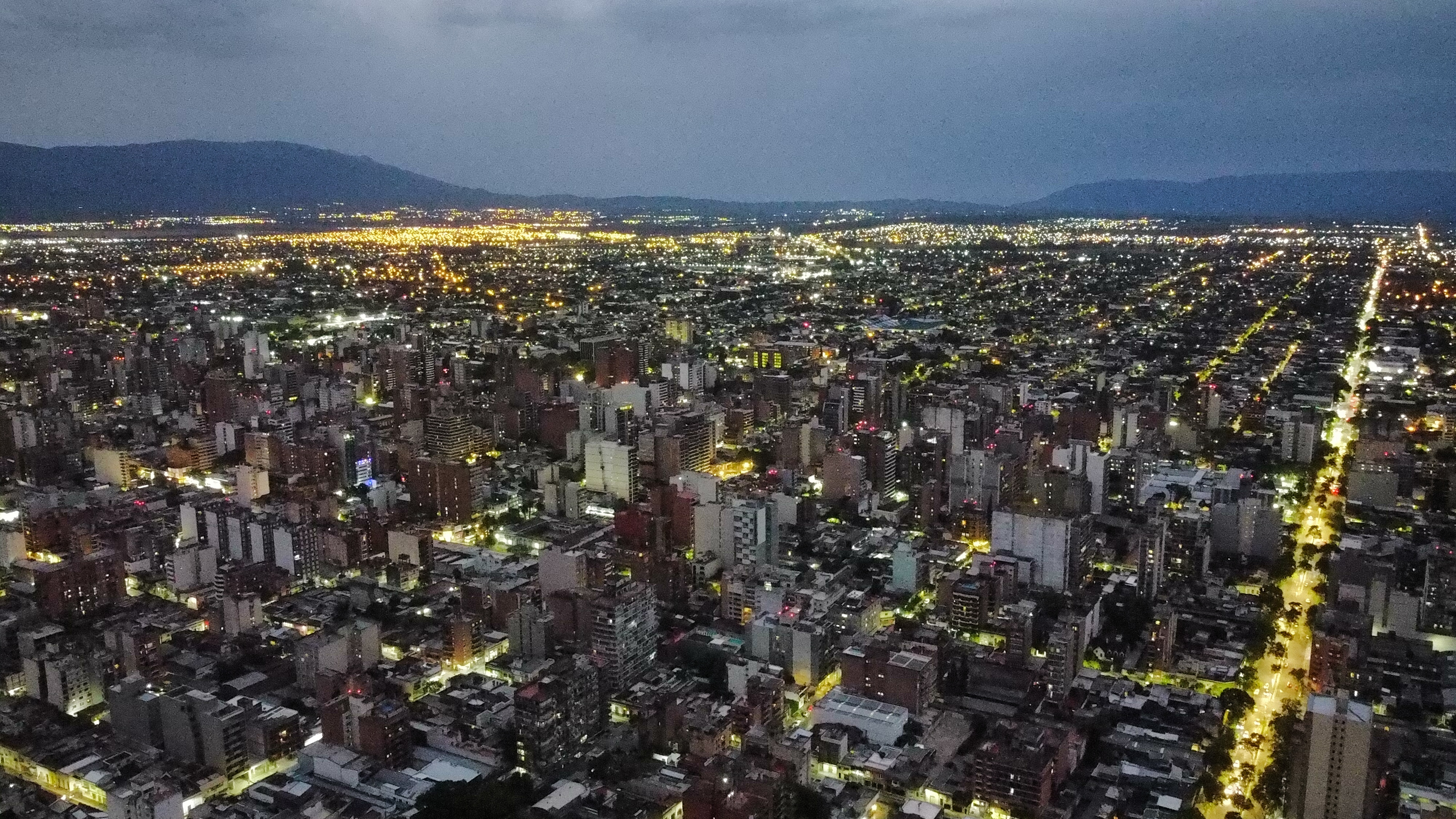
San Miguel de Tucumán.

Traditionnellement, l'Argentine a joui d'un très haut niveau de vie en comparaison avec d'autres pays de la région, mais la crise économique des années 2001-2002 a diminué cette impression. Toutefois, plus de la moitié de la population reste considérée comme faisant partie de la classe moyenne, et depuis la crise, une forte reprise économique a aidé postérieurement à réduire la pauvreté à 23 % de la population. Plus de 8 % de la population vivait dans des conditions précaires, dans des villas miserias ou bidonvilles, dans le pays il y a 4 100 villas miseria,.

### Études génétiques
- Homburguer et al., 2015, PLOS One Genetics : 67 % européen, 28 % amérindien, 4 % africain and 1,4 % asiatique[169].
- Avena et al., 2012, PLOS One Genetics : 65 % européen, 31 % amérindien, and 4 % africain[170].
- National Geographic : 52 % européenne, 27 % amérindien, 9 % africain et 9 % autres[171].

### Langues

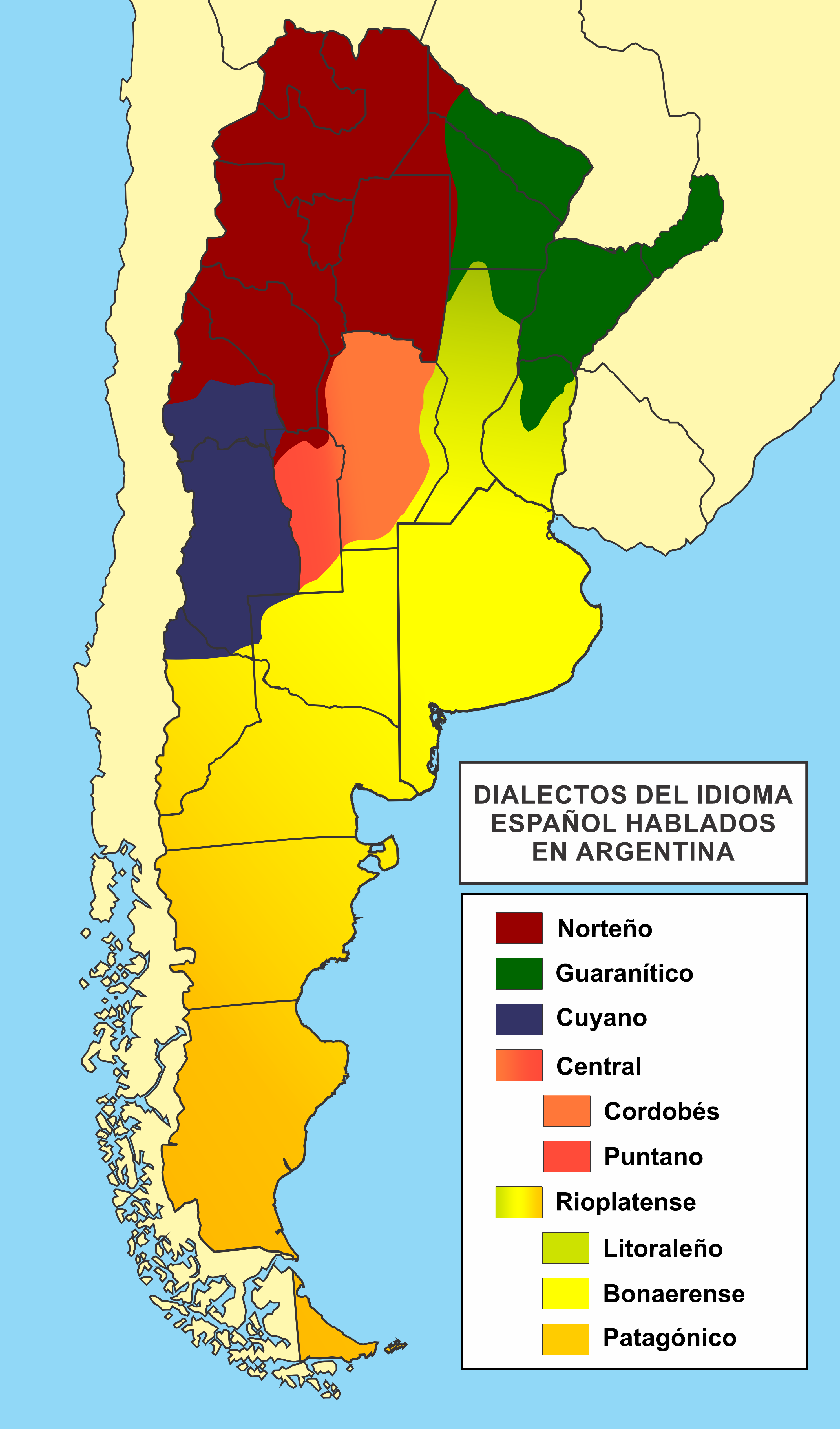
Dialectes espagnols en Argentine.

Il n'y a pas de langue officielle en Argentine, cependant, en raison du système fédéral du pays, chaque province peut établir la langue officielle de son territoire[réf. nécessaire].
L'espagnol est parlé par la quasi-totalité des Argentins. Le pays possède également le nombre le plus important d'hispanophones qui emploie couramment le voseo, l'utilisation du pronom vos au lieu de tú (« tu »), ce qui implique alors un changement dans la façon de conjuguer les verbes également[réf. nécessaire]. À cause de la grande extension géographique de l'Argentine, l'espagnol varie considérablement de régions en régions, le dialecte le plus important numériquement est l'espagnol rioplatense, principalement parlé autour du bassin de La Plata, qui possède un accent similaire à celui de la langue napolitaine. L'italien serait beaucoup parlé en seconde langue, surtout par des personnes d'origine italienne (c'est notamment le cas du pape François).
L'Argentine est un État observateur au sein de l'Organisation internationale de la francophonie depuis 2016. À la suite de la conquête de 1759 en Nouvelle-France, environ 200 000 Français ont immigré en Argentine à partir des années 1857, même si les deux dates (1759 et 1857) semblent éloignées, le phénomène reste le même si l'on tient compte de l'apparition réelle des besoins en émigration des suites de l'effondrement de l'Empire français en Amérique. En 2006, 17 % des Argentins se réclament d'ascendance française.

### Religion
| Religion       | Pourcentage |
| -------------- | ----------- |
| Catholicisme   | 71 %        |
| Protestantisme | 15 %        |
| Sans religion  | 11 %        |
| Autres         | 3 %         |

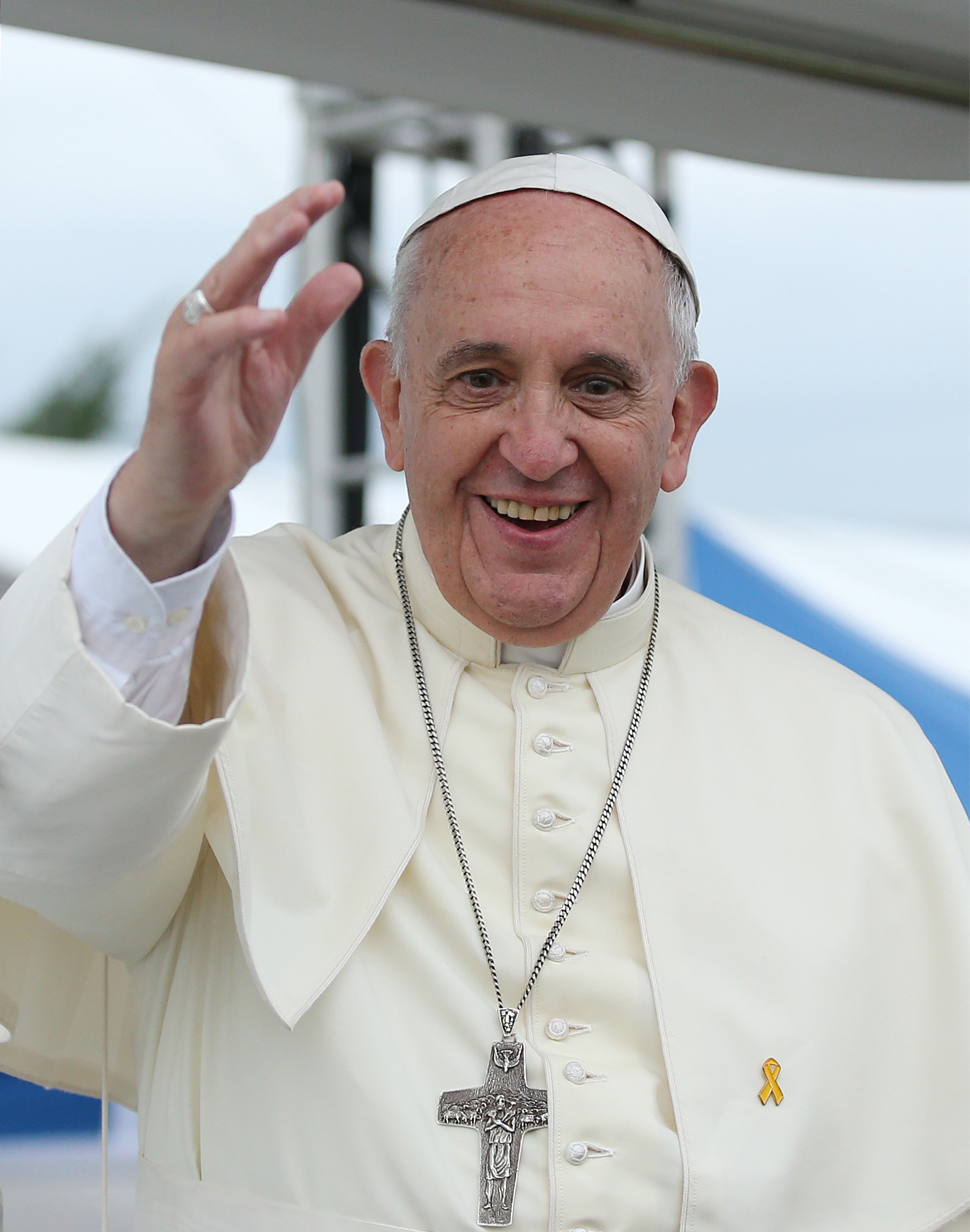
Le pape François en 2014.

La principale religion est le christianisme, principalement le catholicisme (qui est la religion d'État). La liberté de culte est garantie par l'article 14 de la constitution. Le catholicisme est dominant, avec des estimations du nombre de catholiques variant de 70 à 90 % de la population. En juillet 2014, une étude publiée par la CIA Factbook répertorie 92 % de catholiques dont 18 % de pratiquants. Jorge Mario Bergoglio, prélat argentin, est élu pape le 13 mars 2013 sous le nom de François, il est le premier pape issu du continent américain.
La société, la culture et l'histoire de l'Argentine sont profondément imprégnées par le catholicisme. L'Église catholique tient une place importante dans la société argentine, allant même jusqu'à faire partie de son identité nationale[réf. souhaitée]. La présence catholique en Amérique latine remonte à la fin du XVe siècle, au moment où les conquistadors espagnols débarquèrent dans le Nouveau Monde, amenant avec eux leur culture et leur religion.
Il y a sept universités catholiques en Argentine : l'université catholique argentine à Buenos Aires, l'Universidad Católica de Córdoba, l'université nationale de La Plata, l'université de Salta, l'université de Santa Fé, l'université de Cuyo, et l'université de Santiago del Estero. Suivant le modèle de l'Empire romain, l'Église argentine est divisée à travers le pays en plusieurs diocèses et archidiocèses, unités territoriales administratives placées sous l'autorité d'un évêque. Si la plupart des villes de tailles moyennes sont des diocèses, les archidiocèses interviennent dans les villes ou la population est plus importante. Ainsi, Buenos Aires, par exemple, est un archidiocèse en raison, non seulement de la taille de sa population, mais également de l'importance historique de la ville, qui fut en 1776 la capitale de la vice-royauté espagnole du Rio de la Plata. La cathédrale métropolitaine de Buenos Aires, principale église catholique de Buenos Aires et siège de l’archidiocèse, abrite le tombeau du célèbre général José de San Martín.
L'Argentine possède la plus importante communauté juive d'Amérique latine avec environ 230 000 personnes.
En 2014, selon une importante étude du Barometer d'Amérique latine, le paysage religieux argentin se répartit entre 77 % de catholiques, 7 % de protestants, 4 % des autres religions et 13 % de sans religion. Le nombre d'athées est très important pour un pays d'Amérique latine, d'autant plus que dans les années 1960, il n'y avait que rarement d'Argentins sans religion[réf. nécessaire].
La Convention baptiste évangélique Argentine est fondée en 1908,. En 2016, elle compterait 670 églises et 85 000 membres.

### Femmes, droit à l'avortement et droits LGBT
Sous le mandat de la présidente Cristina Fernández de Kirchner, le mariage homosexuel est légalisé en 2010, le droit à changer de sexe à l'état civil pour les personnes trans en 2012 et la PMA en 2013. Le 30 décembre 2020, sous le mandat d'Alberto Fernandez, un projet de loi légalisant l'avortement sans conditions jusqu'à la quatorzième semaine de grossesse est approuvé par le Sénat argentin, après un vote en faveur des députés argentins le 11 décembre. L'Argentine, qui n'autorisait l'avortement depuis 1921 qu’en cas de viol ou de danger pour la vie de la mère, devient le quatrième pays d'Amérique Latine à légaliser l'IVG après Cuba, l'Uruguay et le Guyana. Toutefois, les médecins peuvent toujours opposer leur « objection de conscience », dans un pays qui reste très divisé sur la question. L'Argentine de 2020 compte 44 millions d'habitants et connaissait jusque-là 370 000 à 520 000 avortements clandestins par an (selon le gouvernement), menant eux-mêmes à une hospitalisation en raison de complications pour 38 000 femmes par an. Dans le même temps, le pays, souhaitant réduire le nombre d'avortements pour raisons économiques, a créé une allocation financière destinée à aider les mères et leur enfant durant la grossesse et les premières années.

### Système de retraite
Le gouvernement argentin nationalise en 2008 les retraites, mettant fin à quatorze ans de domination des Administradoras de Fondos de Jubilaciones y Pensiones (AFJP), des organismes privés de gestion de l’épargne-retraite. La mesure a provoqué une fuite des capitaux et de fortes baisses des Bourses de Buenos Aires et de Madrid (de nombreuses entreprises espagnoles détenaient participation dans les AFJP).
Ces pensions, dont le montant était défini selon des critères retenus au moment de la souscription du contrat initial, obéissaient à plusieurs facteurs variables, tels le capital investi, les intérêts accumulés ou l’espérance de vie. Au moment du départ à la retraite, elles étaient rarement conformes aux prévisions de départ et se révélaient généralement insuffisantes, voire misérables. Désormais, le système garantit dans la plupart des cas un revenu supérieur à 60 % des salaires.
La publication des montants considérables que les dirigeants des AFJP et des compagnies d’assurance s’octroyaient avait soulevé l’indignation d'une grande partie de l'opinion publique. En quatorze ans, plus d’un tiers des 12 milliards de dollars de rétributions pour « prestations de services » ont été destinés aux salaires des principaux dirigeants, tandis que les commissions versées aux directeurs commerciaux constituaient le deuxième poste de dépenses.

## Économie

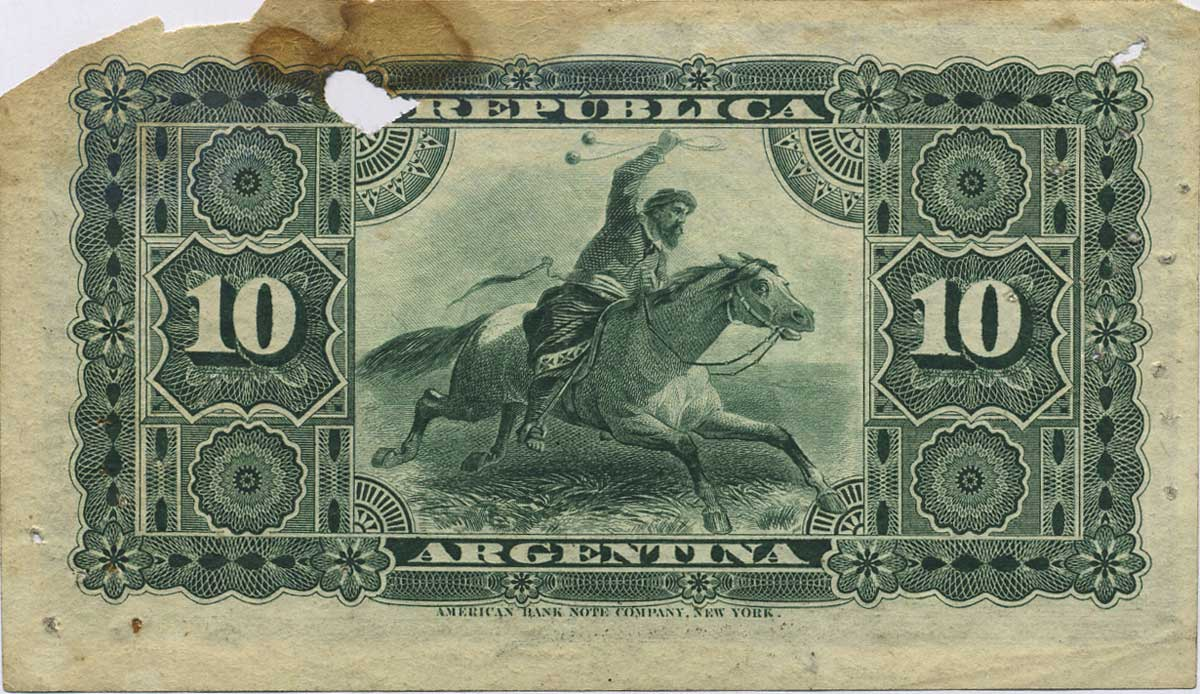
Billet de 10 centavos édité en 1884, l'élevage - ancré dans la tradition-représente toujours une manne financière.

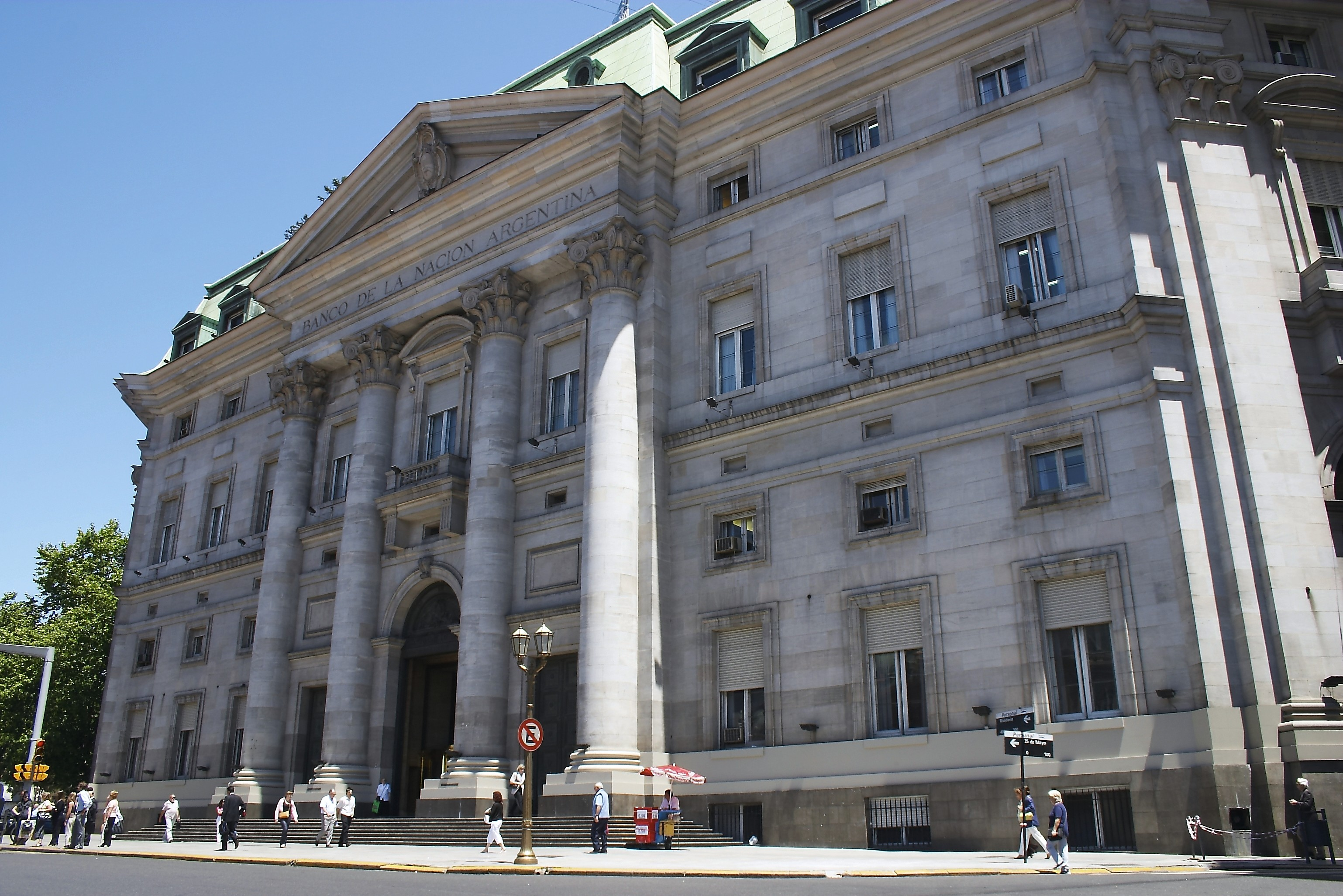
Banco de la Nación argentine, le Buenos Aires.

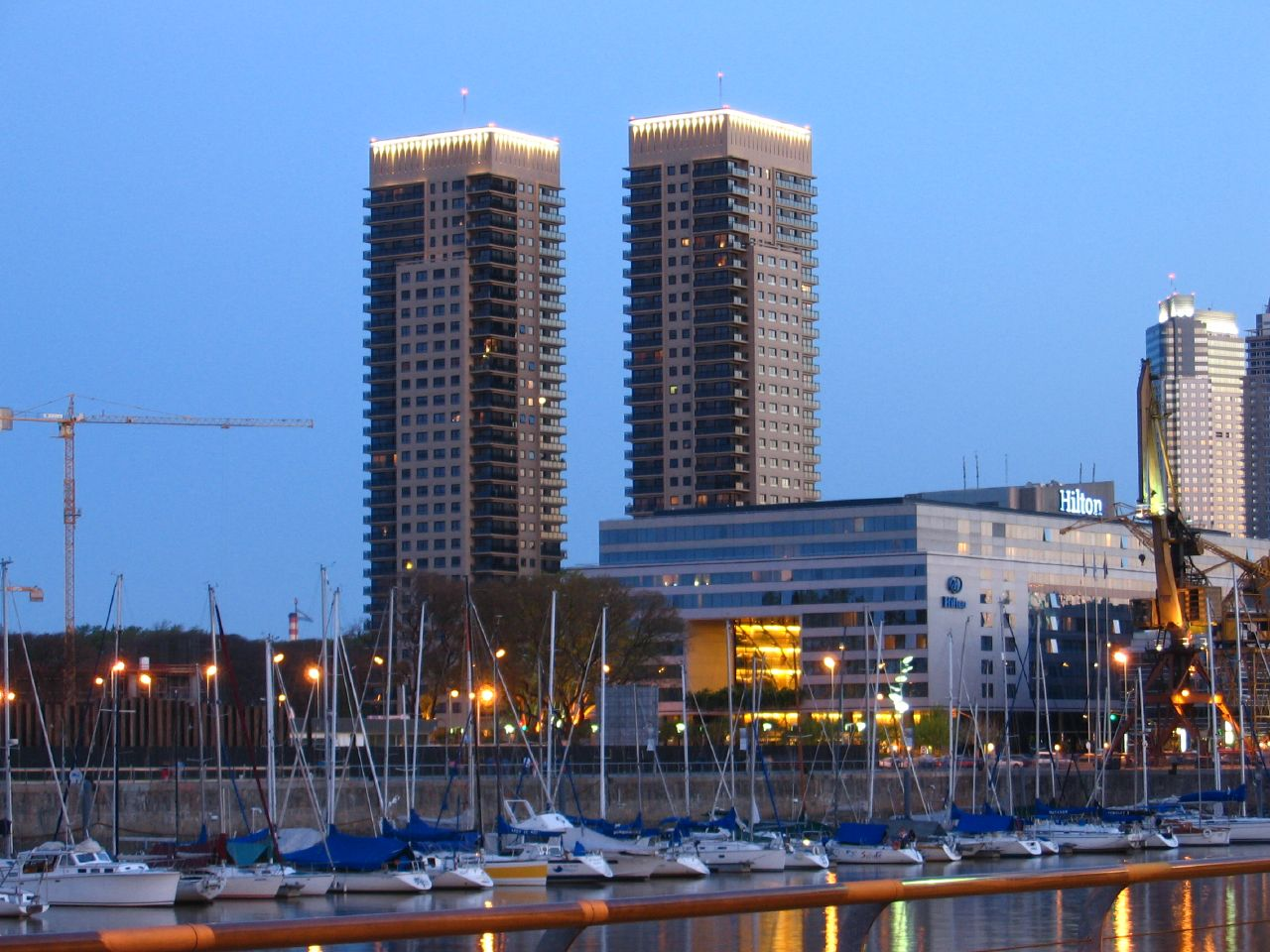
Le quartier des affaires, à Buenos Aires, illustrant de façon exemplaire le fort développement de l'Argentine.

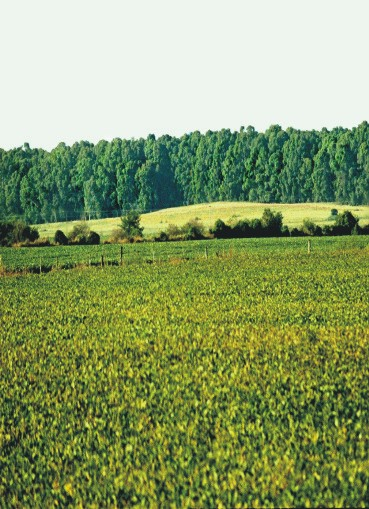
Culture de soja dans les pampas.

L'Argentine est un pays industrialisé souvent considéré comme émergent même si certains organismes ne reconnaissent pas cette définition, le pays ayant été un des plus riches de la planète jusqu'au début du XXe siècle mais étant souvent frappé par des crises économiques comme en 1989 ou en 2001. L'Argentine fait partie du G20. Souffrant d'inflation et de difficultés financières, le pays doit souvent faire appel aux organisations économiques internationales telles que le FMI.
L'Argentine est la deuxième puissance économique d'Amérique du Sud derrière le Brésil quant au PIB nominal. Le pays possède une importante richesse agricole. Parmi les points forts de son agriculture, le pays était aussi régulièrement huitième au palmarès des producteurs mondiaux de céréales au milieu des années 2010, dominé par les États-Unis. Il a aussi de nombreuses capacités industrielles et un certain potentiel minier. Pourtant, l'Argentine connaît d'importants problèmes économiques. Le chômage et le bas niveau de vie continuent de marquer le pays, pourtant largement plus développé que les autres nations du tiers monde.
L'Argentine est le deuxième pays du continent latino-américain en 2021 quant à l'indice de développement humain après le Chili selon les données des Nations unies. Cependant, les inégalités sociales se sont accrues et l'existence de bidonvilles en périphérie des grandes villes persiste.
L'Argentine dispose de nombreuses richesses naturelles et d'une main-d'œuvre très qualifiée, d'une agriculture orientée vers l'exportation et d'un tissu industriel diversifié.
Jusque dans les années 1950, à son apogée économique, l'Argentine était l'un des pays les plus riches du monde. Son PIB par habitant le positionnait au douzième rang mondial, juste devant la France,.
Malgré ces atouts, l'Argentine a accumulé à la fin des années 1980 une lourde dette externe (dette qu'elle ne compte rembourser qu'en partie, « 10 % »), l'inflation atteignait 100 % par mois et la production avait considérablement chuté. Pour lutter contre cette crise économique, le gouvernement de Menem a lancé une politique de libéralisation du commerce, de déréglementation et de privatisation. En 1991, le gouvernement décida d'ancrer le peso argentin au dollar américain (technique du currency board) et limita par une loi la croissance de la masse monétaire à la croissance de réserves monétaires. Ce système très particulier du currency board permet l'embellie des années 1990, mais se révèle particulièrement dangereux face aux mouvements erratiques et violents du marché des changes flottants qui suivent la crise économique asiatique et à la forte remontée du dollar qui rendent l'économie argentine non compétitive par rapport à celles de ses voisins. Il sombre lorsque l'économie mondiale entre en récession avec la crise de la bulle Internet au début des années 2000.
La récession, amplifiée par les mesures d'économie drastiques exigées par le Fonds monétaire international (FMI) en contrepartie de son aide en dollars, est extrêmement violente et entraîne une hausse spectaculaire de la pauvreté ainsi que d'importants mouvements sociaux et de rapides changements politiques. L'instabilité politique a plongé l'économie argentine dans une crise sans précédent (2002). Le PIB a chuté de 11 % en 2002 avec la fin de la parité 1 peso = 1 dollar. Cette crise a mené plus de 50 % de la population sous le seuil de pauvreté. Des manifestations ont alors été organisées, suivies de pillages de magasins. Les banques locales incapables de fournir en dollars sont en faillite technique. Le plan argentin de conversion de dette a pour conséquence des pertes sévères pour les créanciers privés. Le pays fait finalement défaut sur sa dette. Les créanciers étrangers comme EDF sont spoliés. Le gouvernement, en dévaluant, rétablit l'équilibre avec le réal brésilien.
Le pays sort de la partie la plus aigüe de la crise dès 2003. Les conséquences les plus durables sont les difficultés récurrentes des gouvernements à financer leurs budgets, le départ du pays de certains investisseurs industriels, une nette diminution de la confiance des créanciers privés et de longs contentieux avec des fonds vautour américains, contentieux qui se poursuivent jusque dans les années 2010. De 2003 à 2007, le PIB repart à 9 % de croissance annuelle, en produisant une réactivation économique dans tous les secteurs, une forte réduction de la pauvreté et un retour de la classe moyenne. Le 1er février 2006, l'Argentine et le Brésil signent, après près de trois ans de négociations, un accord qui doit permettre de protéger les secteurs de production qui pourraient être trop durement affectés par la compétition du pays voisin. Le Mécanisme d’adaptation compétitive (MAC) permet de fixer des droits de douane sur le produit « trop compétitif » du pays voisin pour trois ans, renouvelable une fois.
Depuis 2003, l’Argentine semble avoir repris le chemin de la forte croissance économique et de l'augmentation des salaires. Cependant, l'Argentine semble souffrir de la crise américaine et de la chute du dollar ; en effet, la forte inflation avec un taux « officiel » de 8 à 9 %, pourrait en réalité atteindre 25 % en 2008. Officiellement, le taux de pauvreté était de 20,6 %, mais si l'on suppute une inflation de 25 %, en 2008, le taux de personnes vivant au-dessous du seuil de pauvreté a augmenté, passant à 30,3 %. Ce serait le premier renversement de situation depuis 2003. Cependant, l'INDEC indique un taux de pauvreté de 15,8 % pour le second semestre 2008 ; toutefois l'opposition dénonce une manipulation des chiffres. En effet la moitié des Argentins seraient touchés par un niveau de vie inférieur à celui de la plupart des pays développés, et près d'un tiers vivrait sous le seuil de pauvreté national.
Au cours du second trimestre 2008, la croissance économique connaît un certain ralentissement. Au total, le revenu par habitant de l’Argentine est le quatrième plus haut d’Amérique latine, mais sa croissance sur les vingt dernières années est faible et surtout particulièrement volatile. Le niveau de vie argentin est comparable à celui du Mezzogiorno, en Italie du sud.
En 2019, l'économie est en crise, l'industrie automobile ne fonctionne qu'à 15 % de la capacité installée, les ventes de voitures sont en chute libre (- 54 % sur un an), l'inflation atteint 55 % sur un an. Le gouvernement sollicite un prêt du FMI, qui a débloqué en 2018 le versement de 56 milliards de dollars sur trois ans en contrepartie de coupes budgétaires. Près de 300 000 emplois ont été perdus en trois ans et la pauvreté atteint son plus haut niveau depuis le début du XXIe siècle.
Le gouvernement argentin introduit en 2020 une taxe sur les grandes fortunes afin de financer des aides sociales, des subventions aux petites entreprises et des programmes de relance économique dans un contexte de crise. La fiscalité est traditionnellement plutôt faible en Argentine et les recettes fiscales de l’État proviennent principalement de la TVA, ce qui favoriserait la montée des inégalités.
L'Argentine est en 2021 toujours en situation de profonde crise économique et sociale (taux de pauvreté de 40 %, taux d’inflation de 52 %, pression de la dette auprès du FMI). Dans ce contexte, près de 25% des adolescents âgés de 13 à 17 ans sont obligés de travailler pour aider leurs familles pauvres et endettées.
- Monnaie nationale : le peso argentin (ARS)
- PIB par habitant : 21 832 dollars (2014, valeur PPA)[196]
- Taux de chômage : 7 % (2024)[197]
- Population vivant sous le seuil de pauvreté : 26 % (2017)[198]
- Taux d'inflation : 29 % (2018)[199]
- Principaux clients : Brésil (17,3 %), Chili (9 %), États-Unis (9 %), Chine (8 %), Espagne (4 %)
- Principaux fournisseurs : Brésil (34 %), États-Unis (13 %), Chine (9 %), Allemagne (5 %)
- Coefficient de Gini : 42 % (2016)[200]

### Agriculture
Le secteur agricole contribue au PIB à hauteur de 18 % et représente 61 % du total des exportations.
L'Argentine compte environ 200 000 familles de paysans, qui produisent près de 80 % des légumes consommés dans le pays. Pourtant, « la culture prédominante des grands propriétaires fonciers rend invisibles les petits producteurs », déplore Matías Bohl, référent de la Fédération nationale paysanne. La propriété de la terre est très inégalement répartie. Moins de 1 % des propriétaires terriens possèdent 40 % de la terre.
L’Argentine est l’un des cinq plus grands producteurs au monde de soja, maïs, tournesol, sorgho, citron et yerba mate, et l’un des 15 plus grands producteurs au monde de blé, orge et raisin. De plus, il est l'un des cinq plus grands producteurs au monde de bœuf et miel,.

### Médias
Le groupe Clarín détient la principale chaîne de télévision du pays : Canal 13, ainsi que le journal argentin qui a le tirage le plus important, le quotidien centriste Clarín. Les quotidiens qui suivent, d'après leur tirage, sont La Nación, Página/12, Tiempo Argentino (es), Crónica (en), La Prensa, et Buenos Aires Herald.
Le service téléphonique a été privatisé en 1990 par le gouvernement de Carlos Menem. Il y a 8,3 millions de lignes téléphoniques installées, soit 23 lignes pour 100 habitants. La téléphonie mobile relie 75 % de la population (28,5 millions de personnes). Ce nombre élevé est dû en partie au fait que des personnes de faible revenu ont pu durant les dernières années accéder à des plans de paiement.
Il y a près de 1 500 stations de radio, dont 260 sont AM et approximativement 1 150 sont FM. L'Argentine est le pays d'Amérique latine où l'accès à la télévision par câble est le plus répandu : selon des données de 2001, la grande majorité des foyers possède au moins un téléviseur et 60 % des personnes équipées reçoivent la télévision câblée. Les principales chaines de télévision qui transmettent depuis Buenos Aires sont Canal 13, Telefe, Canal 9 et América TV.
En 2005, 26 % de la population avait accès à internet avec plus de dix millions d'utilisateurs dans le pays. En octobre 2009, le gouvernement péroniste argentin promulgue une importante réforme du système médiatique, consistant en une limitation de la concentration des licences, du capital et de l’actionnariat afin de permettre à des médias aux ressources financières plus modestes de se constituer. Après une bataille juridique de quatre ans contre le puissant conglomérat médiatique Clarín, qui contestait la constitutionnalité de la loi, celle-ci est finalement validée par la justice. Sous la présidence de Mauricio Macri (élu en 2015) l'essentiel de la loi est abrogé.

### Rangs internationaux
| Organisation                 | Enquête                                | Rang        |
| ---------------------------- | -------------------------------------- | ----------- |
| Universités Columbia et Yale | Indice de performance environnementale | 38 sur 149  |
| Reporters sans frontières    | Indice de liberté de la presse         | 68 sur 173  |
| Transparency International   | Indice de perception de la corruption  | 105 sur 180 |
| PNUD                         | Indice de développement humain         | 47 sur 191  |

En 2024, l'Argentine est classé en 76e position pour l'indice mondial de l'innovation.

## Culture

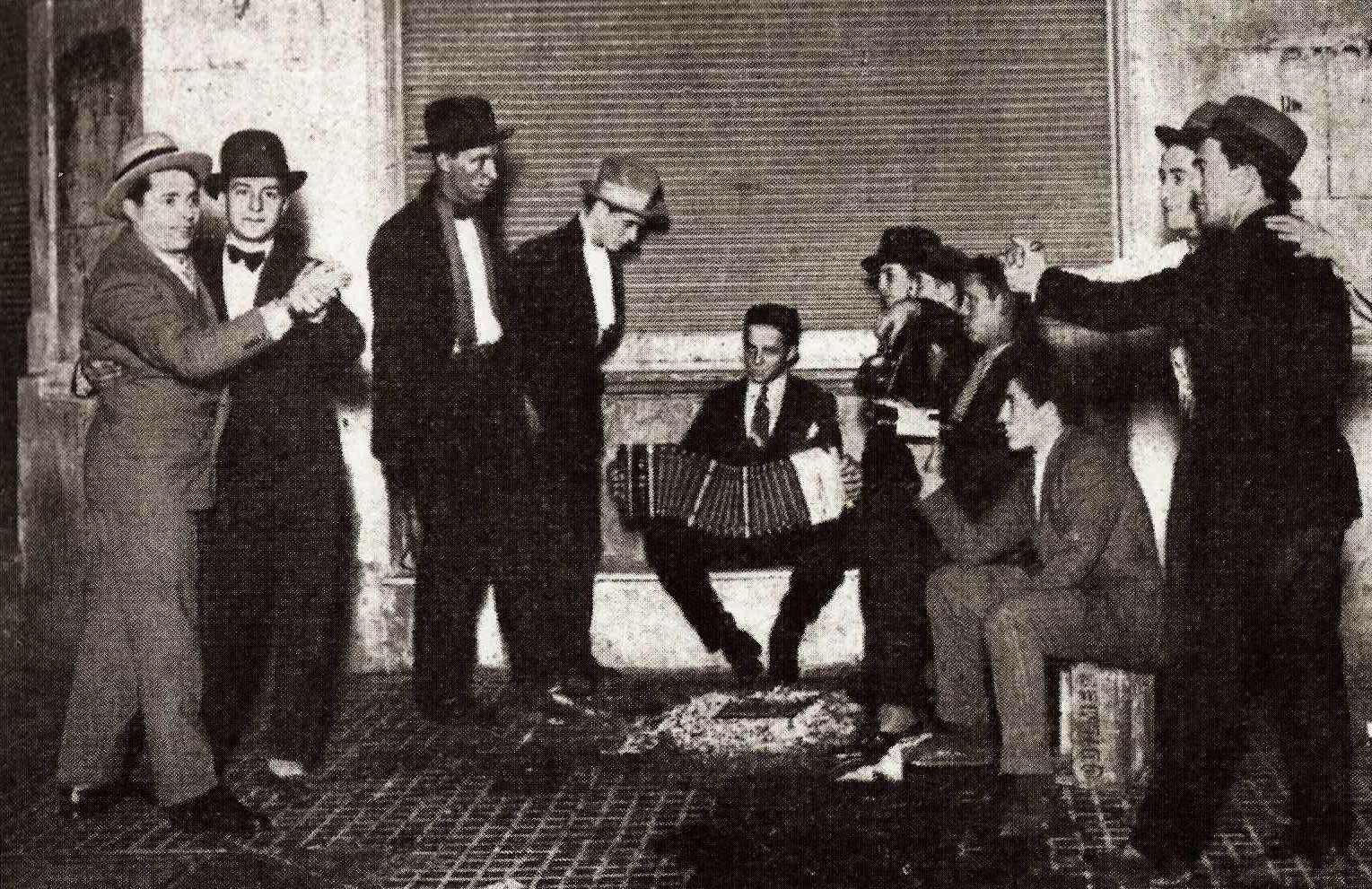
Hommes dansant le tango dans une rue de Buenos Aires, pour s'entraîner avant d'aller au bal

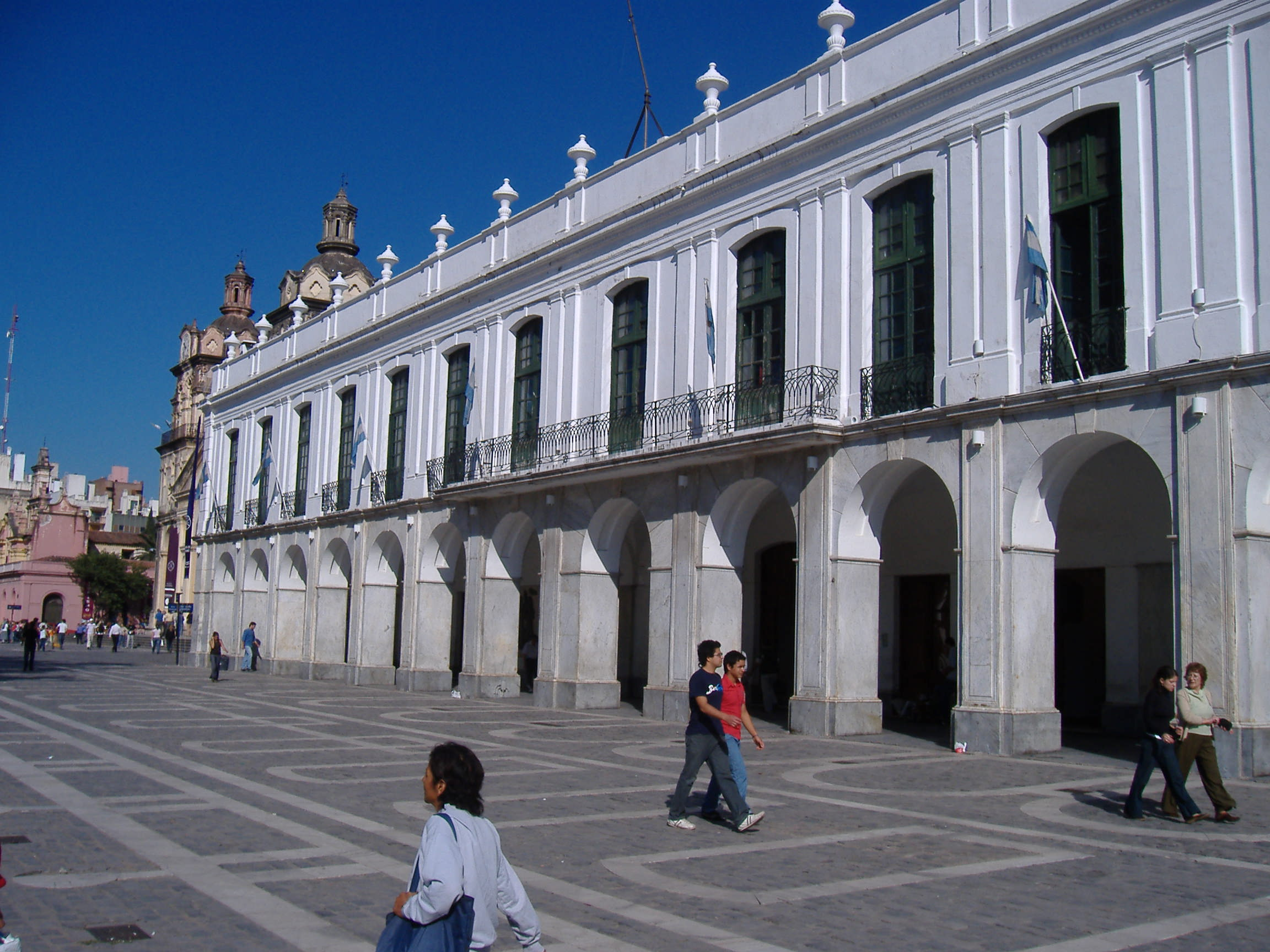
Le cabildo de Córdoba sur la Plaza San Martín - on distingue à l'arrière-plan les tours de la cathédrale Notre-Dame-de-l'Assomption de Córdoba toute proche.

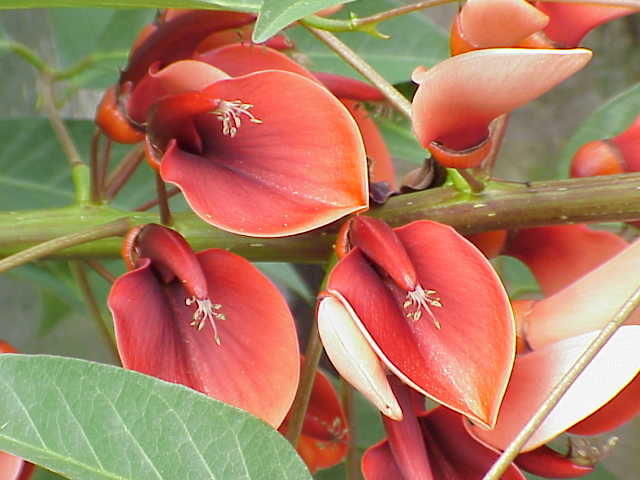
Fleur de ceibo, la fleur nationale de l'Argentine.

### Musiques et danses
L'Argentine possède tout un ensemble de rythmes hérités et mélangés pendant des siècles sur l'ensemble de son territoire. Ainsi, les contrastes et la multiplicité caractérisent l'art musical dans le pays.
Parmi les musiques traditionnelles, de tradition rurale, la chacarera, la milonga, la zamba, le gato, le cielito sont très diffusés, notamment à travers le festival de Cosquín, Córdoba, la fête nationale du folklore argentin. Ainsi on compte aussi les rythmes indigènes de souche, tels que le fameux carnavalito du Nord du pays, les musiques mapuches partagées avec le Chili (notamment le loncomeo), les sons guaranis… D'autre part, l'influence africaine atteint presque tous les rythmes nationaux, en particulier avec l'utilisation du bombo, et la particularité rythmique de certaines musiques, comme la chacarera. De même, un rythme caractéristique des afrodescendants est le candombe, aussi très caractéristique de l'Uruguay. C'est une musique très rythmée et généralement en forme de comparsa, de groupe musical ambulant dans la rue. À Buenos Aires et Montevideo, on peut apprécier le candombe de façon publique. Le tango, internationalement reconnu et déclaré Patrimoine culturel immatériel, est peut-être ce qui caractérise l'Argentine à l'œil étranger, même s'il est réduit à la ville de Buenos Aires et à Montevideo. Ses origines remontent aux danses africaines du candombe qui a subi un métissage avec la milonga, donnant ainsi un rythme très énergique joué de guitare, tambours et flûte. Cependant, ce que nous appelons tango aujourd'hui est la modification de ce rythme par les immigrants européens, qui ont ajouté des instruments différents tel que le bandonéon et un style et paroles singuliers, différents de la véritable souche du tango.
Une fête nationale très importante est le Carnaval del Pais, déroulé à Gualeguaychú, Entre Ríos tous les ans. Celle-ci est une occasion pour dévoiler tout le coloris et la danse au rythme du candombe du Río de la Plata.
Parmi les grands compositeurs et interpretes argentins, on compte Astor Piazzolla, Ariel Ramirez, Mercedes Sosa, Atahualpa Yupanqui.

### Littérature
La littérature argentine, de langue espagnole, a acquis durant le XIXe siècle, une véritable indépendance, une identité propre vis-à-vis de l'Espagne. Bien que Jorge Luis Borges jouisse d'une reconnaissance internationale,, se sont illustrés également Adolfo Bioy Casares, Victoria Ocampo, Silvina Ocampo, Ernesto Sábato, Roberto Arlt, Alfonsina Storni, Manuel Mujica Láinez, Héctor Tizón, Leopoldo Marechal, Juan Filloy, Ricardo Piglia, Alberto Laiseca, Leopoldo Lugones, Alejandra Pizarnik, Tomás Eloy Martínez, Juan José Saer, César Aira, Angélica Gorodischer, Osvaldo Soriano, José Hernández, María Elena Walsh, ainsi que certains auteurs de la diaspora comme Julio Cortázar.

### Traditions culinaires
L'Argentine possède une variété de plats culinaires traditionnels hérités de la rencontre des grands groupes présents en Amérique latine (Italiens, Espagnols, indigènes). Ainsi, un grand nombre de plats typiques sont consommés tout au long du territoire : les pizze, les tallarines, milanesas, empanadas, le locro, les humitas, les tamales, le puchero, alfajores, le dulce de leche, le arroz con leche, la mazamorra, entre une infinité d'autres plats. Leur préparation varie selon les traditions de chaque région, et certaines préparations sont partagées avec d'autres pays de la région (Chili, Uruguay, Paraguay). Cependant, les trois aliments les plus caractéristiques, peut-être par leur popularité ou par leur succès auprès des touristes sont les suivants :

#### Maté
Le maté est une infusion traditionnelle consommée en Argentine comme partout en Amérique du Sud, issue de la culture des indiens Guaranis. C'est une part très importante de la culture, et il est fréquent de voir des personnes boire le maté dans la rue. La plante utilisée, la yerba maté, parfois appelé « thé du Paraguay », « thé des Jésuites » ou « thé du Brésil », est une espèce sud-américaine dont les feuilles, que l'on torréfie et pulvérise, fournissent, infusées dans l'eau chaude, une boisson stimulante, aux effets semblables à ceux du café ou du thé.
Cette boisson, consommée chaude et parfois froide, de goût fort et amer, est préparée avec des feuilles de yerba maté. Elle se boit dans une calebasse grâce à un tube métallique qui sert aussi de filtre, la bombilla. Pour le savourer, les gauchos s'organisent en cercle où le maté passe de main en main selon un rituel très précis qui invite par exemple les participants à faire circuler la calebasse dans le sens anti-horaire afin de faire passer le temps moins vite. Cette boisson traditionnelle symbolise, par ses rites de consommation, la fraternité et l'hospitalité des gauchos.

#### Asado

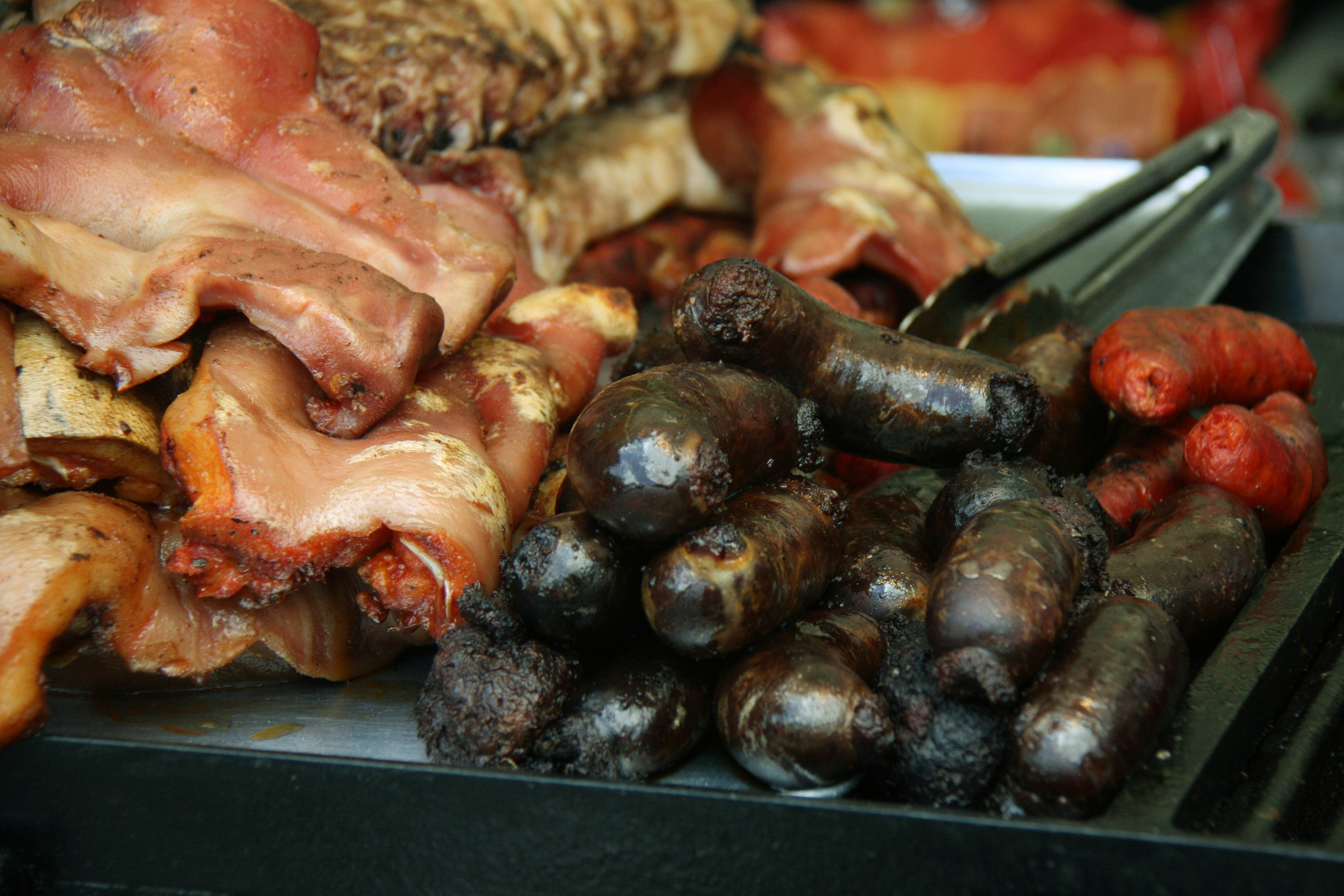
Asado argentin.

En Argentine, le terme asado se réfère non seulement à une grillade en tant que telle mais aussi à l’acte social, à la réunion où l’on mange de la viande (blanche ou rouge) ou des choripanes (sandwiches avec chorizo et sauce criolla ou chimichurri). Ces viandes sont cuites et grillées horizontalement « a la parilla » ou verticalement, « en croix ». L’asado est presque le « plat national » de l’Argentine par son origine très ancrée dans la tradition des gauchos. Il existe même des « asadores », personnes spécialisées dans l’art de cuisiner un asado.

#### Confiture de lait
Le dulce de leche (« la confiture de lait ») est une spécialité sucrée sans véritable origine puisqu'il existe des recettes similaires dans toutes les parties du monde, mais est extrêmement apprécié en Argentine et tout au long de l'Amérique latine. D'origine coloniale, il s’agit d'un mélange de lait et de sucre (300 g à 500 g par litre de lait) porté à ébullition, puis cuit à feu très doux jusqu’à épaississement et obtention d’une couleur caramel. Il est très utilisé dans les pâtisseries ou tout simplement comme confiture.

#### Locro
Le locro (du quechua ruqru) est un ragoût à base de courge, de maïs et de haricots,.

### Symboles nationaux

Le Sol de Mayo, tel qu'il figure sur le drapeau argentin.

- Le drapeau de l'Argentine, créé par le héros national Manuel Belgrano, a inspiré plusieurs peuples latino-américains dans le choix de leur propre drapeau. Il fut en son temps adopté par les Provinces unies d'Amérique centrale, et c'est pour cela que les drapeaux du Salvador, du Honduras, du Nicaragua et du Guatemala sont très semblables au drapeau argentin. Dessiné par le général Manuel Belgrano, le drapeau argentin est les bandes bleues et blanches font référence aux cocardes de la même couleur distribuées le 25 mai 1810 lors du début de la guerre d'indépendance. Le drapeau est rendu officiel, deux semaines après l'indépendance, le 25 juillet 1816, puis, en 1818, est ajouté le soleil dit Sol de Mayo. Jusqu'au 25 juillet 1985, le drapeau avec le soleil, dit drapeau de guerre, est exclusif aux institutions officielles, alors que le drapeau sans le soleil est utilisé pour les manifestations ou institutions n'ayant pas caractère officiel. Désormais, le drapeau avec le soleil est utilisé partout.

- La fleur nationale de l'Argentine est le ceibo, dont le nom scientifique est Erythrina crista-galli. Elle fut déclarée comme telle le 23 décembre 1942 par le décret 13 847 du pouvoir exécutif.
- L’oiseau national est le hornero ou Furnarius rufus, sympathique oiseau que l'on retrouve dans toutes les villes argentines et qui y construit de curieux nids.
- La pierre nationale est la rhodochrosite.

### Ordres et décorations
- Ordre de Saint-Martin, le Libérateur
- Ordre de Mai

### Fêtes et jours fériés
| Date          | Nom français                                           | Nom local                                                               | Remarques                                                                                              |
| ------------- | ------------------------------------------------------ | ----------------------------------------------------------------------- | --- |
| 1er janvier   | Nouvel An                                              | Año nuevo                                                               | |
| mars ou avril | Semaine sainte (Pâques)                                | Semana Santa                                                            | |
| 24 mars       | Jour national du Souvenir pour la Vérité et la Justice | Día Nacional de la Memoria por la Verdad y la Justicia                  | 24 mars 1976, coup d'État militaire du général Jorge Rafael Videla                                     |
| 2 avril       | Jour des Malouines                                     | Día del Veterano de Guerra y de los Caídos en la Guerra de las Malvinas | 2 avril 1982, commémoration de la guerre des Malouines.                                                |
| 1er mai       | Fête du Travail                                        | Día del Trabajo                                                         | |
| 25 mai        | Fête de la révolution                                  | Primer Gobierno Patrio                                                  | 25 mai 1810                                                                                            |
| 20 juin       | Jour du drapeau                                        | Día de la Bandera                                                       | 20 juin 1820, anniversaire de la mort du créateur du drapeau, le général Manuel Belgrano               |
| 9 juillet     | Jour de l'Indépendance                                 | Día de la Independencia                                                 | 9 juillet 1816                                                                                         |
| 17 août       | Mort du général José de San Martín                     | Muerte del General José de San Martín                                   | anniversaire de la mort du José de San Martín, il est l'un des héros des indépendances sud-américaines |
| 12 octobre    | Découverte et exploration de l'Amérique                | Día de la Raza/Día del Respeto a la Diversidad Cultural (depuis 2012)   | |
| 8 décembre    | Immaculée Conception                                   | Día de la Inmaculada Concepción                                         | |
| 25 décembre   | Noël                                                   | Navidad                                                                 | |

## Sports
Bien que le football soit le sport le plus populaire en Argentine avec de très grands joueurs comme Alfredo Di Stéfano, Osvaldo Piazza, Diego Maradona ou Lionel Messi, d'autres sports sont largement pratiqués, le sport national est d'ailleurs le pato. Ainsi, l'Argentine s'illustre régulièrement en basket-ball, en rugby à XV, en pelote basque, en padel ou encore en tennis avec Guillermo Vilas, Gabriela Sabatini ou Juan Martín del Potro notamment. Par ailleurs, on peut également citer le rink hockey, le hockey sur gazon, le polo avec Juan Carlos Harriott (es) ou Adolfo Cambiaso, le golf avec Eduardo Romero ou le sport automobile avec Juan Manuel Fangio comme sports appréciés en Argentine. Un autre sport, le rugby à XIII, s'implante également dans le pays depuis la fin des années 2000. Pascual Pérez est le premier argentin à devenir champion du monde en boxe anglaise, en 1954.

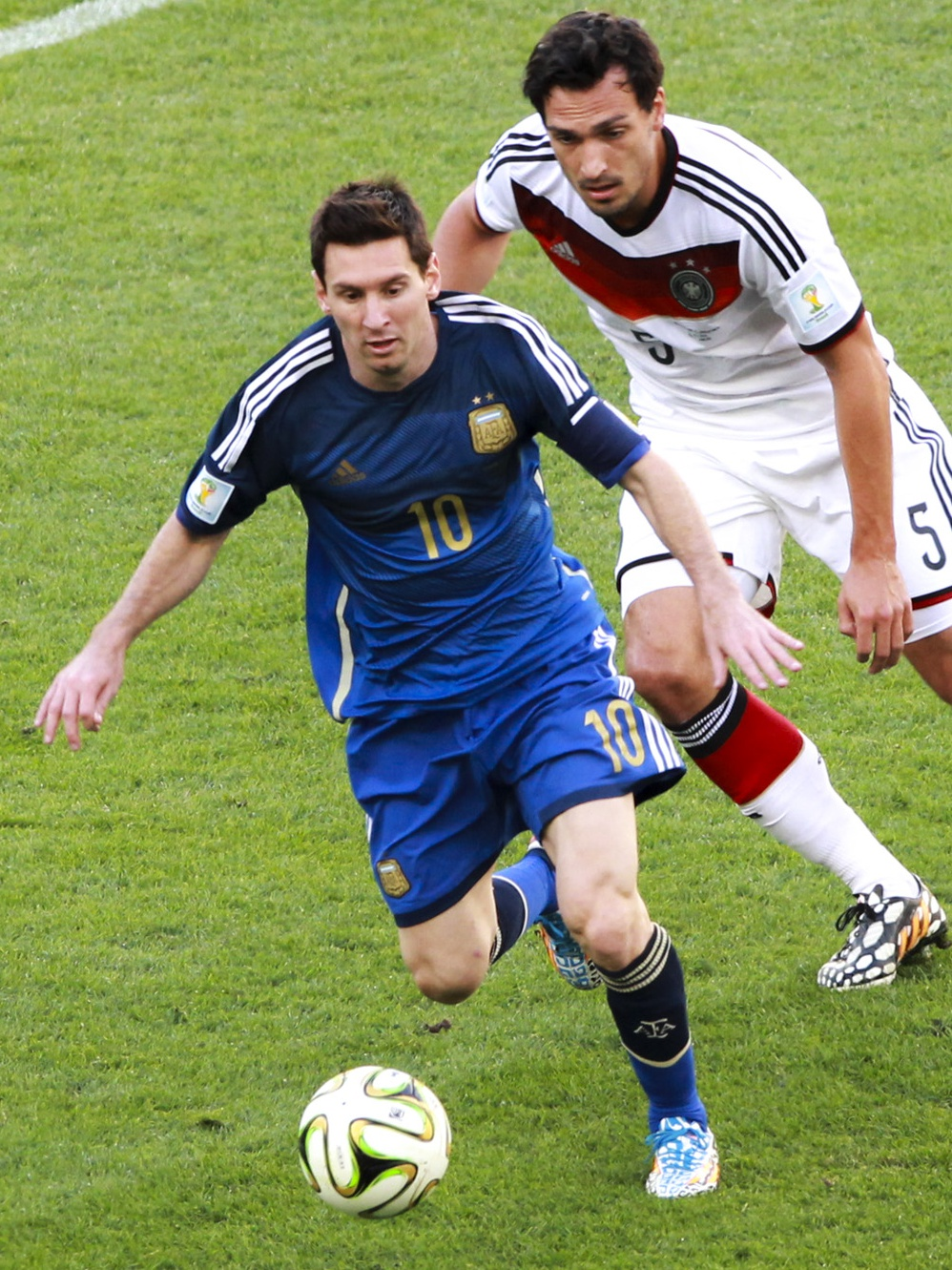
Lionel Messi lors de la finale de la Coupe du monde de football de 2014.
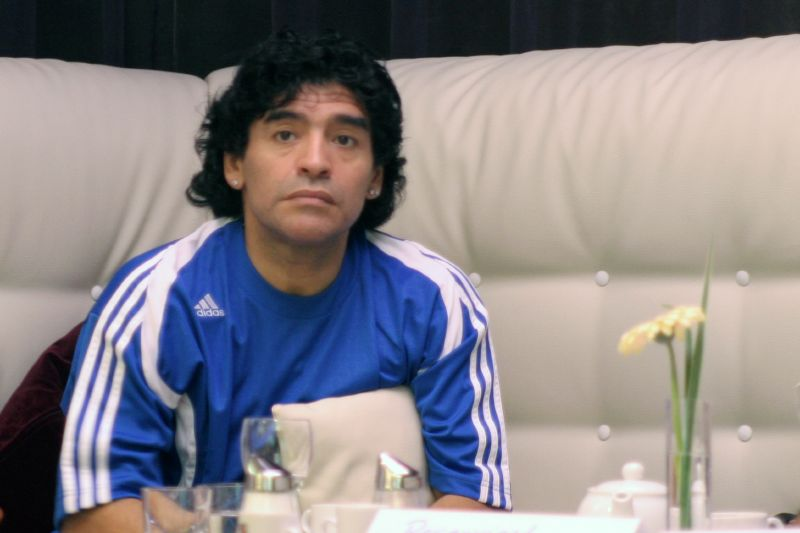
Diego Maradona, ancien joueur de football et ancien sélectionneur de l'équipe d'Argentine.